# Conservation de la viande
Vous lisez un « article de qualité » labellisé en 2010.
Pour un article plus général, voir conservation des aliments.

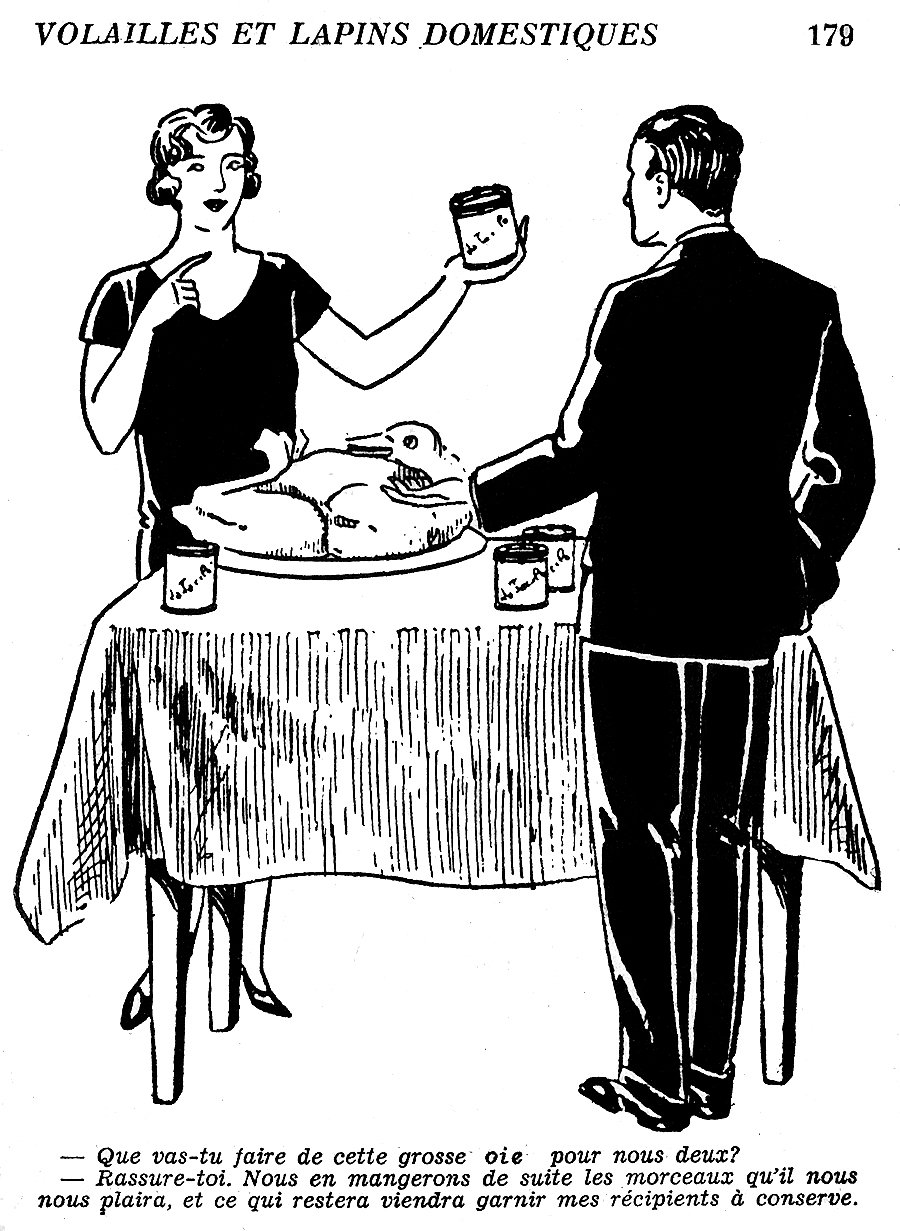
Argument ménager de la conservation de la viande, circa 1930.

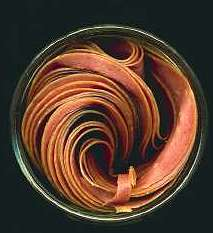
Tranches de viande bovine en boîte.

La conservation de la viande, sur le plan alimentaire, comprend un ensemble de procédés de traitement destinés à conserver les propriétés nutritives, le goût, la texture et la couleur de l'aliment cru, mi-cuit ou cuit, en veillant à le garder comestible, préservé de tout élément qui pourrait provoquer une intoxication alimentaire.
L'invention de certains procédés remonte à l'Antiquité ; d'autres sont issus des recherches scientifiques des XVIIIe et XIXe siècles ; les plus récents découlent des découvertes de la physique nucléaire au XXe siècle et de la biochimie au XXIe siècle.
La conservation de la viande a toujours constitué une garantie contre la famine mais a acquis une dimension politique et économique supplémentaire par l'accroissement de la population humaine. Dans les pays développés, cette conservation est de moins en moins pratiquée par les particuliers et dépend largement, depuis le XIXe siècle, de l'industrie agroalimentaire et de sa chimie. Pour les pays les moins avancés, l'Organisation des Nations unies pour l'alimentation et l'agriculture (FAO) considère que « l'absence de techniques de conservation de la viande présente un grave obstacle au développement viable de la production de viande par les petits éleveurs de bétail en milieu rural ».

## Nécessité de la conservation
La viande est un aliment qui se dégrade si on ne lui applique pas de traitement de conservation, à une vitesse qui dépend de divers facteurs : acidité du produit, taux d'humidité ambiant, présence d'agents pathogènes, température.
L'ex-officier de bouche Burnet donne en 1836 la durée d'utilisation de différentes viandes dans des climats tempérés pour autant qu'elles soient suspendues individuellement à l'air et sans contact avec métaux, pierres ou bois, précisant qu'elles peuvent se conserver plus longtemps lorsque mises à l'abri de la chaleur, de l'eau et de l'air :
| Animal                        | En été | En hiver |
| ----------------------------- | ------ | -------- |
| Coq de bois                   | 6      | 14       |
| Sanglier                      | 6      | 10       |
| Faisan, gélinotte             | 4      | 10       |
| Chevreuil, cerf               | 4      | 8        |
| Dinde, oie                    | 4      | 8        |
| Bœuf, porc                    | 4      | 8        |
| Lièvre, chapon, vieille poule | 3      | 6        |
| Perdrix                       | 2      | 8        |
| Mouton                        | 2      | 3        |
| Veau, agneau, poulet, pigeon  | 2      | 4        |

Au-delà de ces durées, la viande change de couleur et commence à dégager une odeur désagréable qui doit alerter le cuisinier car l'ingestion de viandes avariées peut causer des intoxications alimentaires graves.
En outre, même si on prévoit d'utiliser la viande dans un délai compatible avec la conservation, appliquer un traitement de conservation peut faciliter le stockage et le transport, ou constituer une première étape dans une préparation culinaire.

### Composition et décomposition
La viande est composée d'eau, de protéines (dont des enzymes) et d'acides aminés, de sels minéraux, de graisses et d'acides gras, de vitamines et d'autres composants bioactifs, et de petites quantités de glucides.
Après la mort de l'animal, les enzymes réalisent un travail de décomposition de la matière qui modifie la couleur, le goût et la texture de la chair. Un traitement thermique comme la pasteurisation permet d'arrêter cette décomposition.
La viande se putréfie aussi, superficiellement ou en profondeur, sous l'action de divers microorganismes (présents dans le corps de l'animal ou apportés de l'extérieur par des insectes, par exemple).

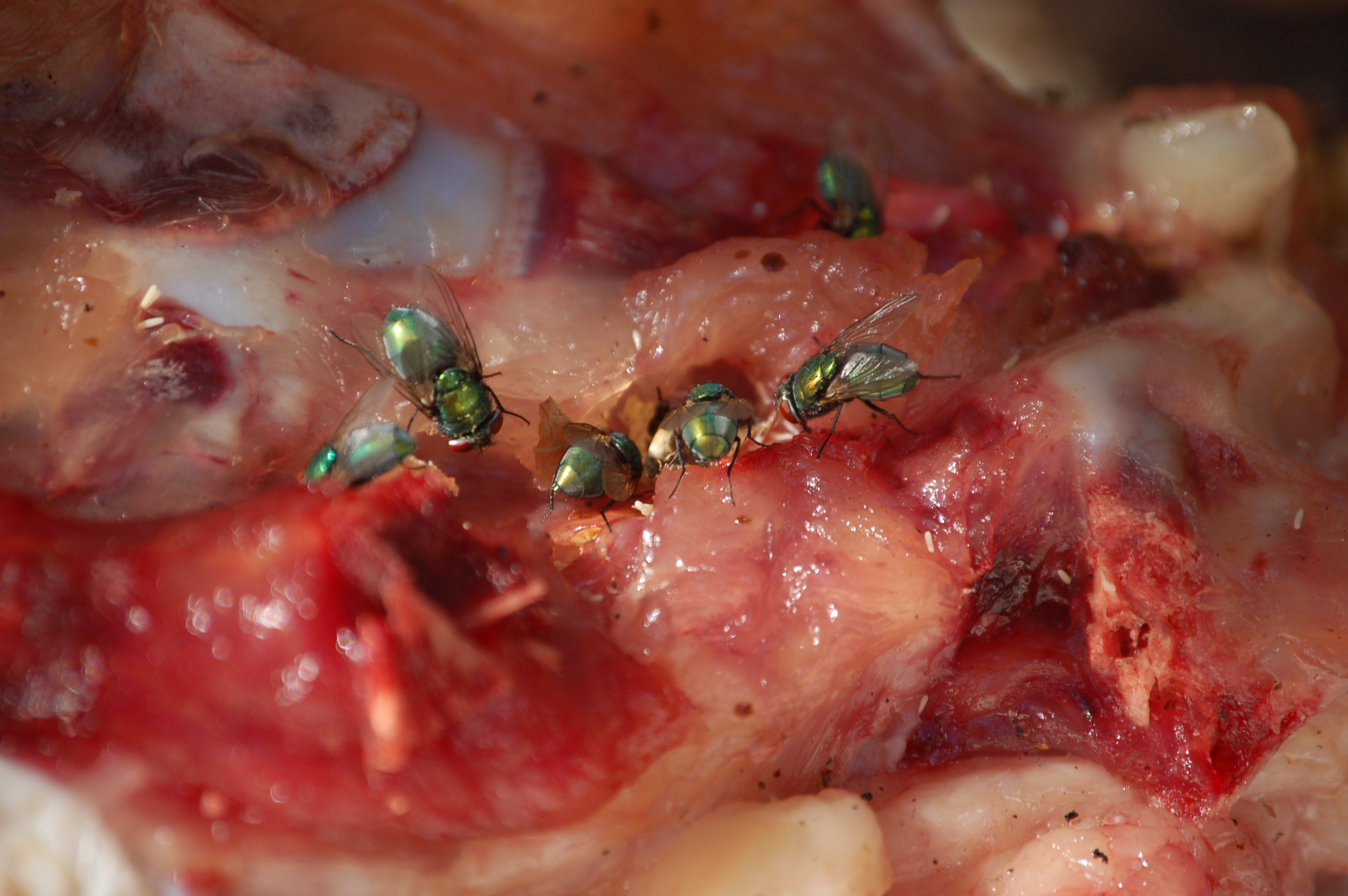
Les lucilies (Lucilia sp.) qui se nourrissent et pondent sur les cadavres peuvent contaminer la viande.

Les bactéries du genre Clostridium interviennent profondément, dégradant le glycogène résiduel ou les protéines ; elles dégagent du dioxyde de carbone, du sulfure d'hydrogène et de l'ammoniaque. Lorsque la viande reste exposée à une température de 10 à 25 °C, la putréfaction peut être superficielle mais peut aussi se produire autour des os. À moins de 10 °C, des psychrotrophes et d'autres bactéries, surtout Gram négatif, se développent qui forment un enduit visqueux à la surface de la chair et dégagent une odeur désagréable. La viande contient un taux d'eau de 60 à 65 % qui favorise la croissance bactérienne (par l'influence du paramètre aw) ; de plus, son pH de 7 (neutre) convient particulièrement aux bactéries qui se développent le mieux dans un environnement de pH 6,5 à 7,5. De dangereuses bactéries peuvent se développer dans la viande crue (ex. Clostridium botulinum, Salmonella typhimurium) comme dans les mets de viande tenus au chaud (Bacillus cereus) ou réchauffés (Clostridium perfringens).
Le respect de strictes normes d'hygiène est impératif dès l'abattage de l'animal. Escherichia coli, bactérie présente dans les intestins des mammifères, peut contaminer la viande destinée à la consommation et provoquer de graves problèmes de santé, mais aussi économiques. Pour éviter la maladie du hamburger, 11 000 tonnes de hamburgers produits par une seule usine ont dû être retirés de la vente en 1997 par exemple.
De même, c'est à partir de l'abattoir que peuvent être effectuées les enquêtes pour évaluer l'impact des programmes de contrôle et de surveillance. En 2008, une enquête menée dans 26 pays de l'Union européenne ainsi qu'en Norvège et en Suisse sur la prévalence du Campylobacter dans les lots de poulets à rôtir et de Campylobacter et Salmonella pour les carcasses de poulets, a démontré la contamination de ces denrées dans tous les États, mais de façon inégale selon les régions. La viande de poulet est considérée comme une importante source de campylobactériose et de salmonellose chez les humains et l'enquête était destinée à établir des références et des valeurs comparables pour tous les États membres.
Étant donné la détérioration autolytique (par les enzymes) ou microbiologique (par les bactéries), la viande est donc particulièrement périssable, et en fonction de la structure du tissu, certains morceaux (comme le foie) s'altèrent plus vite que d'autres (les muscles). Mais si ces derniers sont hachés, ils présentent une plus forte teneur en oxygène, ce qui favorise particulièrement le développement des microorganismes aérobies ; on considère que la viande hachée ne se conserve que deux heures entre 4 et 60 °C. La température à laquelle est exposée la viande, le temps écoulé entre la contamination de la chair et son traitement, le taux d'humidité du produit interviennent différemment en fonction du type de microorganismes. « À 37 °C (99 °F), le nombre de certaines bactéries passe de 1 000 à 10 000 000 en 7 heures. (…) Un produit humide à 25 °C (77 °F) se détériore beaucoup plus vite qu'un produit acide sec à 5 °C (41 °F) ».

### Utilité de la cuisine
Le premier moyen de conservation est de havir la viande ou de l'étourdir. Le second est de la cuire – à la vapeur, par bouillon, mijotage, braisage, rôtissage ou grillade.

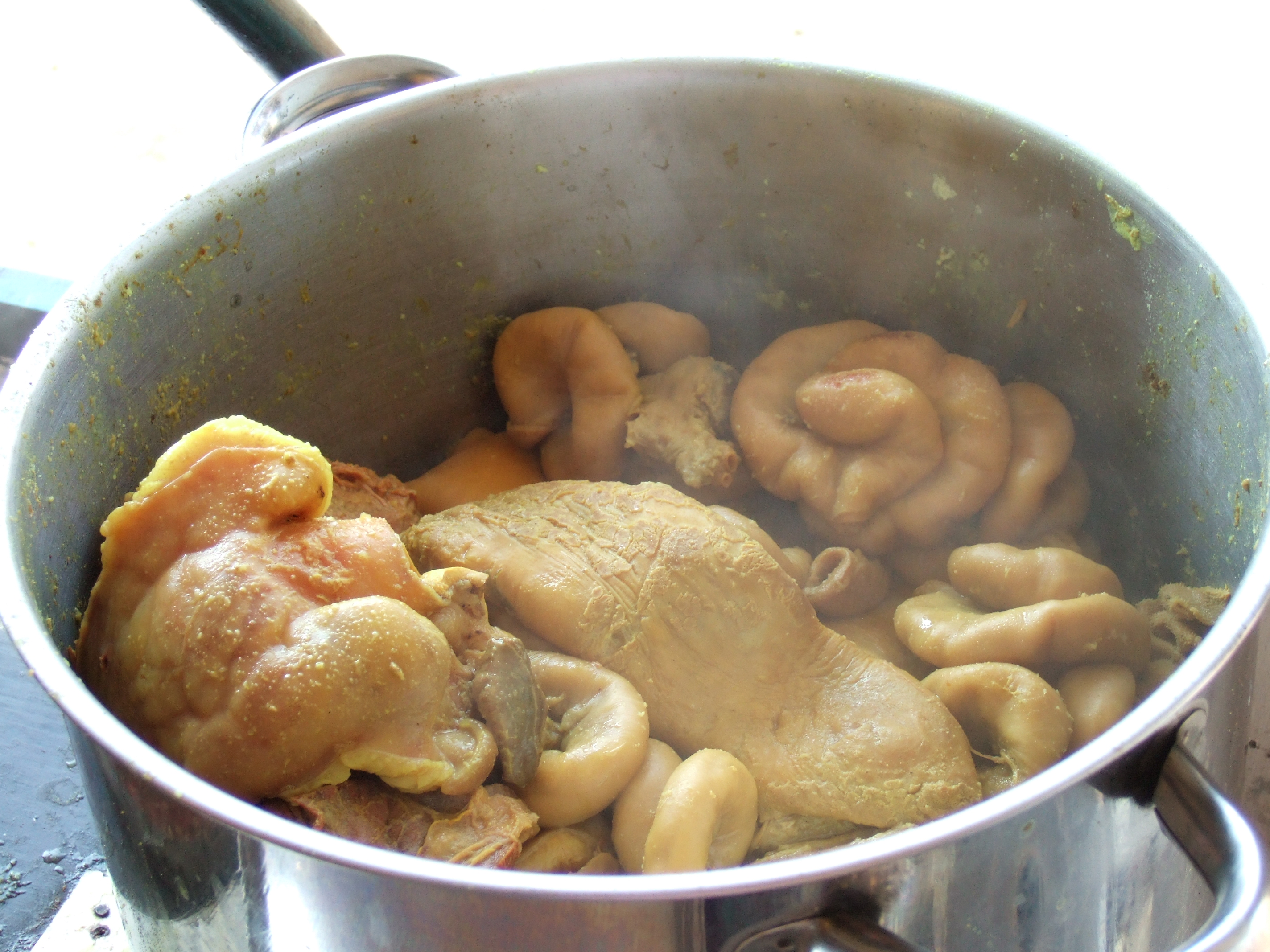
Intestins cuits en bouillon
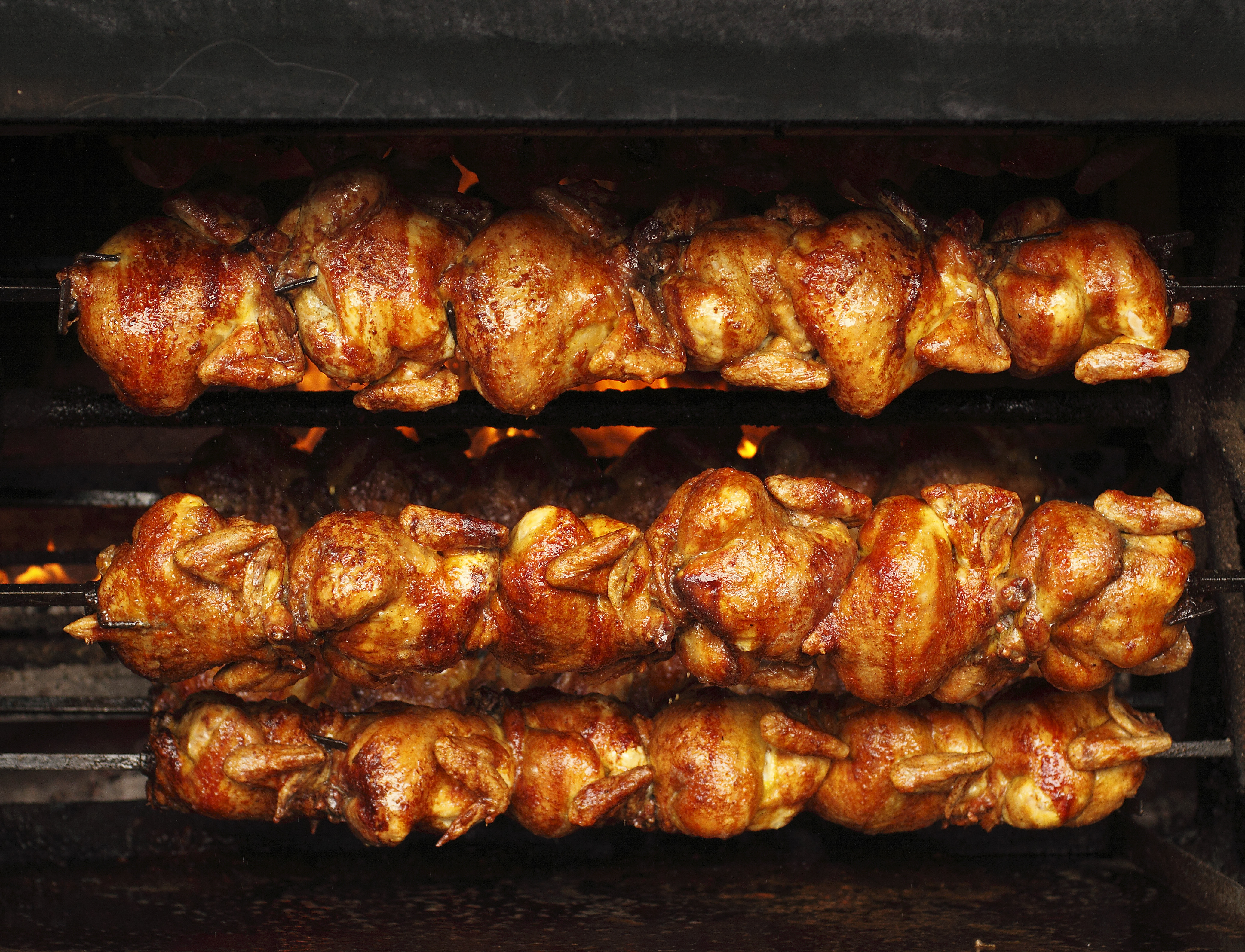
Broches de poulets rôtis
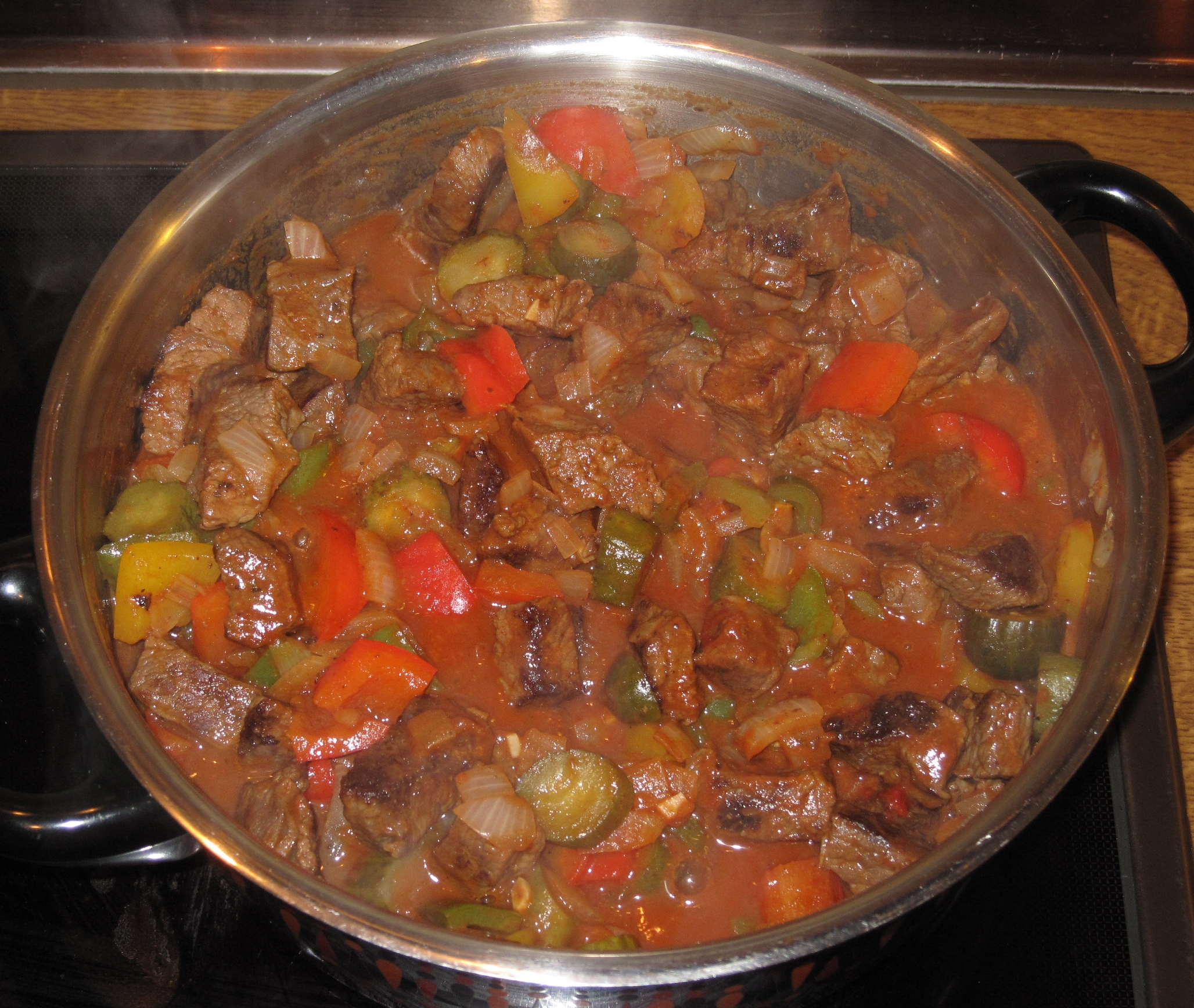
Viande et légumes braisés
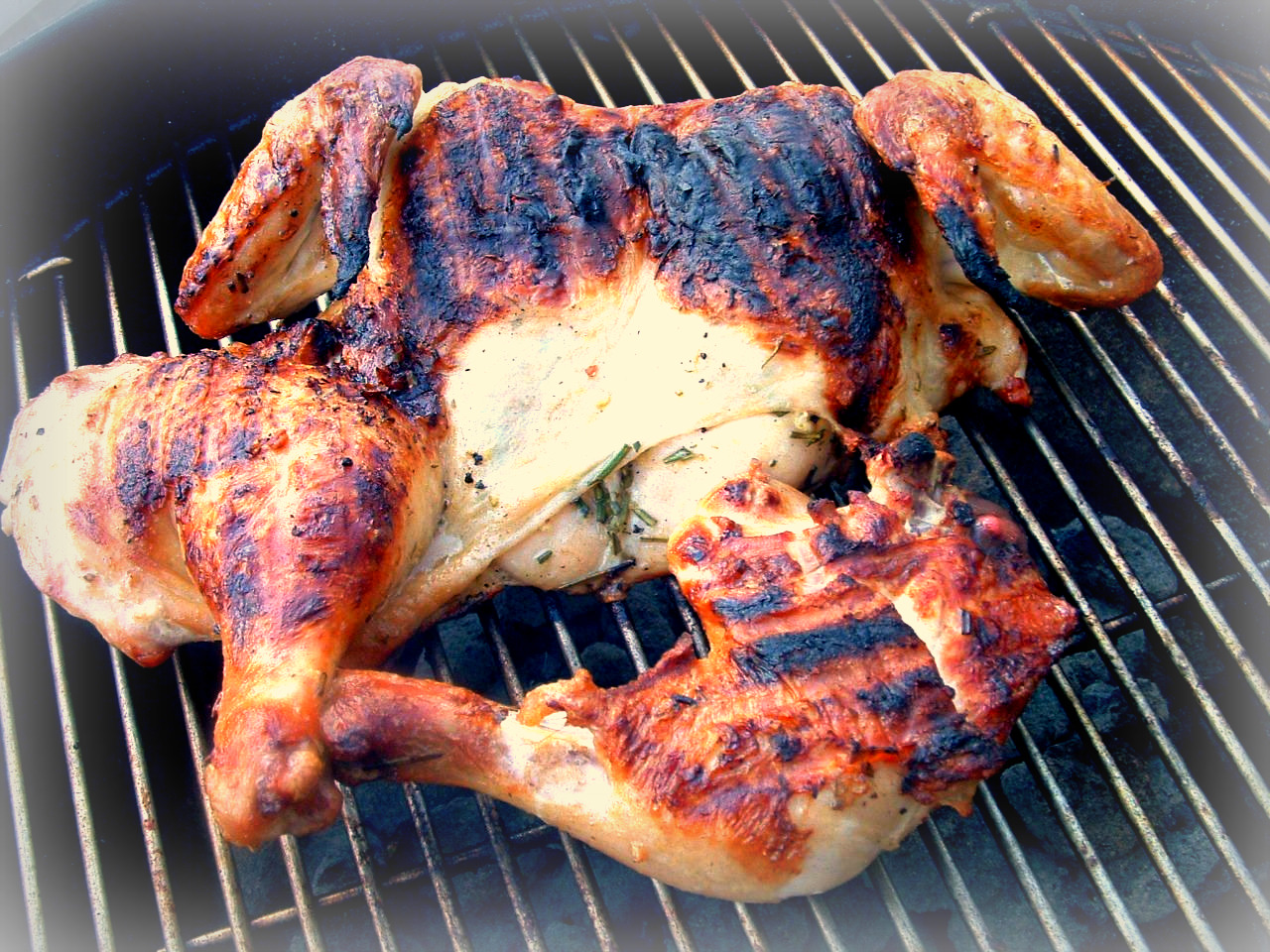
Poulet en crapaudine

L'addition de certaines épices peut avoir une action antiseptique en plus des modifications de saveur et de parfum que les aromates apportent aux mets :
| Épice           | Principaux principes actifs            |
| --------------- | -------------------------------------- |
| Ail             | ajoène, allicine                       |
| Clou de girofle | eugénol                                |
| Genévrier       | α-pinène, β-pinène, thuyène, sabinène  |
| Noix de muscade | eugénol                                |
| Sarriette       | carvacrol, thymol                      |
| Sauge           | thuyone, camphre, bornéol              |
| Romarin         | eucalyptol, α-pinène, camphre, bornéol |
| Thym            | thymol, carvacrol                      |

Mais cela ne donne qu'un répit de quelques jours. La transformation de certaines parties du corps de l'animal en charcuteries peut prolonger légèrement le délai initial.

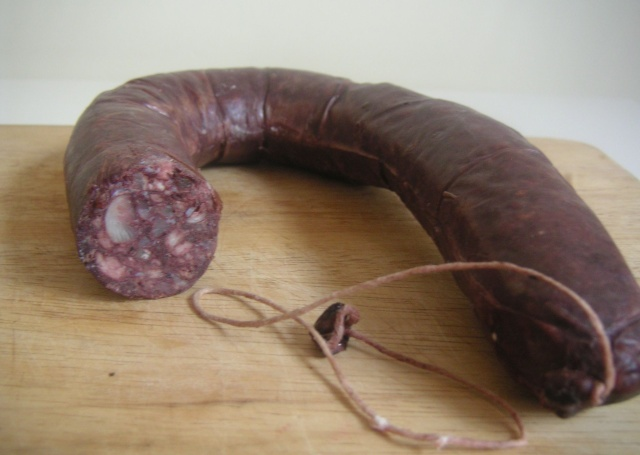
Boudin espagnol
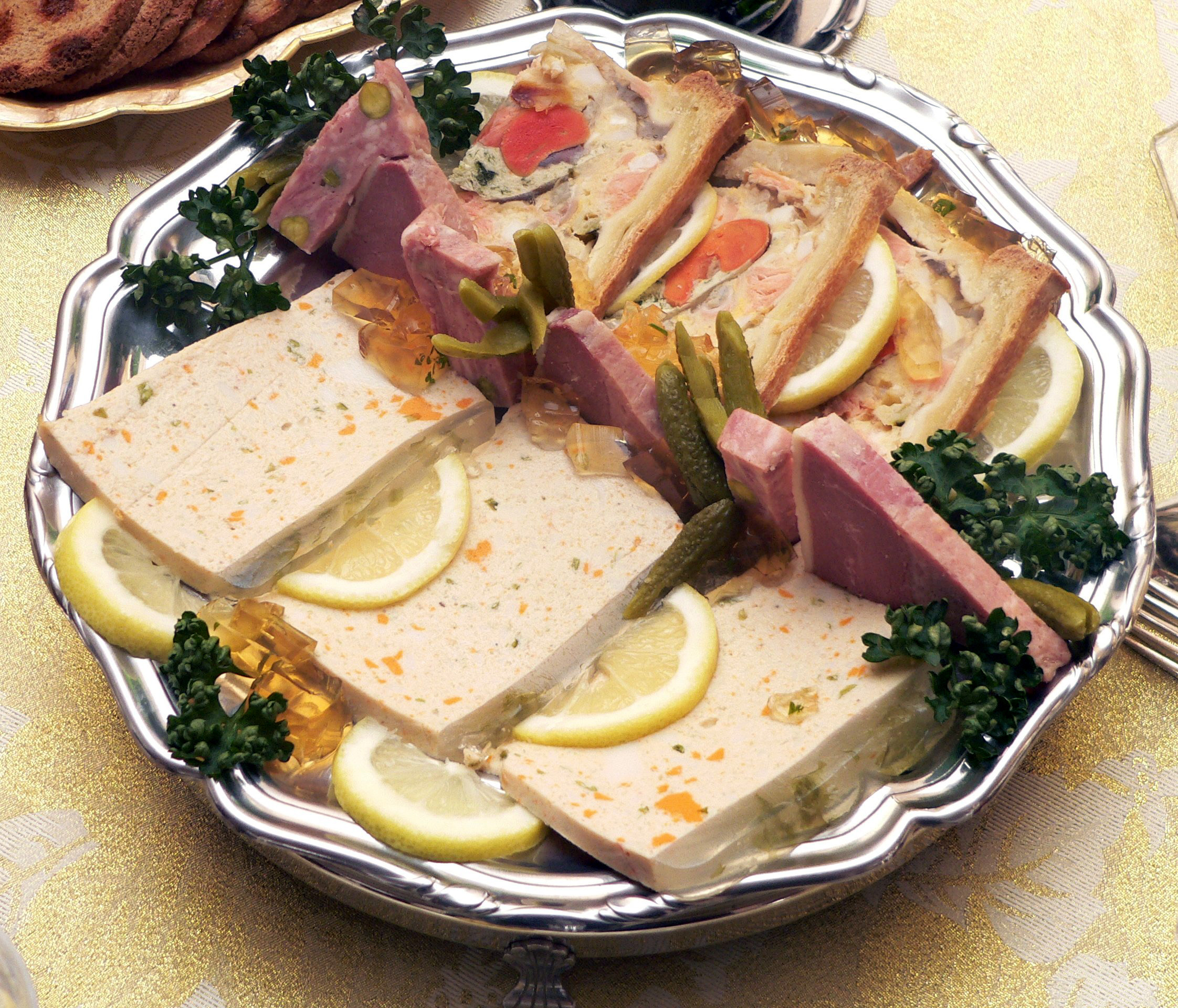
Pâtés et terrines
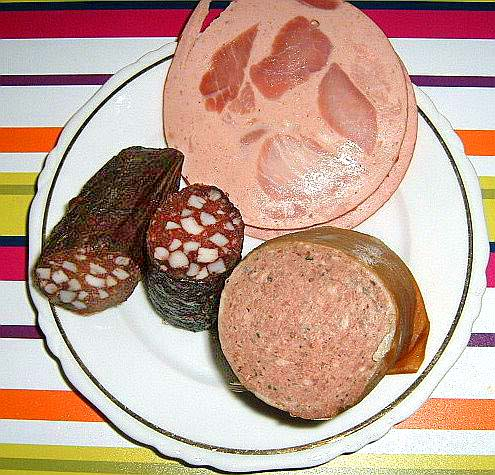
Charcuteries allemandes
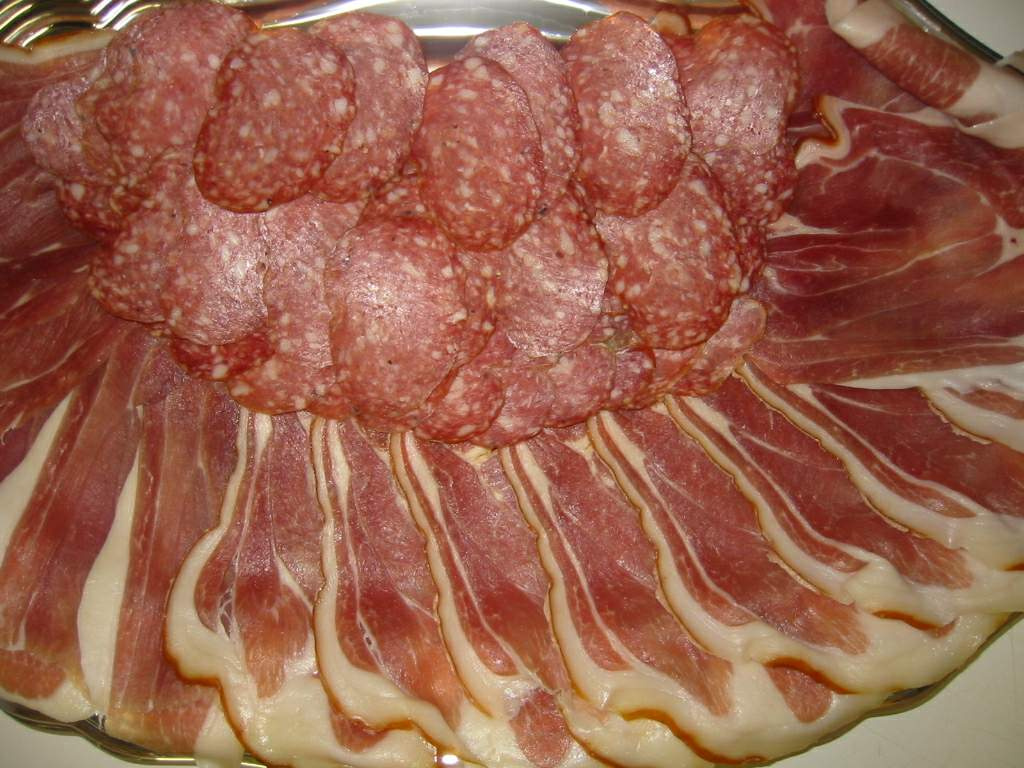
Saucisson et jambon

### Possibilités de traitements
Pour préserver la viande et la conserver à plus longue échéance, il faut tuer un maximum de microorganismes ou tout au moins supprimer leur activité.
Le choix du traitement utilisé pour la conservation de l'aliment varie en fonction du type d'aliment mais découle de trois types d'action :
- inhibition de la décomposition en jouant sur la modification de l'aliment lui-même ou sur la modification du milieu ;
- élimination des microorganismes par des moyens mécaniques, par javellisation ou par utilisation du vinaigre ;
- ou destruction des microorganismes en faisant appel à la haute pression, aux rayonnements, à la chaleur, au champ électrique et à l'addition de conservateurs.

En ce qui concerne la viande (pastilles rouges dans le schéma ci-dessous), les moyens disponibles sont nombreux et certains sont utilisés depuis l'Antiquité.
| | | | | | |  |  |                           |                           |                                  |                                  |                                  |                                  |                                  |                                  | | | | | | |                           |                           |                                           |                                           |                                           |                                           |                                           |                                           | Traitement de conservation des aliments |                                |                                                                    |                                                                    |                                                                    |                                                                    |                                                                    |                                                                    |  |  |                                                        |                                                        |                                                        |                                                        |                                                        |                                                        |  |  |                                                                                     |                                                                                     |                                                                                     |                                                                                     |                                                                                     |                                                                                     |                                  |                                  |                                          |                                          |                                          |                                          |                                          |                                          |  |  |  |  |  |  |  |  |  |  |  |  |
| | | | | | |  |  |                           |                           |                                  |                                  |                                  |                                  |                                  |                                  | | | | | | |                           |                           |                                           |                                           |                                           |                                           |                                           |                                           |                                         |                                |                                                                    |                                                                    |                                                                    |                                                                    |                                                                    |                                                                    |  |  |                                                        |                                                        |                                                        |                                                        |                                                        |                                                        |  |  |                                                                                     |                                                                                     |                                                                                     |                                                                                     |                                                                                     |                                                                                     |                                  |                                  |                                          |                                          |                                          |                                          |                                          |                                          |  |  |  |  |  |  |  |  |  |  |  |  |
| | | | | | |  |  |                           |                           |                                  |                                  |                                  |                                  |                                  |                                  | | | | | | |                           |                           |                                           |                                           |                                           |                                           |                                           |                                           |                                         |                                |                                                                    |                                                                    |                                                                    |                                                                    |                                                                    |                                                                    |  |  |                                                        |                                                        |                                                        |                                                        |                                                        |                                                        |  |  |                                                                                     |                                                                                     |                                                                                     |                                                                                     |                                                                                     |                                                                                     |                                  |                                  |                                          |                                          |                                          |                                          |                                          |                                          |  |  |  |  |  |  |  |  |  |  |  |  |
| | | | | | |  |  |                           |                           | Destruction des micro-organismes | Destruction des micro-organismes | Destruction des micro-organismes | Destruction des micro-organismes | Destruction des micro-organismes | Destruction des micro-organismes | | | | | | |                           |                           |                                           |                                           |                                           |                                           |                                           |                                           | Inhibition de la décomposition          | Inhibition de la décomposition | Inhibition de la décomposition                                     | Inhibition de la décomposition                                     | Inhibition de la décomposition                                     | Inhibition de la décomposition                                     |                                                                    |                                                                    |  |  |                                                        |                                                        |                                                        |                                                        |                                                        |                                                        |  |  |                                                                                     |                                                                                     |                                                                                     |                                                                                     |                                                                                     |                                                                                     | Élimination des micro-organismes | Élimination des micro-organismes | Élimination des micro-organismes         | Élimination des micro-organismes         | Élimination des micro-organismes         | Élimination des micro-organismes         |                                          |                                          |  |  |  |  |  |  |  |  |  |  |  |  |
| | | | | | |  |  |                           |                           | Destruction des micro-organismes | Destruction des micro-organismes | Destruction des micro-organismes | Destruction des micro-organismes | Destruction des micro-organismes | Destruction des micro-organismes | | | | | | |                           |                           |                                           |                                           |                                           |                                           |                                           |                                           | Inhibition de la décomposition          | Inhibition de la décomposition | Inhibition de la décomposition                                     | Inhibition de la décomposition                                     | Inhibition de la décomposition                                     | Inhibition de la décomposition                                     |                                                                    |                                                                    |  |  |                                                        |                                                        |                                                        |                                                        |                                                        |                                                        |  |  |                                                                                     |                                                                                     |                                                                                     |                                                                                     |                                                                                     |                                                                                     | Élimination des micro-organismes | Élimination des micro-organismes | Élimination des micro-organismes         | Élimination des micro-organismes         | Élimination des micro-organismes         | Élimination des micro-organismes         |                                          |                                          |  |  |  |  |  |  |  |  |  |  |  |  |
| | | | | | |  |  |                           |                           |                                  |                                  |                                  |                                  |                                  |                                  | | | | | | |                           |                           |                                           |                                           |                                           |                                           |                                           |                                           |                                         |                                |                                                                    |                                                                    |                                                                    |                                                                    |                                                                    |                                                                    |  |  |                                                        |                                                        |                                                        |                                                        |                                                        |                                                        |  |  |                                                                                     |                                                                                     |                                                                                     |                                                                                     |                                                                                     |                                                                                     |                                  |                                  |                                          |                                          |                                          |                                          |                                          |                                          |  |  |  |  |  |  |  |  |  |  |  |  |
| Pascalisation                                                                                               | Pascalisation                                                                                               | Pascalisation                                                                                               | Pascalisation                                                                                               | Pascalisation                                                                                               | Pascalisation                                                                                               |  |  | Haute pression            | Haute pression            | Haute pression                   | Haute pression                   | Haute pression                   | Haute pression                   |                                  |                                  | | | | | Modification de l'aliment                                                                                        | Modification de l'aliment                                                                                        | Modification de l'aliment | Modification de l'aliment | Modification de l'aliment                 | Modification de l'aliment                 |                                           |                                           |                                           |                                           |                                         |                                |                                                                    |                                                                    |                                                                    |                                                                    |                                                                    |                                                                    |  |  | Modification du milieu                                 | Modification du milieu                                 | Modification du milieu                                 | Modification du milieu                                 | Modification du milieu                                 | Modification du milieu                                 |  |  |                                                                                     |                                                                                     |                                                                                     |                                                                                     |                                                                                     |                                                                                     |                                  |                                  | Décantation statique et centrifuge       | Décantation statique et centrifuge       | Décantation statique et centrifuge       | Décantation statique et centrifuge       | Décantation statique et centrifuge       | Décantation statique et centrifuge       |  |  |  |  |  |  |  |  |  |  |  |  |
| Pascalisation                                                                                               | Pascalisation                                                                                               | Pascalisation                                                                                               | Pascalisation                                                                                               | Pascalisation                                                                                               | Pascalisation                                                                                               |  |  | Haute pression            | Haute pression            | Haute pression                   | Haute pression                   | Haute pression                   | Haute pression                   |                                  |                                  | | | | | Modification de l'aliment                                                                                        | Modification de l'aliment                                                                                        | Modification de l'aliment | Modification de l'aliment | Modification de l'aliment                 | Modification de l'aliment                 |                                           |                                           |                                           |                                           |                                         |                                |                                                                    |                                                                    |                                                                    |                                                                    |                                                                    |                                                                    |  |  | Modification du milieu                                 | Modification du milieu                                 | Modification du milieu                                 | Modification du milieu                                 | Modification du milieu                                 | Modification du milieu                                 |  |  |                                                                                     |                                                                                     |                                                                                     |                                                                                     |                                                                                     |                                                                                     |                                  |                                  | Décantation statique et centrifuge       | Décantation statique et centrifuge       | Décantation statique et centrifuge       | Décantation statique et centrifuge       | Décantation statique et centrifuge       | Décantation statique et centrifuge       |  |  |  |  |  |  |  |  |  |  |  |  |
| | | | | | |  |  |                           |                           |                                  |                                  |                                  |                                  |                                  |                                  | | | | | | |                           |                           |                                           |                                           |                                           |                                           |                                           |                                           |                                         |                                |                                                                    |                                                                    |                                                                    |                                                                    |                                                                    |                                                                    |  |  |                                                        |                                                        |                                                        |                                                        |                                                        |                                                        |  |  |                                                                                     |                                                                                     |                                                                                     |                                                                                     |                                                                                     |                                                                                     |                                  |                                  |                                          |                                          |                                          |                                          |                                          |                                          |  |  |  |  |  |  |  |  |  |  |  |  |
| | | | | | |  |  |                           |                           |                                  |                                  |                                  |                                  |                                  |                                  | | | | | | |                           |                           |                                           |                                           |                                           |                                           |                                           |                                           |                                         |                                |                                                                    |                                                                    |                                                                    |                                                                    |                                                                    |                                                                    |  |  |                                                        |                                                        |                                                        |                                                        |                                                        |                                                        |  |  |                                                                                     |                                                                                     |                                                                                     |                                                                                     |                                                                                     |                                                                                     |                                  |                                  |                                          |                                          |                                          |                                          |                                          |                                          |  |  |  |  |  |  |  |  |  |  |  |  |
| Ionisation Ultraviolets                                                                                     | Ionisation Ultraviolets                                                                                     | Ionisation Ultraviolets                                                                                     | Ionisation Ultraviolets                                                                                     | Ionisation Ultraviolets                                                                                     | Ionisation Ultraviolets                                                                                     |  |  | Rayonnement               | Rayonnement               | Rayonnement                      | Rayonnement                      | Rayonnement                      | Rayonnement                      |                                  |                                  | Extraction de l'eau                                                                                              | Extraction de l'eau                                                                                              | Extraction de l'eau                                                                                              | Extraction de l'eau                                                                                              | Extraction de l'eau                                                                                              | Extraction de l'eau                                                                                              |                           |                           | Métabiose Fermentation                    | Métabiose Fermentation                    | Métabiose Fermentation                    | Métabiose Fermentation                    | Métabiose Fermentation                    | Métabiose Fermentation                    |                                         |                                | Substances inhibitrices                                            | Substances inhibitrices                                            | Substances inhibitrices                                            | Substances inhibitrices                                            | Substances inhibitrices                                            | Substances inhibitrices                                            |  |  | Froid                                                  | Froid                                                  | Froid                                                  | Froid                                                  | Froid                                                  | Froid                                                  |  |  | Oxydo-réduction                                                                     | Oxydo-réduction                                                                     | Oxydo-réduction                                                                     | Oxydo-réduction                                                                     | Oxydo-réduction                                                                     | Oxydo-réduction                                                                     |                                  |                                  | Filtration Micro-filtration              | Filtration Micro-filtration              | Filtration Micro-filtration              | Filtration Micro-filtration              | Filtration Micro-filtration              | Filtration Micro-filtration              |  |  |  |  |  |  |  |  |  |  |  |  |
| Ionisation Ultraviolets                                                                                     | Ionisation Ultraviolets                                                                                     | Ionisation Ultraviolets                                                                                     | Ionisation Ultraviolets                                                                                     | Ionisation Ultraviolets                                                                                     | Ionisation Ultraviolets                                                                                     |  |  | Rayonnement               | Rayonnement               | Rayonnement                      | Rayonnement                      | Rayonnement                      | Rayonnement                      |                                  |                                  | Extraction de l'eau                                                                                              | Extraction de l'eau                                                                                              | Extraction de l'eau                                                                                              | Extraction de l'eau                                                                                              | Extraction de l'eau                                                                                              | Extraction de l'eau                                                                                              |                           |                           | Métabiose Fermentation                    | Métabiose Fermentation                    | Métabiose Fermentation                    | Métabiose Fermentation                    | Métabiose Fermentation                    | Métabiose Fermentation                    |                                         |                                | Substances inhibitrices                                            | Substances inhibitrices                                            | Substances inhibitrices                                            | Substances inhibitrices                                            | Substances inhibitrices                                            | Substances inhibitrices                                            |  |  | Froid                                                  | Froid                                                  | Froid                                                  | Froid                                                  | Froid                                                  | Froid                                                  |  |  | Oxydo-réduction                                                                     | Oxydo-réduction                                                                     | Oxydo-réduction                                                                     | Oxydo-réduction                                                                     | Oxydo-réduction                                                                     | Oxydo-réduction                                                                     |                                  |                                  | Filtration Micro-filtration              | Filtration Micro-filtration              | Filtration Micro-filtration              | Filtration Micro-filtration              | Filtration Micro-filtration              | Filtration Micro-filtration              |  |  |  |  |  |  |  |  |  |  |  |  |
| | | | | | |  |  |                           |                           |                                  |                                  |                                  |                                  |                                  |                                  | | | | | | |                           |                           |                                           |                                           |                                           |                                           |                                           |                                           |                                         |                                |                                                                    |                                                                    |                                                                    |                                                                    |                                                                    |                                                                    |  |  |                                                        |                                                        |                                                        |                                                        |                                                        |                                                        |  |  |                                                                                     |                                                                                     |                                                                                     |                                                                                     |                                                                                     |                                                                                     |                                  |                                  |                                          |                                          |                                          |                                          |                                          |                                          |  |  |  |  |  |  |  |  |  |  |  |  |
| Alcools Anhydride sulfureux et sulfures Antibiotiques Biocides Eau oxygénée Nitrates Oxyde d'éthylène Ozone | Alcools Anhydride sulfureux et sulfures Antibiotiques Biocides Eau oxygénée Nitrates Oxyde d'éthylène Ozone | Alcools Anhydride sulfureux et sulfures Antibiotiques Biocides Eau oxygénée Nitrates Oxyde d'éthylène Ozone | Alcools Anhydride sulfureux et sulfures Antibiotiques Biocides Eau oxygénée Nitrates Oxyde d'éthylène Ozone | Alcools Anhydride sulfureux et sulfures Antibiotiques Biocides Eau oxygénée Nitrates Oxyde d'éthylène Ozone | Alcools Anhydride sulfureux et sulfures Antibiotiques Biocides Eau oxygénée Nitrates Oxyde d'éthylène Ozone |  |  | Addition de conservateurs | Addition de conservateurs | Addition de conservateurs        | Addition de conservateurs        | Addition de conservateurs        | Addition de conservateurs        |                                  |                                  | Concentration: Confisage Cryoconcentration Enrobage Évaporation Immersion Imprégnation Osmose inverse Pressurage | Concentration: Confisage Cryoconcentration Enrobage Évaporation Immersion Imprégnation Osmose inverse Pressurage | Concentration: Confisage Cryoconcentration Enrobage Évaporation Immersion Imprégnation Osmose inverse Pressurage | Concentration: Confisage Cryoconcentration Enrobage Évaporation Immersion Imprégnation Osmose inverse Pressurage | Concentration: Confisage Cryoconcentration Enrobage Évaporation Immersion Imprégnation Osmose inverse Pressurage | Concentration: Confisage Cryoconcentration Enrobage Évaporation Immersion Imprégnation Osmose inverse Pressurage |                           |                           | Acétique Alcoolique Lactique Malolactique | Acétique Alcoolique Lactique Malolactique | Acétique Alcoolique Lactique Malolactique | Acétique Alcoolique Lactique Malolactique | Acétique Alcoolique Lactique Malolactique | Acétique Alcoolique Lactique Malolactique |                                         |                                | Addition de conservateur Fumage Graissage Salage Saumurage Sucrage | Addition de conservateur Fumage Graissage Salage Saumurage Sucrage | Addition de conservateur Fumage Graissage Salage Saumurage Sucrage | Addition de conservateur Fumage Graissage Salage Saumurage Sucrage | Addition de conservateur Fumage Graissage Salage Saumurage Sucrage | Addition de conservateur Fumage Graissage Salage Saumurage Sucrage |  |  | Congélation Préréfrigération Réfrigération Surgélation | Congélation Préréfrigération Réfrigération Surgélation | Congélation Préréfrigération Réfrigération Surgélation | Congélation Préréfrigération Réfrigération Surgélation | Congélation Préréfrigération Réfrigération Surgélation | Congélation Préréfrigération Réfrigération Surgélation |  |  | Conditionnement sous atmosphère modifiée Conditionnement sous vide Électroréduction | Conditionnement sous atmosphère modifiée Conditionnement sous vide Électroréduction | Conditionnement sous atmosphère modifiée Conditionnement sous vide Électroréduction | Conditionnement sous atmosphère modifiée Conditionnement sous vide Électroréduction | Conditionnement sous atmosphère modifiée Conditionnement sous vide Électroréduction | Conditionnement sous atmosphère modifiée Conditionnement sous vide Électroréduction |                                  |                                  | Lavage Parage Javellisation Par vinaigre | Lavage Parage Javellisation Par vinaigre | Lavage Parage Javellisation Par vinaigre | Lavage Parage Javellisation Par vinaigre | Lavage Parage Javellisation Par vinaigre | Lavage Parage Javellisation Par vinaigre |  |  |  |  |  |  |  |  |  |  |  |  |
| Alcools Anhydride sulfureux et sulfures Antibiotiques Biocides Eau oxygénée Nitrates Oxyde d'éthylène Ozone | Alcools Anhydride sulfureux et sulfures Antibiotiques Biocides Eau oxygénée Nitrates Oxyde d'éthylène Ozone | Alcools Anhydride sulfureux et sulfures Antibiotiques Biocides Eau oxygénée Nitrates Oxyde d'éthylène Ozone | Alcools Anhydride sulfureux et sulfures Antibiotiques Biocides Eau oxygénée Nitrates Oxyde d'éthylène Ozone | Alcools Anhydride sulfureux et sulfures Antibiotiques Biocides Eau oxygénée Nitrates Oxyde d'éthylène Ozone | Alcools Anhydride sulfureux et sulfures Antibiotiques Biocides Eau oxygénée Nitrates Oxyde d'éthylène Ozone |  |  | Addition de conservateurs | Addition de conservateurs | Addition de conservateurs        | Addition de conservateurs        | Addition de conservateurs        | Addition de conservateurs        |                                  |                                  | Concentration: Confisage Cryoconcentration Enrobage Évaporation Immersion Imprégnation Osmose inverse Pressurage | Concentration: Confisage Cryoconcentration Enrobage Évaporation Immersion Imprégnation Osmose inverse Pressurage | Concentration: Confisage Cryoconcentration Enrobage Évaporation Immersion Imprégnation Osmose inverse Pressurage | Concentration: Confisage Cryoconcentration Enrobage Évaporation Immersion Imprégnation Osmose inverse Pressurage | Concentration: Confisage Cryoconcentration Enrobage Évaporation Immersion Imprégnation Osmose inverse Pressurage | Concentration: Confisage Cryoconcentration Enrobage Évaporation Immersion Imprégnation Osmose inverse Pressurage |                           |                           | Acétique Alcoolique Lactique Malolactique | Acétique Alcoolique Lactique Malolactique | Acétique Alcoolique Lactique Malolactique | Acétique Alcoolique Lactique Malolactique | Acétique Alcoolique Lactique Malolactique | Acétique Alcoolique Lactique Malolactique |                                         |                                | Addition de conservateur Fumage Graissage Salage Saumurage Sucrage | Addition de conservateur Fumage Graissage Salage Saumurage Sucrage | Addition de conservateur Fumage Graissage Salage Saumurage Sucrage | Addition de conservateur Fumage Graissage Salage Saumurage Sucrage | Addition de conservateur Fumage Graissage Salage Saumurage Sucrage | Addition de conservateur Fumage Graissage Salage Saumurage Sucrage |  |  | Congélation Préréfrigération Réfrigération Surgélation | Congélation Préréfrigération Réfrigération Surgélation | Congélation Préréfrigération Réfrigération Surgélation | Congélation Préréfrigération Réfrigération Surgélation | Congélation Préréfrigération Réfrigération Surgélation | Congélation Préréfrigération Réfrigération Surgélation |  |  | Conditionnement sous atmosphère modifiée Conditionnement sous vide Électroréduction | Conditionnement sous atmosphère modifiée Conditionnement sous vide Électroréduction | Conditionnement sous atmosphère modifiée Conditionnement sous vide Électroréduction | Conditionnement sous atmosphère modifiée Conditionnement sous vide Électroréduction | Conditionnement sous atmosphère modifiée Conditionnement sous vide Électroréduction | Conditionnement sous atmosphère modifiée Conditionnement sous vide Électroréduction |                                  |                                  | Lavage Parage Javellisation Par vinaigre | Lavage Parage Javellisation Par vinaigre | Lavage Parage Javellisation Par vinaigre | Lavage Parage Javellisation Par vinaigre | Lavage Parage Javellisation Par vinaigre | Lavage Parage Javellisation Par vinaigre |  |  |  |  |  |  |  |  |  |  |  |  |
| | | | | | |  |  |                           |                           |                                  |                                  |                                  |                                  |                                  |                                  | | | | | | |                           |                           |                                           |                                           |                                           |                                           |                                           |                                           |                                         |                                |                                                                    |                                                                    |                                                                    |                                                                    |                                                                    |                                                                    |  |  |                                                        |                                                        |                                                        |                                                        |                                                        |                                                        |  |  |                                                                                     |                                                                                     |                                                                                     |                                                                                     |                                                                                     |                                                                                     |                                  |                                  |                                          |                                          |                                          |                                          |                                          |                                          |  |  |  |  |  |  |  |  |  |  |  |  |
| Blanchiment Cuisson Pasteurisation Stérilisation Thermisation Tyndallisation                                | Blanchiment Cuisson Pasteurisation Stérilisation Thermisation Tyndallisation                                | Blanchiment Cuisson Pasteurisation Stérilisation Thermisation Tyndallisation                                | Blanchiment Cuisson Pasteurisation Stérilisation Thermisation Tyndallisation                                | Blanchiment Cuisson Pasteurisation Stérilisation Thermisation Tyndallisation                                | Blanchiment Cuisson Pasteurisation Stérilisation Thermisation Tyndallisation                                |  |  | Chaleur                   | Chaleur                   | Chaleur                          | Chaleur                          | Chaleur                          | Chaleur                          |                                  |                                  | Séchage : Déshydratation Dessiccation naturelle Explosion expansion Lyophilisation Zéodratation                  | Séchage : Déshydratation Dessiccation naturelle Explosion expansion Lyophilisation Zéodratation                  | Séchage : Déshydratation Dessiccation naturelle Explosion expansion Lyophilisation Zéodratation                  | Séchage : Déshydratation Dessiccation naturelle Explosion expansion Lyophilisation Zéodratation                  | Séchage : Déshydratation Dessiccation naturelle Explosion expansion Lyophilisation Zéodratation                  | Séchage : Déshydratation Dessiccation naturelle Explosion expansion Lyophilisation Zéodratation                  |                           |                           |                                           |                                           |                                           |                                           |                                           |                                           |                                         |                                |                                                                    |                                                                    |                                                                    |                                                                    |                                                                    |                                                                    |  |  |                                                        |                                                        |                                                        |                                                        |                                                        |                                                        |  |  |                                                                                     |                                                                                     |                                                                                     |                                                                                     |                                                                                     |                                                                                     |                                  |                                  |                                          |                                          |                                          |                                          |                                          |                                          |  |  |  |  |  |  |  |  |  |  |  |  |
| Blanchiment Cuisson Pasteurisation Stérilisation Thermisation Tyndallisation                                | Blanchiment Cuisson Pasteurisation Stérilisation Thermisation Tyndallisation                                | Blanchiment Cuisson Pasteurisation Stérilisation Thermisation Tyndallisation                                | Blanchiment Cuisson Pasteurisation Stérilisation Thermisation Tyndallisation                                | Blanchiment Cuisson Pasteurisation Stérilisation Thermisation Tyndallisation                                | Blanchiment Cuisson Pasteurisation Stérilisation Thermisation Tyndallisation                                |  |  | Chaleur                   | Chaleur                   | Chaleur                          | Chaleur                          | Chaleur                          | Chaleur                          |                                  |                                  | | Séchage : Déshydratation Dessiccation naturelle Explosion expansion Lyophilisation Zéodratation                  | Séchage : Déshydratation Dessiccation naturelle Explosion expansion Lyophilisation Zéodratation                  | Séchage : Déshydratation Dessiccation naturelle Explosion expansion Lyophilisation Zéodratation                  | Séchage : Déshydratation Dessiccation naturelle Explosion expansion Lyophilisation Zéodratation                  | Séchage : Déshydratation Dessiccation naturelle Explosion expansion Lyophilisation Zéodratation                  |                           |                           |                                           |                                           |                                           |                                           |                                           |                                           |                                         |                                |                                                                    |                                                                    |                                                                    |                                                                    |                                                                    |                                                                    |  |  |                                                        |                                                        |                                                        |                                                        |                                                        |                                                        |  |  |                                                                                     |                                                                                     |                                                                                     |                                                                                     |                                                                                     |                                                                                     |                                  |                                  |                                          |                                          |                                          |                                          |                                          |                                          |  |  |  |  |  |  |  |  |  |  |  |  |
| | | | | | |  |  |                           |                           |                                  |                                  |                                  |                                  |                                  |                                  | | | | | | |                           |                           |                                           |                                           |                                           |                                           |                                           |                                           |                                         |                                |                                                                    |                                                                    |                                                                    |                                                                    |                                                                    |                                                                    |  |  |                                                        |                                                        |                                                        |                                                        |                                                        |                                                        |  |  |                                                                                     |                                                                                     |                                                                                     |                                                                                     |                                                                                     |                                                                                     |                                  |                                  |                                          |                                          |                                          |                                          |                                          |                                          |  |  |  |  |  |  |  |  |  |  |  |  |
| | | | | | |  |  | Champ électrique pulsé    |                           |                                  |                                  |                                  |                                  |                                  |                                  | | | | | | |                           |                           |                                           |                                           |                                           |                                           |                                           |                                           |                                         |                                |                                                                    |                                                                    |                                                                    |                                                                    |                                                                    |                                                                    |  |  |                                                        |                                                        |                                                        |                                                        |                                                        |                                                        |  |  |                                                                                     |                                                                                     |                                                                                     |                                                                                     |                                                                                     |                                                                                     |                                  |                                  |                                          |                                          |                                          |                                          |                                          |                                          |  |  |  |  |  |  |  |  |  |  |  |  |
| | | | | | |  |  |                           |                           |                                  |                                  |                                  |                                  |                                  |                                  | | | | | | |                           |                           |                                           |                                           |                                           |                                           |                                           |                                           |                                         |                                |                                                                    |                                                                    |                                                                    |                                                                    |                                                                    |                                                                    |  |  |                                                        |                                                        |                                                        |                                                        |                                                        |                                                        |  |  |                                                                                     |                                                                                     |                                                                                     |                                                                                     |                                                                                     |                                                                                     |                                  |                                  |                                          |                                          |                                          |                                          |                                          |                                          |  |  |  |  |  |  |  |  |  |  |  |  |

### Maturation et faisandage

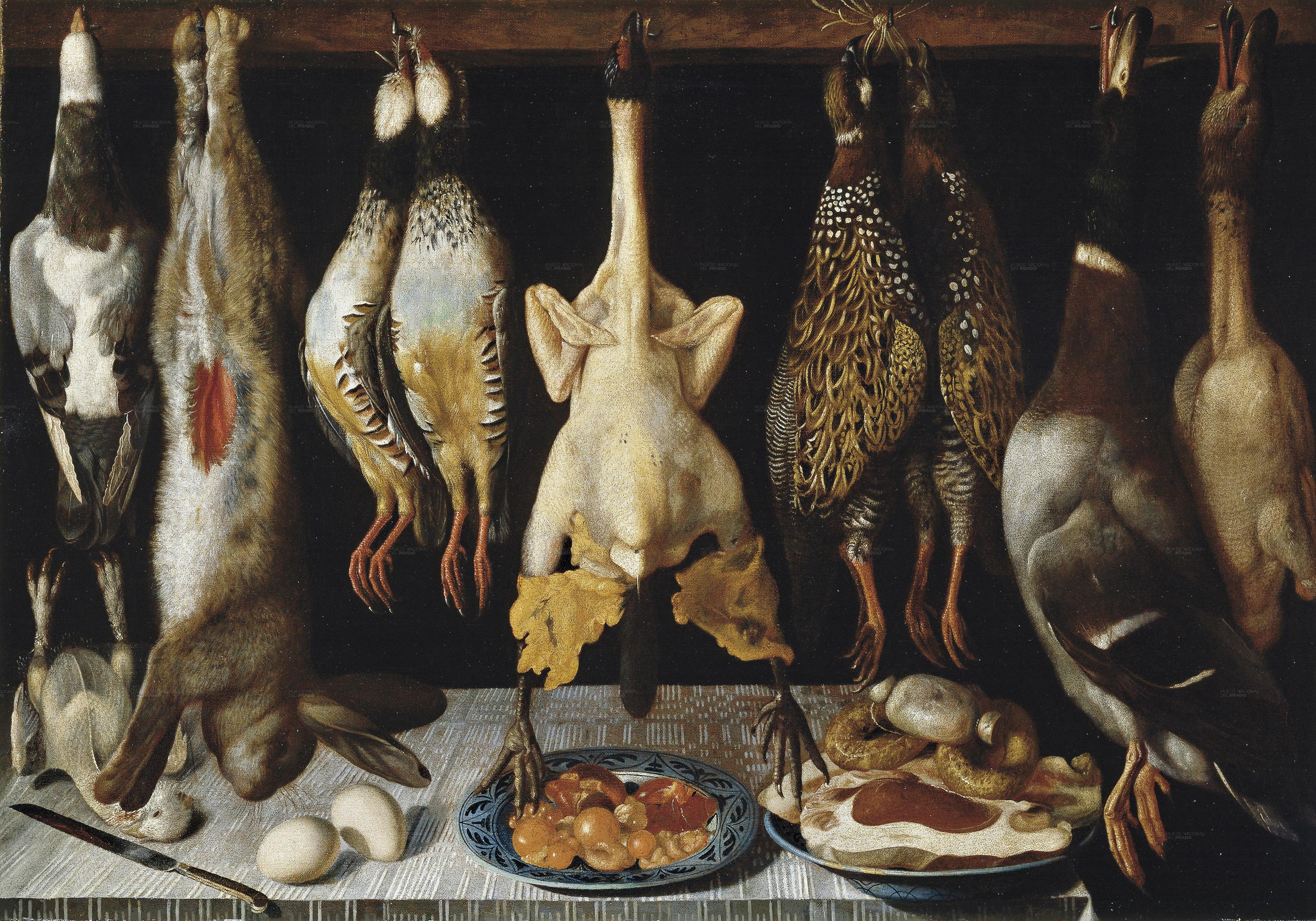
Petit gibier en attente. Tableau de Tomás Yepes, XVIIe s.

La viande de bœuf, cuite quelques heures après l'abattage (après la phase pantelante), se révèle dure sous la dent ; il est de coutume de la « garder crue quelque temps afin de l'attendrir », ce que le Nouveau Larousse illustré appelle « faisander un bifteck » et qui correspond à la période d'autolyse ; la viande est dite alors « rassise ». Les professionnels préfèrent cependant distinguer cette phase dite de maturation du faisandage.
La coutume veut aussi que le gibier ne soit pas mangé tout de suite : « Dans notre civilisation avancée, ne sert-on pas, sur les tables somptueuses, certaines viandes qui ont déjà subi un commencement de décomposition ? On sait qu'un faisan, pour être prisé d'un gourmand, doit avoir un mois de mort, une bécasse, deux mois et demi. Entre une viande faisandée et une viande putréfiée, la différence n'est pas immense ; il en existe cependant une immense au point de vue gastronomique » écrit un auteur du XIXe siècle.
Cet appétit pour une viande fortement sapide se retrouve partout dans le monde et à diverses époques :
- Cicéron dit d'un de ses compatriotes qu'on voit figurer sur sa table de la viande faisandée[11] ;
- au XVIe siècle, les Français ne trouvent bon le gibier que s'il pue et que si la chair en est venée[N 7] alors que les Allemands de la même époque mangent la chair des volailles fraichement abattues[12] ;
- les Yakoutes apprécient énormément le renne fortement « avancé » raconte l'explorateur John Dundas Cochrane au début du XIXe siècle[13] ;
- les Betis du Cameroun ont la viande faisandée à leur menu au début du XXe siècle, ce qui ne plait pas à l'instituteur-catéchiste[14] ; une autre ethnie de ce pays utilise un terme bien spécifique pour marquer « un bon goût relevé de viande faisandée »[15] ;
- à Sumatra, la viande bien hasardée[N 8] mélangée à du paprika moulu est l'un des mets du diner[16] ;
- les Inuits étaient de grands amateurs de chair faisandée, « même dans ses états extrêmes » ; ils le sont toujours : « certains mettent viande et gras dans un sac poubelle en plastique, pour obtenir rapidement la fermentation qui traditionnellement se produit dans un sac par la peau de l'animal recousu. On place aussi la viande dans un grand baquet de plastique, muni d'un couvercle, que l'on place ensuite au chaud dans la cuisine » écrit Roué en 1996[17] ;
- dans le Nord du Cameroun, la viande de taurin[N 9] mise à sécher par les Duupas sur les branches d'arbre, et qui se décompose, est utilisée pour faire une sauce salée dans laquelle interviennent, pour neutraliser l'odeur, des feuilles de Ocimum canum, de Cymbopogon giganteus ou une sorte de punaise écrasée et de la pâte de graines de Hyptis spicigera[18].

La mortification ou faisandage des venaisons qui démarre en parallèle de la maturation, est due à la fermentation bactérienne du contenu intestinal, les protéases des bactéries désorganisant les muscles et les tendons robustes (processus de protéolyse) développés par la vie sauvage du gibier. Le faisandage n'est cependant pas de tous les goûts et peut traduire une pratique commerciale malhonnête : « Que de viande faisandée, corrompue et rongée par les vers, se vend impunément sous la forme de cervelas et de fromage d'Italie. Il est extrêmement difficile de surprendre les délinquants ; car les préparations et les assaisonnements dissimulent tellement à l'œil et à l'odorat la viande gâtée qui a servi à faire une pièce de charcuterie, qu'il est presque impossible de constater matériellement ce véritable empoisonnement » écrit Léon Rayer, ancien chef de cuisine de personnalités importantes du XIXe siècle. Apparemment, l'utilisation du charbon pour ôter l'odeur à la viande putréfiée ou la conserver pendant quinze jours n'est plus en usage à son époque comme elle l'était à la fin du XVIIIe siècle.
La putréfaction s'accélérant lorsque la viande est exposée simultanément à une forte température et à une forte humidité, la chair dégage en moins de 24 heures, dans la forêt équatoriale, des odeurs nauséabondes que les indigènes ne peuvent que supporter. Pour pouvoir manger une viande rassise dans ces conditions, le chasseur doit tailler des tranches en profondeur dans la masse du muscle dont « la surface est depuis longtemps putréfiée, verdâtre et grouillante ».

## Aperçu historique de la conservation

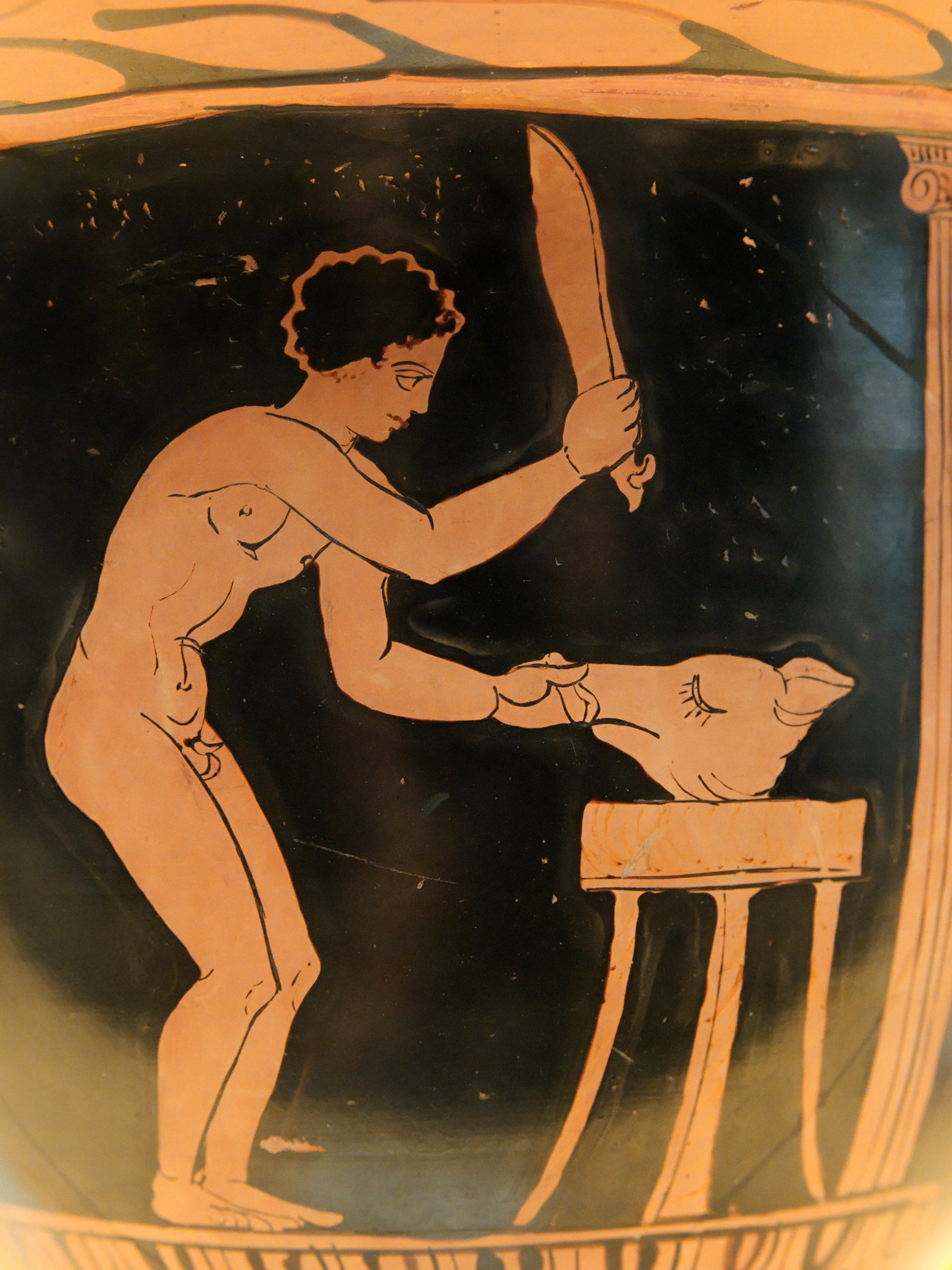
Jeune homme préparant une tête de cochon après le sacrifice. Cratère v. 360-340 av. J.-C., musée archéologique national de Madrid

La durée d'utilisation citée dans le tableau ci-dessus pour les viandes fraiches pose peu de problèmes en période d'abondance de nourriture et pour ceux qui ont les moyens financiers de se les procurer. En période de disette ou de restriction alimentaire, lors de voyages ou de transferts de groupes humains, il en va différemment, ce qui a poussé l'homme, très tôt dans son histoire, à chercher le moyen de conserver un aliment de grande valeur nutritionnelle, issu de la chasse ou de l'élevage.
Diodore de Sicile dans sa Bibliothèque historique écrit que les Cosséens, dans les montagnes de Perse, salaient la chair d'animaux carnassiers. Strabon indique qu'on attrape les chauve-souris à Borsippa et qu'on les sale pour les manger.
Les Grecs préparaient le τάριχος / tárikhos, viande et poisson salés (ou préparés de différentes manières) pour être conservés. Ce mets était nommé salsamentum chez les Romains – ce terme a inclus plus tard la graisse salée, les sauces et aromates utilisés pour la préparation. Apicius parle de la confection du boudin dans laquelle intervenait de l'οἰνόγαρον / oînógaron (un mélange de garum avec de l'huile ou du vin). D'autre part, le surplus de la viande utilisée pour les offrandes aux dieux était salé avant d'être distribué aux prêtres (ou récupéré par l'offrant, ou même vendu en boucherie).
À l'époque de Polybe (IIe siècle av. J.-C.), la viande salée du porc, préparée par les Gaulois était expédiée « tous les ans en grande quantité à Rome, où elle était vendue par parties séparées ; celles de devant, celles du milieu, les jambons et les boudins. Cette viande après avoir été salée avec le plus grand soin, était quelquefois fumée. Il fallait que ces envois fussent très considérables, puisqu'ils alimentaient en partie le peuple Romain et ses armées. Les Belges étaient célèbres surtout pour les soins qu'ils donnaient à l'engraissement des cochons. Leurs troupeaux de brebis et de porcs étaient si nombreux, qu'ils pouvaient approvisionner en manteaux et en viande salée non seulement Rome, mais encore la plus grande partie de l'Italie. Les Cérétani de l'Ibérie tiraient un très grand revenu de l'exportation de leurs jambons qui étaient si succulens, qu'ils ne le cédaient en rien à ceux de la Cantabre. Ces tarichos de cochon devaient être d'autant plus recherchées, que les anciens trouvaient cette viande la plus nourrissante de toutes, et la plus facile à digérer ».
En Éthiopie selon Pline, en Libye selon Jérôme de Stridon, les Acridophages (littéralement les mangeurs de sauterelles) salaient et fumaient les sauterelles qui arrivaient chez eux, au printemps, en grosses nuées et qui constituaient, dit-on, leur seule nourriture.
En Europe, la cuisine médiévale fait grand cas de la viande, plus que des légumes, et la corporation des bouchers est des plus puissantes.

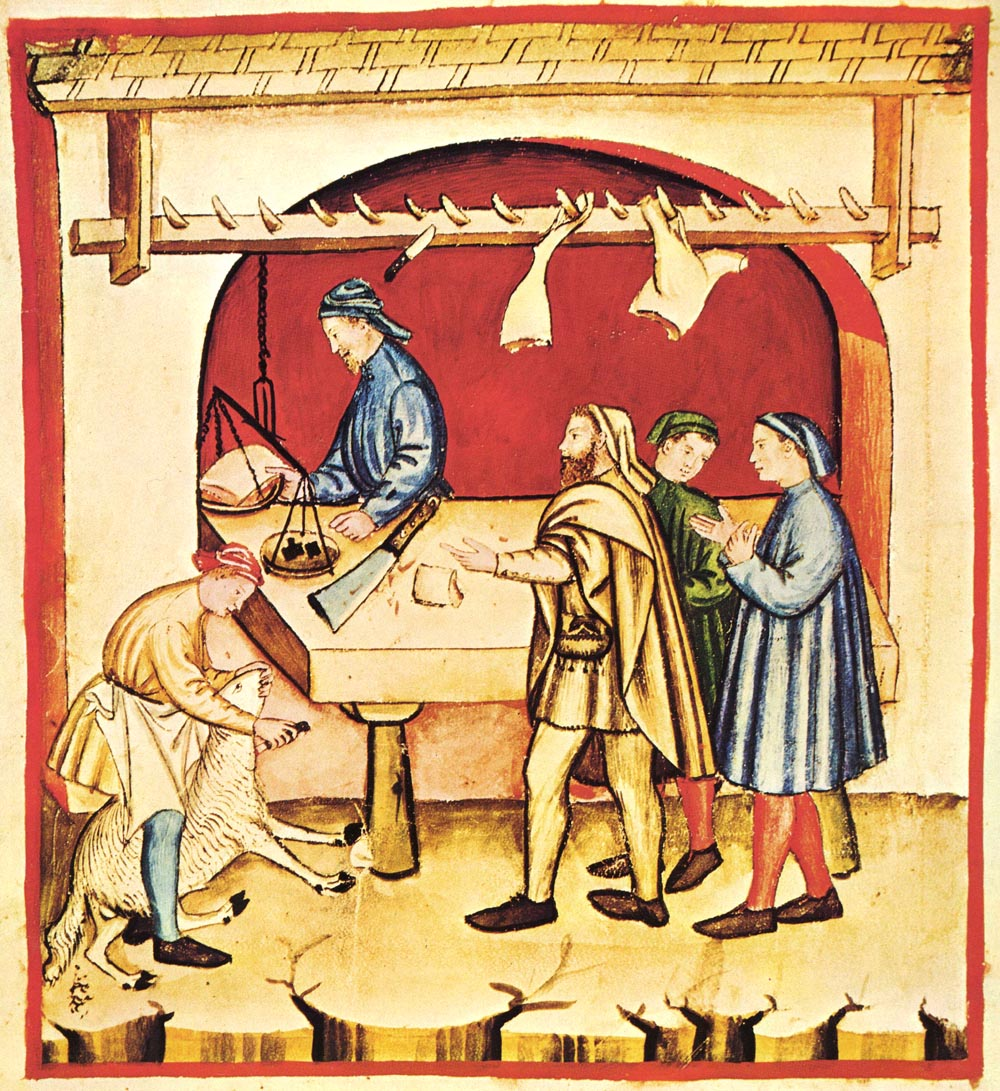
Viande ovine
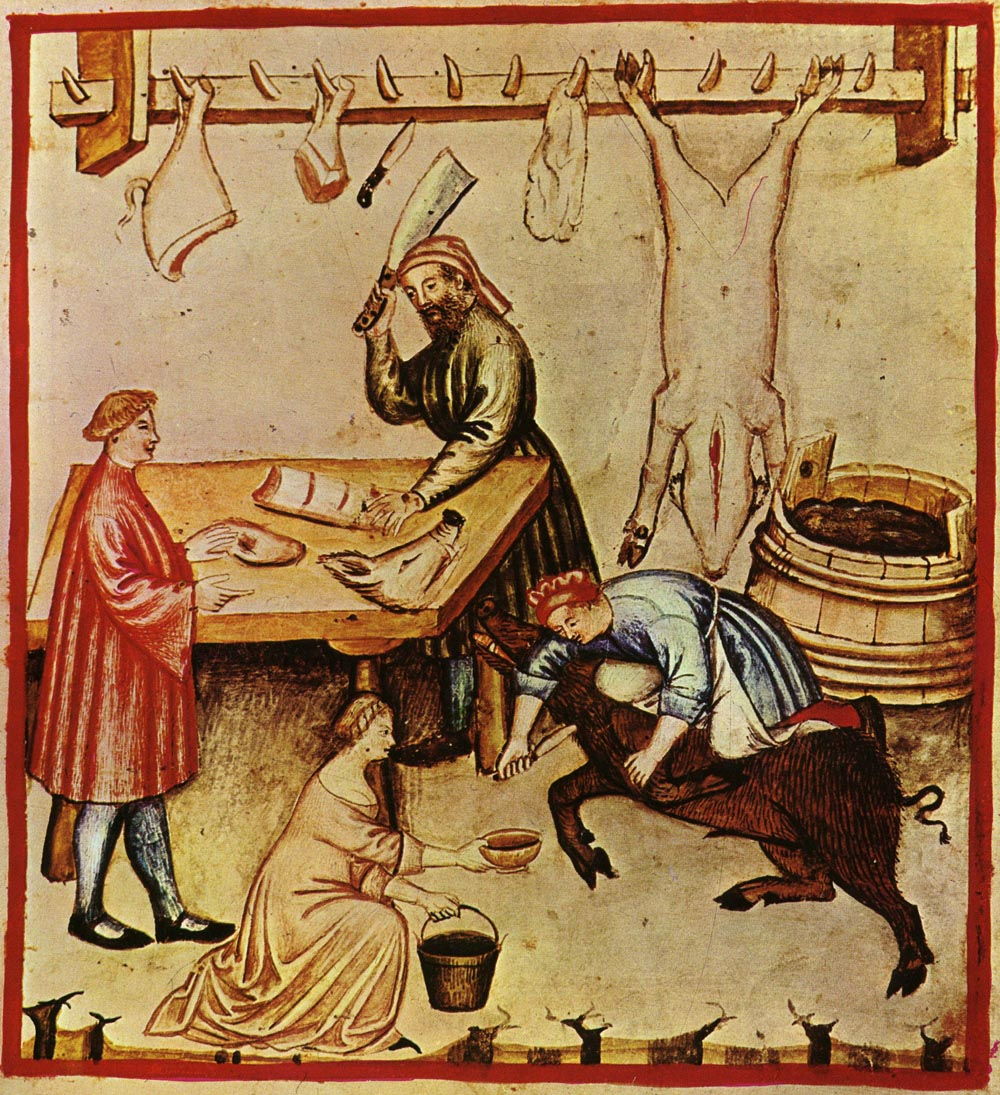
Viande porcine
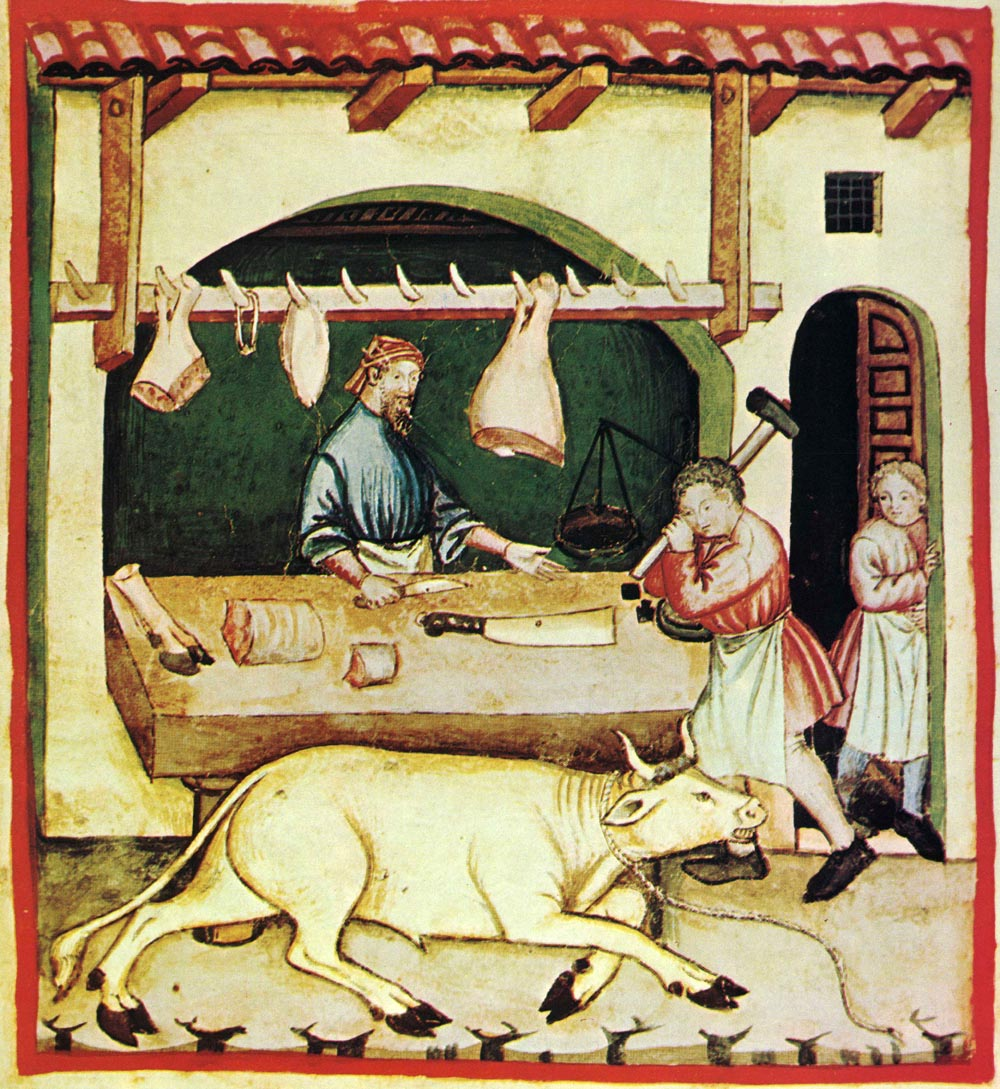
Viande bovine
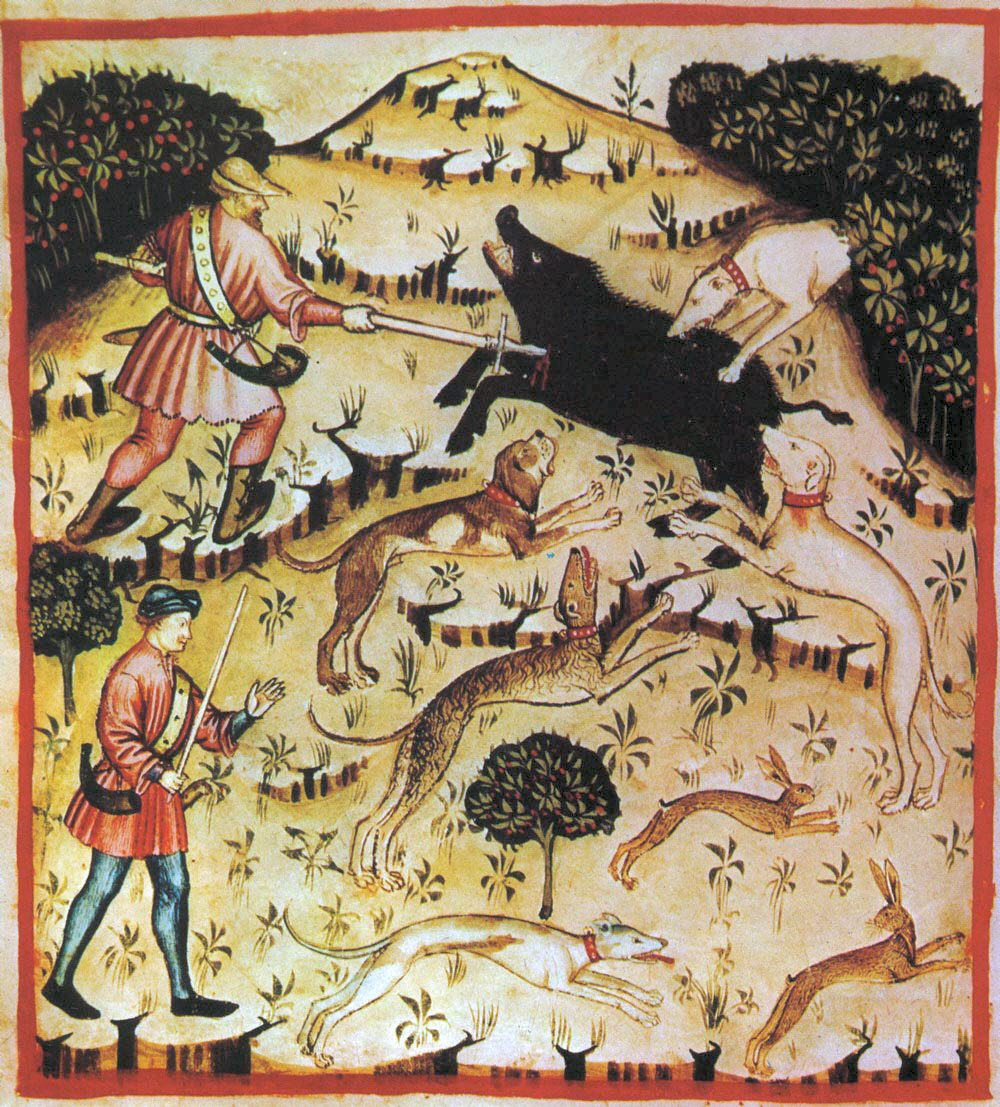
Gibier

Dès le XIIe siècle, le bœuf salé est consommé dans toutes les classes sociales. La viande fumée est appelée carbouclée en langue romane et bacon lorsqu'il s'agit de porc,.

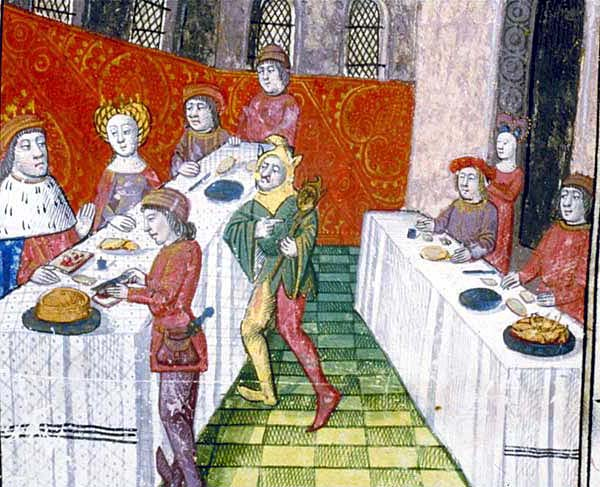
À l'avant-plan gauche, un serviteur va trancher un pâté.

Le Moyen Âge fait du pâté un chef-d'œuvre : ce qui n'est, au XXIe siècle, qu'un simple hachis de viandes épicées (ou de poisson), cuit dans une terrine et consommé froid, est alors composé d'une enveloppe de pâte fourrée de diverses viandes et superbement décorée lors des fêtes d'apparat. La première recette française, rédigée en vers par Gace de La Bigne, mentionne dans un même pâté trois gros perdreaux, six grosses cailles et une douzaine d'alouettes. Le Ménagier de Paris mentionne des pâtés de poussins et de gibier, de lapereau, de venaison fraiche, de bœuf, de pigeons, de mouton, de veau, de porc, d'alouettes encore, de tourterelles, de vache, d'oiselets, d'oie et de poule. Bartolomeo Sacchi dit Platine, préfet de la Bibliothèque apostolique vaticane, donne la recette d'un pâté de bête fauve : la chair, cuite dans l'eau avec sel et vinaigre, puis lardée, était placée dans une enveloppe de graisse épicée, avec un mélange de poivre, cannelle et lard gras pilés ; on piquait des clous de girofle dans la graisse jusqu'à la couvrir entièrement, puis on mettait le tout en pâte.
Au XVIe siècle, les pâtés les plus à la mode sont de bécasse au bec doré, de chapon, de langues de bœuf, de pieds de bœuf, de pieds de mouton, de poulets, de sarcelles, et de venaison. À la même époque, Pierre Belon note que les habitants des iles de Crète et de Chios salent légèrement puis font sécher au four des lièvres entiers, des brebis et des chevreuils coupés en morceaux et qu'en Turquie bœufs et moutons, coupés en minces rouelles, séchés après avoir été salés, sont mangés en voyage avec des oignons et sans aucun autre apprêt.
Dès l'époque des Grandes découvertes, la viande salée a été l'un des aliments de base pour les marins au long cours tant dans la Marine marchande que dans celle de guerre.

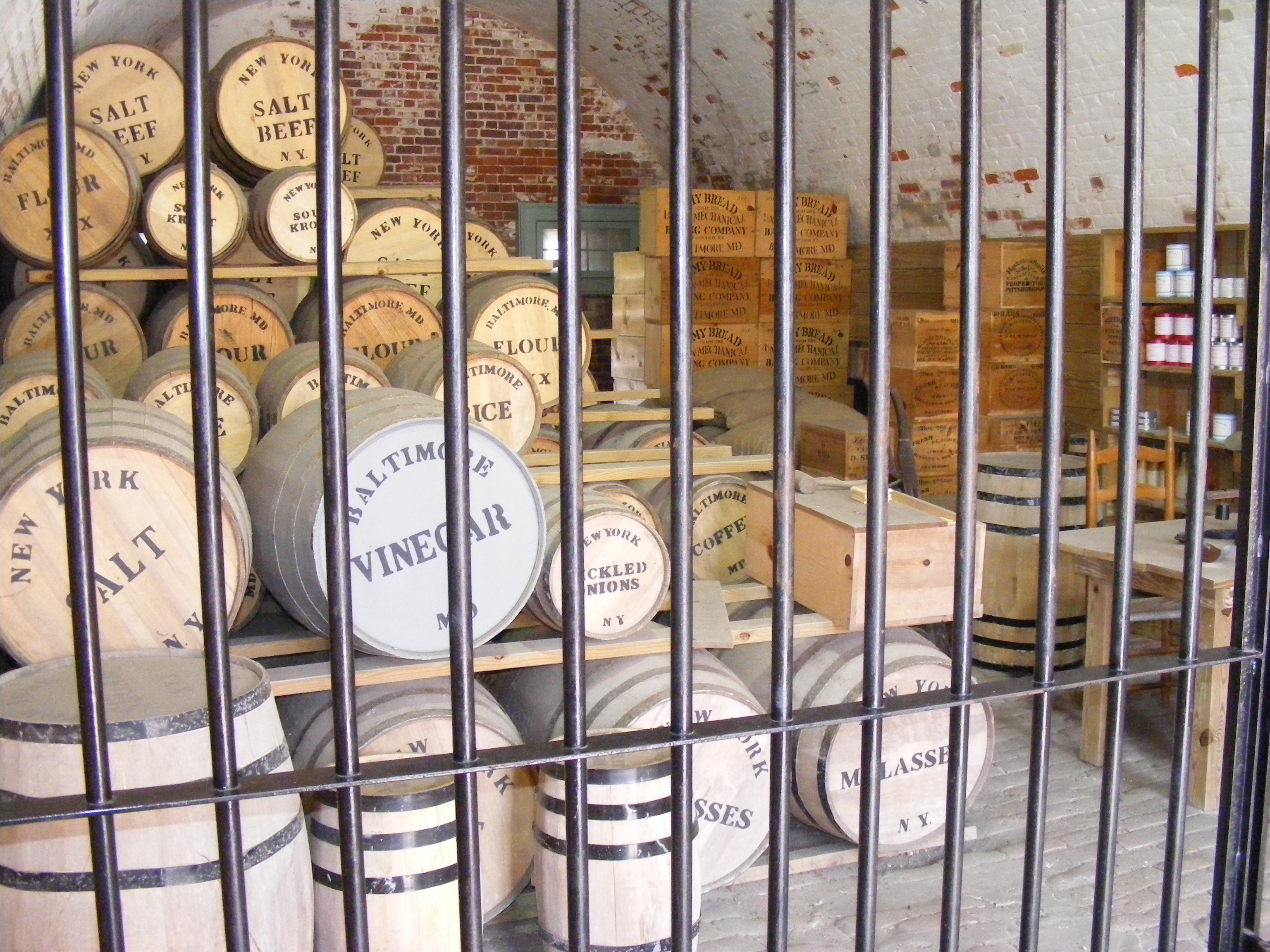
Barils de bœuf salé dans la reconstitution d'un stock de la guerre de Sécession, au Fort Macon State Park, Caroline du Nord.

Au XVIIIe siècle, le bœuf salé irlandais, transporté en barils, est considéré comme le meilleur. Les recherches scientifiques des chimistes et pharmaciens sur la viande débouchent sur la création d'un nouveau produit, extrêmement pratique : l'extrait de viande, qui se présente sous différentes formes.
La nécessité d'alimenter correctement les soldats lors de guerres qui impliquent de longs déplacements, comme les guerres napoléoniennes, et de nourrir une population en augmentation constante dans des conditions de vie parfois fort difficiles favorise les travaux des chercheurs avant ceux des industriels mais c'est un confiseur, Nicolas Appert, qui met au point empiriquement, en 1795, un procédé qui va devenir universel et porter son nom : l'appertisation. En France, l'été de 1857 est tellement chaud que la plupart des bouchers refusent d'abattre les bêtes et que les charcutiers perdent des quantités considérables de viande, faute de moyens de conservation adéquats. Un membre de l'Académie de médecine et son fils font alors le relevé, en 34 pages, des travaux imprimés entre 1663 et 1857 qui proposent des solutions : pas moins de 91 textes existent, dont 64 édités pour les seules années de 1851 à 1857.
Avec la généralisation de l'appertisation, le monde entre au XIXe siècle dans l'ère de l'industrie agroalimentaire qui développe la mise en conserve de la viande salée sous forme de corned-beef, mais produit aussi, par appât du gain, des dérives sur le plan de la qualité et de l'hygiène – comme celles décrites par Upton Sinclair dans La Jungle.
Ces mauvaises pratiques vont amener la création du Pure Food and Drug Act en 1906, suivie par celle d'agences nationales pour la sécurité alimentaire et de l'instauration de la traçabilité agroalimentaire au cours du XXe siècle.
Élément de survie depuis la Préhistoire, la conservation de la viande est devenue au fil des siècles une préoccupation d'importance politique, économique et sociale au niveau mondial.

### Pays en voie de développement

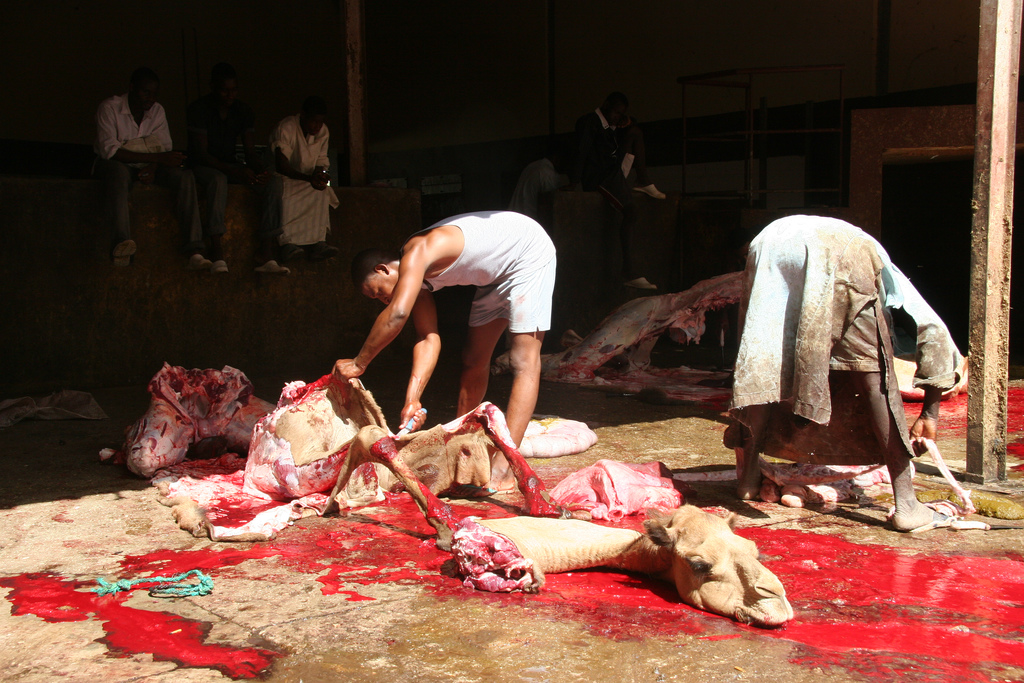
Découpe d'un dromadaire en Mauritanie.

Dans ces pays, la production animale n'a pu répondre au cours du XXe siècle à l'accroissement de la demande de protéines animales ; de même, elle n'a pu compenser les variations saisonnières de l'approvisionnement. La commercialisation de la viande y suit le rythme rapide du débit des viandes fraiches par manque de moyens de conservation suffisants et en l'absence de chaine du froid ; les excédents de viande ne peuvent donc être stockés pour utilisation en période de pénurie. Sans moyens de conservation, les petits éleveurs de bétail en milieu rural ne peuvent développer leur production et accroitre leurs ressources.
Consciente de ces problèmes, la FAO a édité en 1990 un manuel à l'intention des enseignants et des formateurs, rappelant les méthodes traditionnelles de conservation de la viande en Afrique, mais abordant aussi les aspects hygiéniques de l'abattage en milieu rural, les principes de la conservation des viandes par traitement thermique, les méthodes d'emballage et les méthodes de base du contrôle de qualité car les conditions d'abattage et de manipulations des viandes dans les zones rurales sont causes de perte de quantité, de qualité et, aussi, de contaminations et de maladies. Le respect des règles d'hygiène est un préalable indispensable à tout processus de conservation.

## Procédés de conservation traditionnels

### Congélation et réfrigération

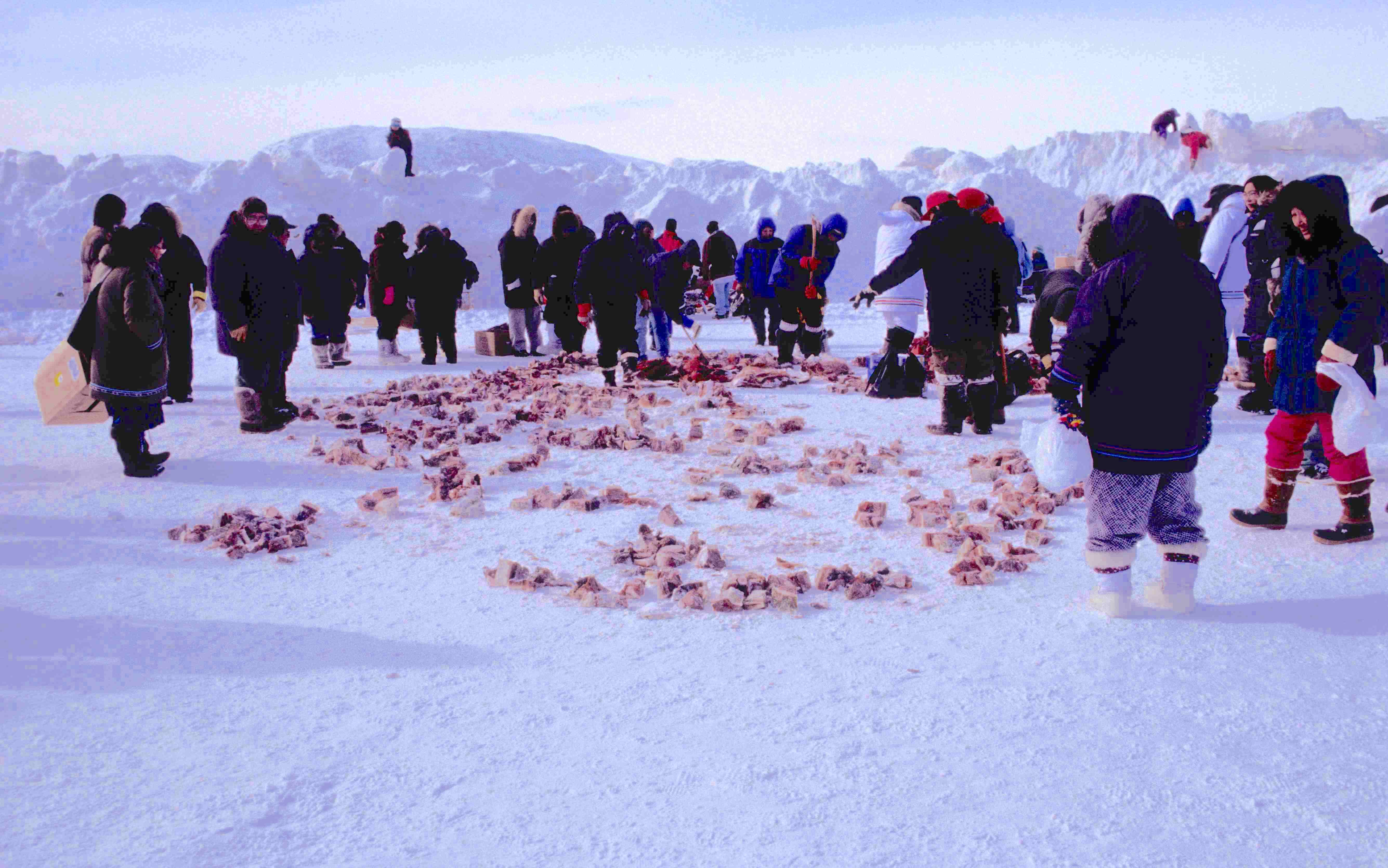
Partage de morceaux de morse chez les Inuits.

Les peuples qui vivent dans l'Arctique ont de tout temps utilisé les propriétés de la glace pour congeler la viande. L'abaissement de la température de l'aliment solidifie l'eau contenue dans la viande et supprime l'activité biologique des agents infectieux.
Le phénomène de la réfrigération était aussi connu dans les pays chauds :
- les Mésopotamiens ont créé des glacières au Ve millénaire av. J.-C. ;
- les Grecs et les Romains conservaient de la viande non salée ni fumée de l'hiver à l'été dans des fosses remplies de glace et de neige, et recouvertes de paille ;
- Alexandre le Grand fit creuser et remplir de neige 30 fosses pour avoir de la glace, l'été, lors du siège de Pétra, en Sogdiane[36].

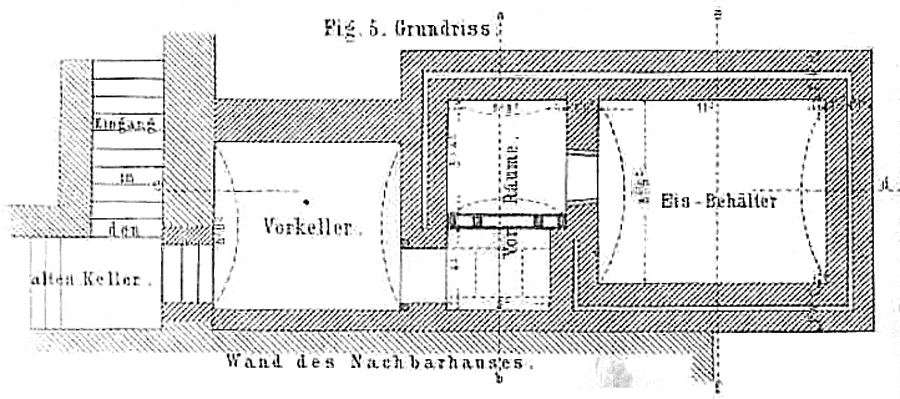
Plan d'une glacière enterrée, publié en 1864. De gauche à droite : escalier d'accès à la cave, cave faisant office de sas, chambre froide, glacière.

Jusqu'au milieu du XXe siècle, en Europe, les gens se sont généralement contentés de garder quelques jours les viandes au frais dans des caves (enfouies dans le sol) ou dans des puits profonds tout en veillant à ce que l'eau ne puisse pénétrer dans les récipients où étaient placées les viandes ; la durée de conservation au frais était augmentée en entourant la denrée de corps peu conducteurs, comme de la balle (l'enveloppe des graines des céréales), du millet, du son, voire en remplissant le ventre même des oiselets avec du froment.
Les édifices importants cependant, comme les châteaux, ont été pourvus dès le XVIIe siècle d'une glacière où sont stockées glace et neige entre la fin décembre et le début de mars ; ce système de local le plus souvent enterré dans un sol sablonneux et sec, construit en bois, en briques ou en maçonnerie sèche pourvu d'un sas voire d'une chambre froide, a été exporté dans les colonies américaines, par exemple au Château Saint-Louis de Québec.
Au XIXe siècle, en Chine, les glacières (constructions non enterrées) sont courantes car la glace joue un rôle très important dans l'économie domestique, servant non seulement à la conservation des viandes et autres denrées mais aussi au rafraichissement des boissons, l'été, et à l'usage médical ; sa consommation est « à la portée de toutes les bourses ».

### Fumage et boucanage

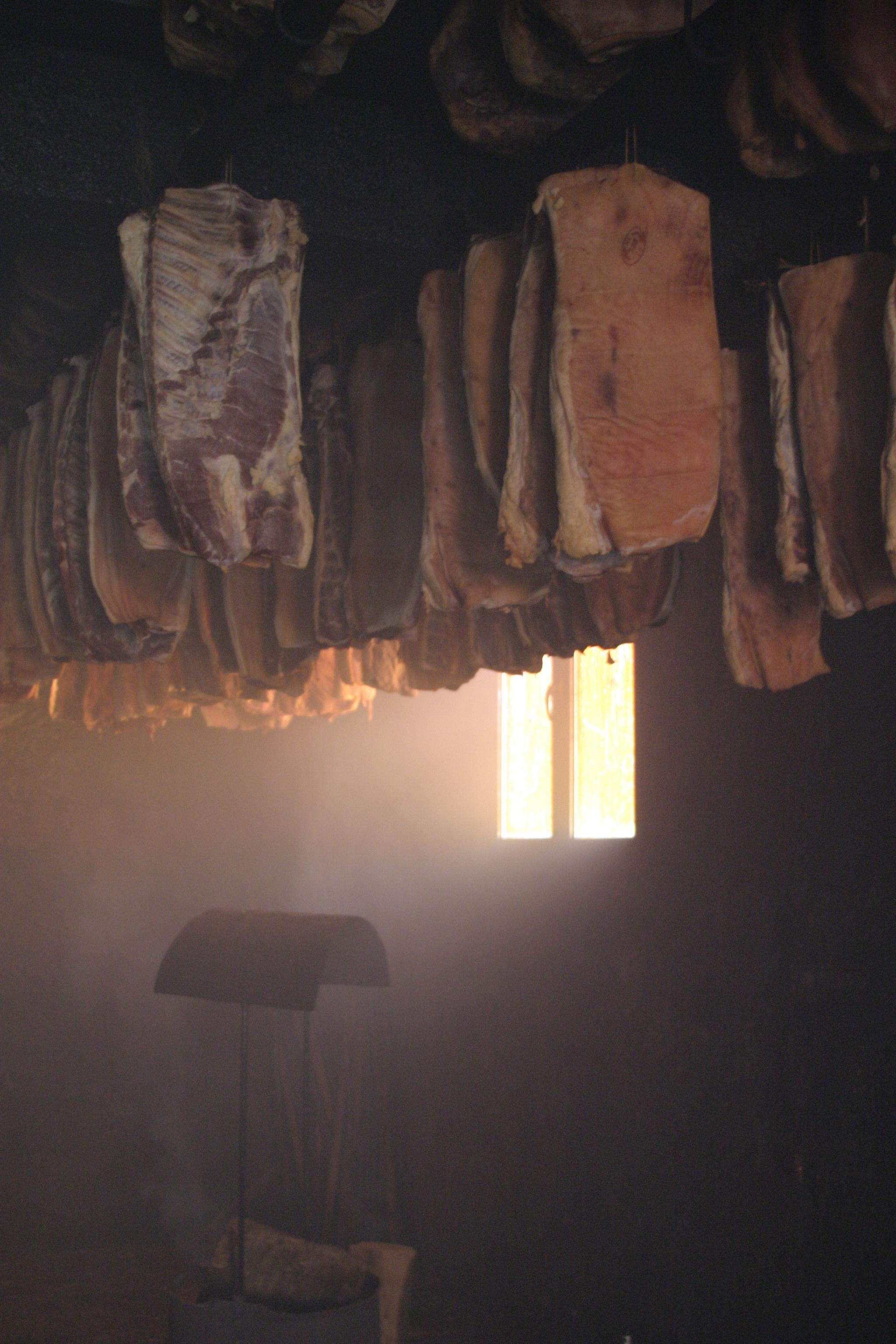
Fumage de viande de Njeguši.

#### Fumage
Le fumage (ou la fumaison) utilise la fumée produite par la combustion du bois. Celle-ci contient des substances fongistatiques qui inhibent la croissance des moisissures et des levures à la surface du produit ; un léger fumage peut être utilisé durant la période de stockage de la viande séchée, en particulier dans des conditions climatiques humides. L'effet conservateur du fumage n'est toutefois pas très important lors du stockage du produit s'il n'existe pas de chaine de froid.
Le fumage, ajouté à la conservation par séchage, modifie les qualités organoleptiques de la viande : il change sa coloration et son arôme, et durcit sa texture. Si un fumage intense peut augmenter considérablement la durée de vie d'une viande, il a donc également un effet défavorable sur la saveur et donc sur la qualité, notamment dans le cas d'un stockage prolongé pendant lequel vont se développer des arômes de fumée goudronneuse de plus en plus désagréables.
Selon la FAO, le fumage, en tant qu'agent conservateur, doit être considéré comme une mesure d'urgence lorsqu'aucune autre méthode de conservation ne peut être effectuée. Cette méthode peut être utilisée par temps humide ou dans un climat humide, ou quand la préservation doit être effectuée aussi vite que possible pour pouvoir immédiatement transporter la denrée (par exemple après une chasse). Le fumage intensif combine :
- l'effet de séchage par réduction de la teneur en eau par l'air chaud ;
- la condensation des particules de fumée à la surface de la viande ;
- leur pénétration dans les couches internes du produit[FAO 2].

Des hydrocarbures aromatiques polycycliques (HAP) peuvent se trouver dans les viandes fumées (ou grillées) ; le jambon fumé peut contenir jusqu'à 3 µg de benzo(a)pyrène/kg alors que la réglementation accorde une teneur maximale de 1 µg/kg de ce produit dont le pouvoir mutagène et cancérigène a été prouvé.

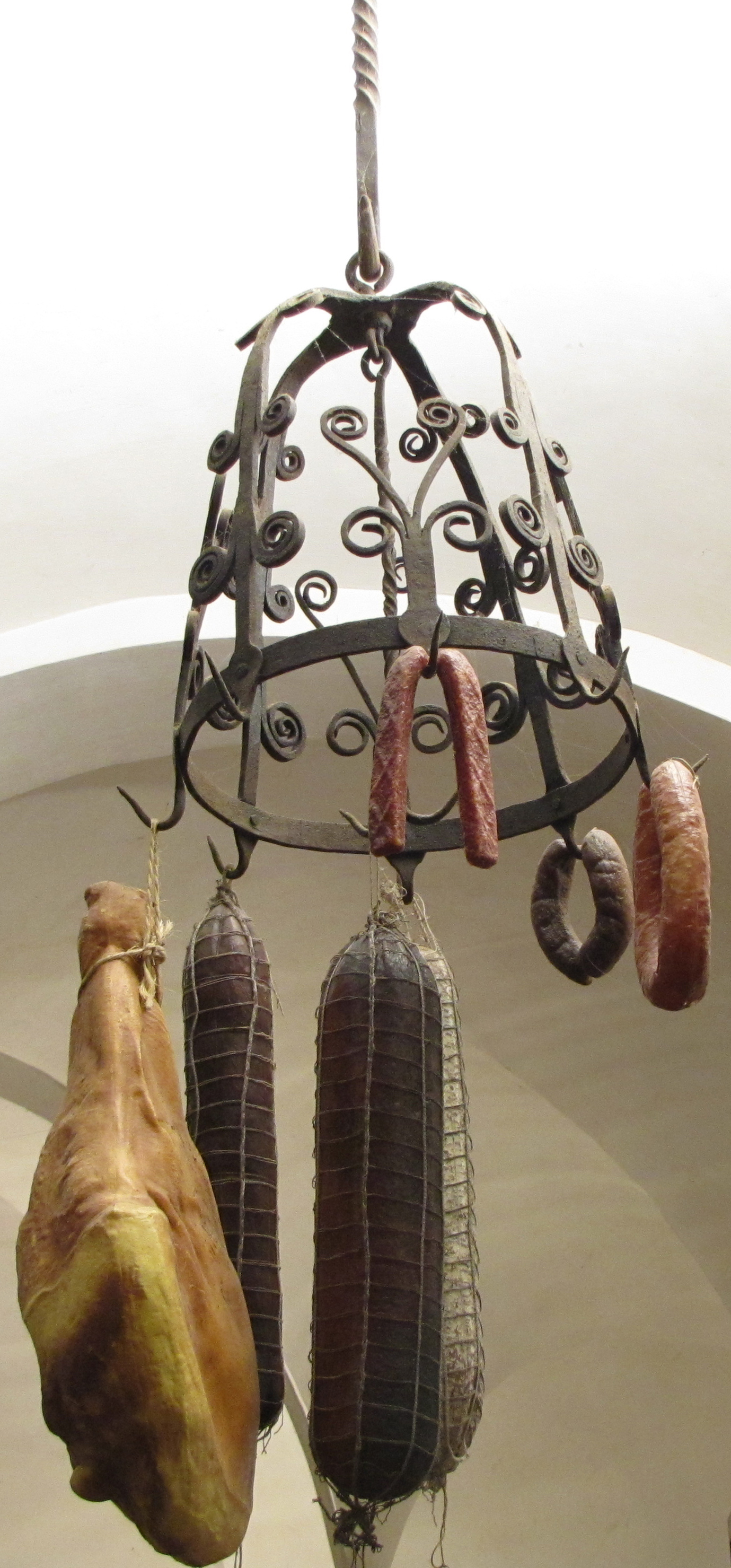
Salaisons suspendues à une couronne d'office. Musée de la Gourmandise, Hermalle-sous-Huy.

La pratique ancestrale du fumage s'est faite en Europe :
- soit dans un local réservé à cet effet lorsque la production dépassait les besoins familiaux[39] ;
- soit tout simplement dans la cuisine ou dans la pièce où l'on vivait lorsqu'elle était pourvue d'une cheminée qui servait autant à chauffer la pièce qu'à cuisiner et à fumer ; le tuyé en est un exemple.

Les viandes étaient suspendues à des barres de fer ou de bois fixées dans le conduit et, une fois fumées, terminaient leur séchage suspendues à des crochets ou à des couronnes d'office dans un autre coin de la pièce.
En 1776, un auteur proposa très sérieusement de faire mentir le proverbe inutile comme une cheminée en été en utilisant celle-ci lorsqu'on n'y faisait pas de feu par le placement de portes en canevas pour en fermer le devant, du manteau jusqu'à l'âtre ; le canevas était destiné à laisser passer l'air mais pas les mouches. Les viandes suspendues dans le conduit devaient être enveloppées de plusieurs couches de linges mouillés, arrosés chaque jour ; dans l'âtre, des baquets recueillaient l'eau qui pouvait goutter. Le principe était de rafraichir les viandes par l'utilisation des courants d'air ascendants et descendants qui se produisent dans le conduit au fil de la journée.
Le fumage s'applique à :
- des viandes crues séchées (ex. : le jambon de la Forêt-Noire, le jambon de Njeguši, la saucisse de Morteau) ;
- à d'autres « mi-cuites » lorsque la fumée est produite par du bois incandescent ;
- à d'autres préalablement salées (ex. : le jambon d'Ardenne belge, protégé par le label IGP, le jambon de Parme protégé par le label DOP, le brési, la viande des Grisons) ;
- ou à des produits cuits comme le Gandeuillot.

Sont fumées d'autres viandes que celle du cochon dont le lard fumé caractérise la gastronomie traditionnelle de certaines régions (ex. : cuisine lorraine). Par exemple : l'agneau qui intervient dans le Þorramatur viking, le canard (spécialité culinaire de la cuisine sichuanaise et de celle de l'Anhui), le cheval (qui, sous forme de Cico Cico, garnit les Tramezzini), etc.

#### Boucanage

Boucanage au Brésil en 1557.

Dans sa première édition de 1694, le Dictionnaire de l'Académie française, donnait à boucanage le sens de cuisson, de rôtissage : « Faire cuire, faire rostir la viande à la manière des Sauvages ».
Cette manière de faire des « sauvages » avait été davantage explicitée par Antoine Furetière, en 1690, dans son Dictionnaire universel contenant généralement tous les mots françois, tant vieux que modernes, et les termes de toutes les sciences et des arts, où il associait déjà rôtissage et fumage. Il y précisait que boucaner avait été au départ une pratique anthropophagique : « Ces mots [boucaner, boucanier] viennent de Boucan, dont les Caraïbes peuple des Antilles, ſe ſervent pour ſignifier une claye, ſous laquelle ils font du feu pour roſtir & fumer les priſonniers qu'ils ont pris, & qu'ils mangent enſuitte. Ainſi, Boucaner, c'eſt proprement, Faire roſtir ou fumer la chair & le poiſſon : ce que font maintenant les Boucaniers qui ſe sont habitués dans ces iſles ».

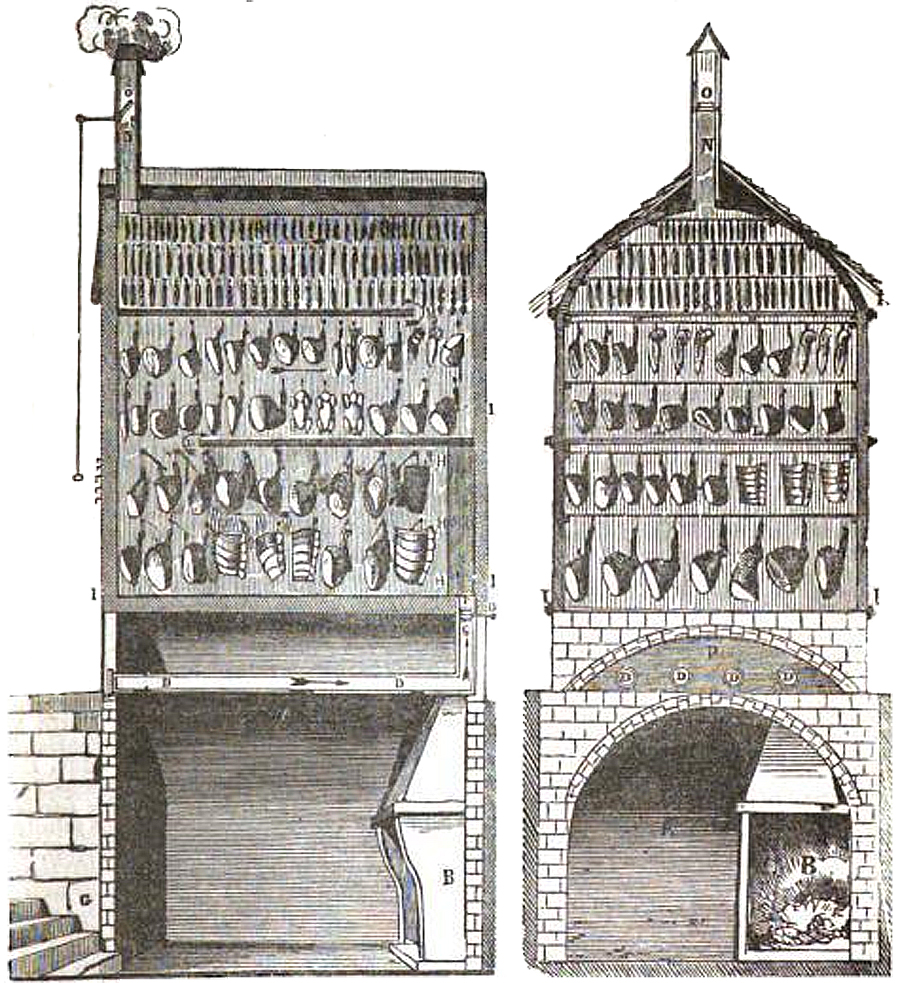
Coupe d'une chambre de boucanage.

Cette pratique a été confirmée par Alexandre-Olivier Exquemelin qui a affirmé : « Ils nomment ces clayes barbacoa, & le lieu où elles ſont, boucan, & l'action boucaner, pour dire, rôtir & fumer tout enſemble. C'eſt de là que nos Boucaniers ont pris leur nom : avec cette différence, que les uns font aux animaux ce que les autres font aux hommes ».
Émile Littré, dans le supplément à son Dictionnaire de la langue française, a également écrit : « (…) le mot a passé au sens du gibier tué à la chasse ; puis de là au gril sur lequel on faisait cuire ce gibier. »
Le boucanage consiste donc à poser la viande sur une sorte de gril pour la rôtir – et, ce faisant, la fumer – et non de la suspendre le temps de la fumaison, comme on le faisait à l'époque en Europe.
Le terme va être cependant utilisé comme synonyme courant de fumage, comme l'attestent l'entrée « Boucaner » dans le Dictionnaire critique de la langue française de Jean-François Féraud (XVIIIe siècle) et l'illustration de la Maison rustique du XIXe siècle (1849) ci-contre, et ce jusqu'au XXIe siècle.

### Salage et saumurage

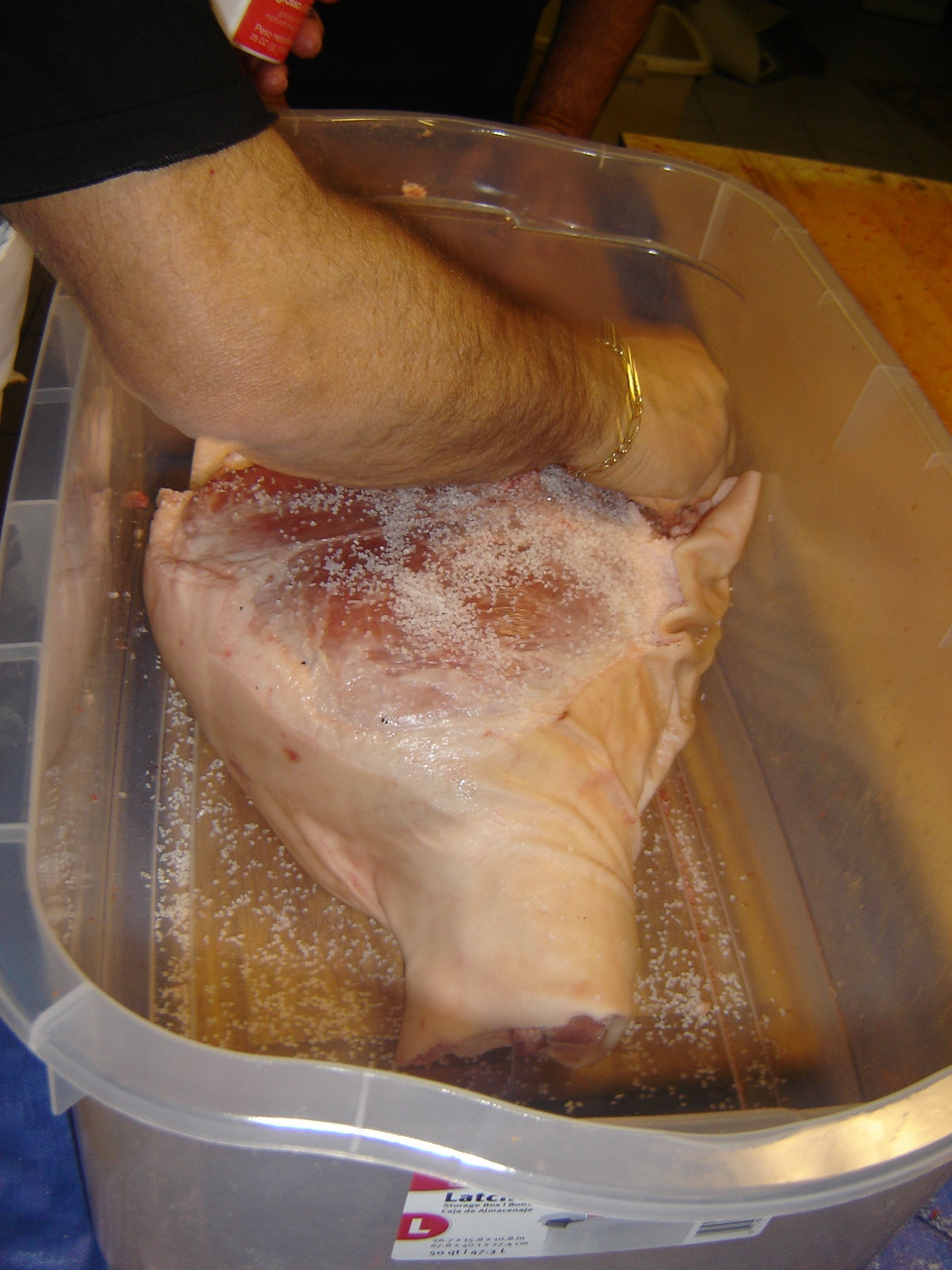
Salage d'un jambon.

Produit naturel, le sel est récolté dès la plus haute Antiquité au bord des lacs et des oasis comme le long des littoraux où vont être créés parfois des sauneries. L'homme le recueille aussi là où il affleure le sol comme près de Shabwa, au Yémen, puis va creuser des mines pour en extraire ce minéral. Que ce soit sous la forme de chlorure de sodium, de halite ou de natron, le sel sert d'exhausteur de goût et augmente la sapidité des aliments, mais il permet également la conservation de certaines denrées, et particulièrement de la viande.
Les microorganismes qui provoquent la putréfaction de la viande ont en effet besoin d'eau libre (non liée à des solutés) pour se développer. Mis en contact avec l'eau existant dans la chair, le sel se dissout en ions Na+ et Cl-, formant un soluté ; la quantité d'eau disponible pour les microorganismes, mesurable en aw, diminue donc. D'autre part, les cellules des microorganismes, placées dans une solution hypertonique, vont perdre de l'eau par le phénomène d'osmose, au point de ne plus pouvoir parfois fonctionner et d'être lysées.
Le sel n'exerce son action bactériostatique qu'à partir de 10 % de concentration ; ce pourcentage permet de se passer de l'entreposage au froid des aliments salés mais implique de devoir dessaler l'aliment avant la cuisson en le lavant et en l'immergeant dans une grande quantité d'eau potable, renouvelée plusieurs fois, durant plusieurs heures, voire pendant un jour entier.
Les premiers salages ont évidemment été empiriques ; la pratique de la conservation par le sel s'est appliquée dans l'alimentation comme lors de rites funéraires pour la momification, notamment dès l'Égypte antique.
Le salage se pratique soit à sec soit en saumure selon le type de viande à disposition et la durée de conservation souhaitée. Pour une longue conservation, la viande doit être ferme et moyennement grasse, provenant plutôt d'un animal âgé que d'un jeune (les Irlandais utilisaient pour leurs salaisons destinées à l'exportation des bêtes âgées d'au moins cinq ans, les Hambourgeois des bœufs de seize ans et plus).
Pour le salage à sec, on frotte la viande avec du sel mélangé de salpêtre ou de cendres de bois avant de presser fortement les pièces les unes sur les autres ; cette opération est réitérée quatre fois, de huit jours en huit jours. Les pièces sont ensuite saupoudrées de son pour absorber l'humidité, et mise à sécher dans un local chaud. Pour une conservation de longue durée, la viande saupoudrée de sel est frottée jusqu'à parfaite saturation dans ses moindres crevasses, saupoudrée à nouveau et laissée en repos pendant 24 à 48 heures avant d'être fortement comprimée. Une saumure s'en écoule qui est mise à bouillir et va servir à arroser les pièces avant qu'on ne les re-saupoudre de sel et qu'on ne les place en tonneaux (idéalement en chêne, le sapin donnant un goût à la salaison).
La saumure est aussi le bain d'eau plus ou moins fortement salée dans laquelle on plonge la viande. Elle peut provenir de sources naturellement salées comme celles de Luminiş ou celle de Mărgineni que les habitants utilisent encore un peu au XXIe siècle. En fonction de la salinité de l'eau et du type de saumurage à effectuer, on pouvait y ajouter du sel acheté dans le commerce et on évaluait le degré de salinité par un moyen déjà en usage chez les anciens Romains : l'œuf frais qui, jeté dans la saumure, surnage et indique ainsi que la concentration est bonne pour la conservation de la viande, du fromage ou du poisson,.
Quelle que soit l'origine de l'eau, lorsque la saumure est prête, on y immerge totalement la viande et la laisse s'imprégner. Certains l'y laissent en permanence, d'autres la retirent au bout de quelques semaines pour la pendre et la sécher. Il semble que l'humidité du climat intervienne dans le choix du salage à sec ou en saumure.
Les viandes salées peuvent ou non être fumées.
Le saumurage est le procédé utilisé par exemple pour la fabrication du pastrami.

### Séchage

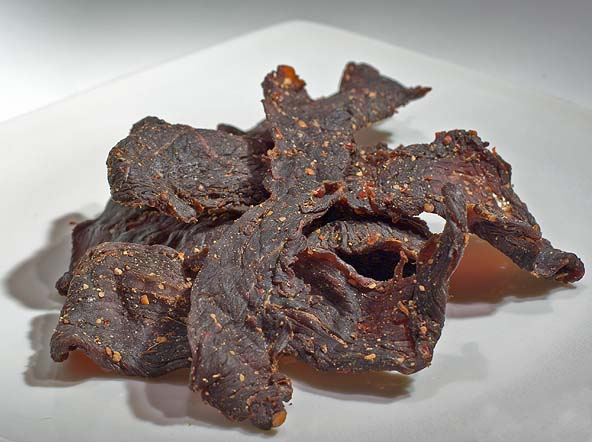
Du bœuf « jerky », mets des Amérindiens.

Le séchage est le plus ancien mode de conservation. Économique, car ne consommant pas d'énergie et ne nécessitant que peu d'équipement, il est toujours utilisé dans de nombreux pays pauvres où les moyens coûteux que représentent réfrigération, congélation ou appertisation dépassent les possibilités financières des habitants. Cette pratique est soutenue par la FAO.
Le séchage convient particulièrement à la viande bovine mais concerne également la viande de camélidés, d'ovins, de caprins et de gros gibier (antilopes ou cerfs par exemple).
Exposée au grand air, la viande subit une réduction de sa teneur en eau par évaporation dans la zone périphérique suivie par une migration constante de l'eau des couches profondes vers la périphérie ; cette déshydratation réduit le développement des microorganismes. Le premier jour du séchage, le taux d'évaporation est le plus important ; il diminue continuellement les jours suivants et une perte de poids de 60 à 70 % est constatée avec trois ou quatre jours de séchage. Le muscle et le tissu conjonctif se rétractant, les morceaux de viande deviennent plus petits, plus minces et plus durs. La saveur caractéristique de la viande fraiche disparait au profit d'un arôme particulier à la viande séchée.
Exposée à la chaleur du soleil, la viande sera d'une qualité légèrement inférieure car certaines vitamines sont dégradées par le rayonnement ultraviolet.
Les morceaux de viande maigres, tranchés en lanières de manière à augmenter la surface d'évaporation, sont séchés de préférence aux gras car l'oxydation des graisses crée le rancissement : l'aliment présente alors une odeur et un goût rance, assez désagréable, et doit être consommé plus rapidement.
L'intensité et la durée de la dessiccation dépendent de la température de l'air (idéalement la différence entre jour et nuit doit être faible), de son humidité (environ 30 %) et de sa circulation.

Schéma de séchoir et d'accrochage préconisés par la FAO.

Traditionnellement, les lanières de viande sont mises à sécher sur des branches d'arbre, des fils ou des câbles ; pour leur permettre de sécher rapidement et uniformément, et pour éviter que certaines zones ne restent humides et n'offrent un environnement favorable à la pourriture, aux bactéries et aux mouches, la FAO préconise de suspendre chaque bande individuellement à partir de l'une des extrémités par des crochets en métal galvanisé en forme de S ou par des pinces métalliques aux barres horizontales de séchoirs en bois, métal ou béton ; ceux-ci, qui peuvent être fixes ou mobiles, avec ou sans toit, doivent être éloignés des arbres dont le feuillage peut ombrer certaines parties de l'appareil, ne permettant plus un séchage uniforme de tous les morceaux de viande ; des brindilles, des feuilles, des insectes pourraient aussi être déposés par le vent sur les viandes et, de plus, en cas d'orage ou de pluie, il est quasiment impossible de mettre la viande à l'abri.
Un salage, à sec ou par immersion pendant cinq minutes dans une solution d'eau et de sel à 14 % (soit 1,63 kg pour 10 l d'eau), préalable au séchage offre un double avantage :
- il éloigne les insectes qui se nourrissent de l'humidité excrétée à partir des fibres musculaires et y déposent leurs œufs ;
- la fine couche de sel cristallin qui se forme sur la surface de la viande durant le séchage absorbe une partie de l'eau migrant des profondeurs vers la surface, gardant celle-ci au sec[FAO 6].

De nombreux matériaux sont utilisés pour l'emballage de la viande sèche, comme le papier, les feuilles de plastique, d'aluminium ou de cellophane et les textiles dont la toile de jute.
La viande séchée puis réhydratée pour la consommation a quasiment la même valeur nutritive que la viande fraiche ; coupée en petits morceaux ou non, elle est cuite en bouillon mais certains types de viande séchée sont consommés crus, sans réhydratation ni cuisine.

#### Exemples de viandes séchées

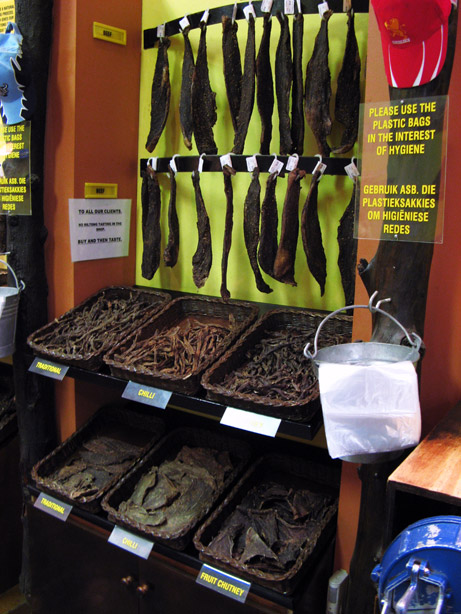
Un étal de biltong.

- Biltong : en Afrique du Sud, le biltong constitue un mets préparé à partir de viande de bœuf ou d'antilope. Les meilleures lanières de viande séchée sont fabriquées à partir de faux-filet et les plus tendres à partir de filet. Les lanières (1 à 2 cm d'épaisseur) sont saumurées ou salées à sec (méthode la plus populaire). Au sel (1 à 2 kg pour 50 kg de viande) et au poivre peuvent être ajoutés sucre, coriandre, anis, ail et autres épices. Les bandelettes frottées de ce mélange sont placées dans un récipient en couches légèrement aspergées de vinaigre et bien tassées. Mis en saumure pendant maximum 12 heures, puis trempé dans un mélange d'eau chaude et de vinaigre, le biltong est ensuite séché au soleil pendant une journée avant d'achever sa dessiccation à l'ombre. Il n'est habituellement pas fumé, mais lorsque c'est le cas il ne l'est que légèrement pendant une ou deux semaines, dans une circulation d'air suffisante. Le produit final, brun et dur à l'extérieur, tendre, humide et rouge à l'intérieur, est vendu en bâtonnets ou en tranches ; il se mange cru et est considéré comme un mets de choix[FAO 7] ;
- Charqui[N 12] ou jerky ou tasajo : au Brésil et dans d'autres pays d'Amérique du Sud, la viande de bœuf est découpée en morceaux d'environ 5 kg, mais de 5 cm d'épaisseur maximum. Les morceaux sont plongés pendant une heure environ dans des futs ou des cuves contenant une solution saturée en sel. Après la sortie de la saumure, la viande égoutte sur des lattes ou des étagères. Elle peut être salée à sec par couches alternées de sel et de viande atteignant une hauteur d'environ un mètre et couverte de quelques planches en bois et de lourdes pierres. Huit heures plus tard, la pile est retournée. Le processus se répète chaque jour pendant cinq jours. Puis les morceaux de viande sont rapidement lavés pour éliminer l'excès de sel adhérant en surface ; ils peuvent être pressés pour éliminer un surplus d'humidité et prendre une forme plate. Ils sont ensuite étalés sur des lattes de bambou ou des rayonnages en bois pour un séchage au soleil de quatre à six heures. Pour éviter des températures supérieures à 40 °C et assurer un séchage uniforme, la viande est exposée au soleil au cours de la matinée et retirée dans l'après-midi, pendant quatre à cinq jours. Après chaque période d'exposition, les lots sont recouverts d'une toile imperméable pour les protéger de la pluie et du vent et retenir la chaleur absorbée. Le charque est vendu sans emballage ou enveloppé dans un sac de jute, le plastique ne convenant pas parce que le produit contient encore un certain pourcentage de son taux d'humidité originel, et que cette humidité doit s'évaporer. Se conservant pendant des mois à température ambiante, il est résistant aux insectes et aux moisissures[FAO 8]. H. P. Vavasseur cite en 1865 un procédé semblable en Uruguay sous le nom de tasajo[50] ; dans des textes contemporains, on note particulièrement : « son usage est très-répandu dans les contrées aurifères où les mineurs ne se livrent pas à l'agriculture. On fait cuire le tasajo comme s'il s'agissait d'un morceau de bœuf, il se gonfle dans l'eau et donne un bouilli très-appétissant. Le bouillon ne laisse rien à désirer quand il est préparé avec soin. En voyage on peut faire frire cette viande dans la graisse, après l'avoir écrasée, et attendrie à coup de pierre ; au sortir de la poêle elle est énormément gonflée et a l'arome du rôti. En campagne le tasajo est d'une grande ressource : un soldat dont le sac en renferme 1 kilogramme porte en réalité 4 kilogrammes de viande fraiche. »[51] ;
- Kilichi : au Niger et dans ses pays limitrophes[52], la viande de bœuf, parfois de chèvre ou d'agneau, est préparée à grande échelle, de février à mai, par séchage au soleil de fines tranches de viande posées traditionnellement sur des nattes de papyrus qui peuvent poser des problèmes d'hygiène. La première étape du séchage, qui prend de deux à six heures, réduit l'humidité des tranches de viande d'environ 40 à 50 %. Les tranches sont ensuite mises dans un mélange composé d'une pâte de tourteaux d'arachide ou de farine de soja (50 %), d'eau (30 %), d'ail (10 %), de cubes de bouillon (5 %), de sel (2 %) et d'épices comme le poivre, le gingembre et l'oignon ; elles peuvent absorber ce mélange jusqu'à près de trois fois leur poids. Le produit humide est à nouveau exposé au soleil pour sécher et sa dessiccation est beaucoup plus rapide ; après deux ou trois heures, les tranches sont finalement rôties sur un feu ardent pendant environ cinq minutes. Cette torréfaction détruit les microorganismes et améliore la saveur. La teneur finale en humidité varie entre 10 et 12 % et va diminuer encore pendant le stockage à température ambiante jusqu'à 7 %. Emballé en récipients hermétiques ou en sacs de plastique de faible densité, le kilichi reste remarquablement stable à température ambiante pendant un an[FAO 9] ;
- Odka : cette viande de bœuf maigre est d'une importance majeure pour les nomades en Somalie. Elle est souvent préparée à partir d'élevages frappés par la sécheresse. Les bandes de viandes, salées à sec et mises à sécher pendant quatre à six heures, sont découpées en plus petites lanières et cuites dans l'huile, puis remises à sécher et enfin aromatisées par des sauces et des épices. Recouvertes d'huile et conservées dans un récipient hermétiquement clos, elles se gardent plus de 12 mois ;
- Kaddid: est de la viande séchée stockée pour de longues périodes dans les pays du Maghreb, salée et séchée à l'air libre.

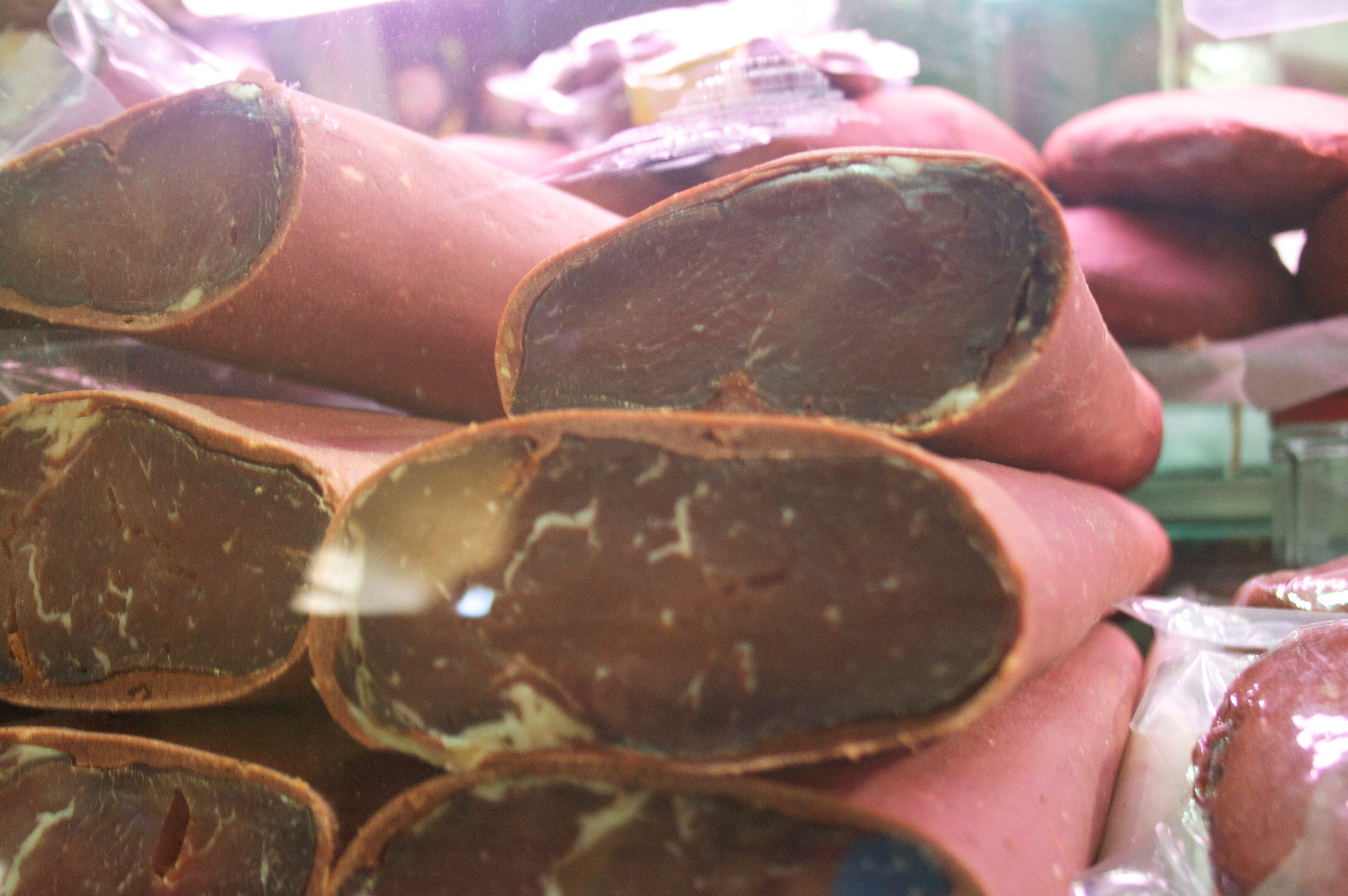
Pastırma à l'étal

- Pastırma : en Turquie, Égypte, Arménie, la viande bovine provenant d'animaux d'âge moyen et la viande de chameau, dans certaines régions, sont séchées. Prise dans l'arrière-train, la chair, découpée en longues bandes de 50 à 60 cm et de maximum 5 cm d'épaisseur, est incisée, puis frottée et recouverte de sel et de nitrate à raison de 2 g de nitrate pour 10 kg de viande. Les bandes sont disposées en tas d'environ 1 m de haut et conservées pendant une journée à la température ambiante. Retournées, salées à nouveau, elles sont remises en tas pour un jour encore. Puis elles sont lavées et séchées à l'air pendant deux à trois jours en été et quinze à vingt jours en hiver. Une fois sèches, elles sont empilées sur une hauteur de 30 cm et pressées avec des poids lourds d'environ une tonne pendant 12 heures. Après une autre période de séchage de deux à trois jours, elles sont à nouveau compressées pendant 12 heures puis remises à sécher à l'air pendant 5 à 10 jours. Toute la surface de la viande est ensuite recouverte d'une couche (3 à 5 mm d'épaisseur) de cemen, une pâte composée de 35 % d'ail fraichement moulu (très important car antimycosique), 20 % de fenugrec, 6 % de paprika rouge, 2 % de moutarde, et 37 % d'eau. La viande repose en piles pendant une journée, puis est séchée de 5 à 12 jours dans un local bien aéré. La production de Pastirma nécessite donc plusieurs semaines mais le produit reste exempt de moisissures pendant des mois à température ambiante, même en été[FAO 10] ;
- Pemmican : les femmes amérindiennes préparaient le pemmican en faisant sécher au soleil ou sur le feu, des tranches minces de viande de bison qu'elles plaçaient ensuite dans une peau de bison tannée avant de la frapper à coups de fléau jusqu'à la réduire en poudre. La poudre de viande était tassée dans des sacs de cuir de bison recouverts de la graisse bouillante issue du même animal. Le tout était remué et mélangé pour former après refroidissement une sorte de gâteau « aussi solide qu'un tourteau de lin ». Un autre procédé, qui donnait un produit de meilleure qualité, consistait à n'utiliser que la meilleure graisse et la moelle et à ajouter des baies et même du sucre. « Le pemmican est une invention d'une très-grande valeur dans un pays où l'on n'a pas toujours à manger, et où les moyens de transport sont fort limités, car, dans un volume et un poids médiocres, il contient une grande quantité de nourriture. On ne peut pas s'imaginer combien il est suffisant. L'homme le plus affamé ne réussit à en dévorer qu'un faible morceau ». Le pemmican est réputé avoir été utilisé par les explorateurs de l'Arctique mais leur aliment avait été fabriqué « en Angleterre avec du bœuf de première qualité, des raisins de Corinthe, des raisins ordinaires et du sucre »[53] ;
- Qwanta : en Éthiopie et dans d'autres pays d'Afrique de l'Est, de longues bandes de 20 à 40 cm de viande bovine maigre sont badigeonnées d'une sauce faite de sel (25 %), piment (50 %) et de substances aromatiques (25 %) puis suspendues dans la cuisine pour sécher de 24 à 36 heures. Elles peuvent ensuite être légèrement fumées avant d'être frites dans du beurre et séchées à nouveau. Le qwanta est alors consommé ou stocké[FAO 11] ;
- Viande sèche de Mingxi[N 13], 明溪肉脯干, pinyin mingxi rou fugan : les Hakkas conservent trois ans des tranches de jambon de porc, marinées crues avec des aromates, puis cuites très lentement dans un four et séchées ;
- Rousong (肉鬆) ou porc en ouate : en Chine et dans les pays voisins, on fait sécher lentement dans un grand wok sans huile de la viande (de porc mais aussi de poulet, de poisson ou de crevettes) préalablement mijotée dans un jus aromatique à base de sauce soja ou de sauce de poisson, puis effilochée et finement écrasée, jusqu'à obtenir une texture cotonneuse.
- Kitoza : À Madagascar, la viande à sécher est découpée en lanière d'une épaisseur d'environ 1 cm, salée (plus tard, richement assaisonnée), puis étendue ou suspendue à l'air et au soleil pendant quelques jours. La viande ainsi séchée peut accompagner le Vary sosoa ou le Vary amin'anana.Le kitoza le plus courant est fait de zébu, mais on en confectionne aussi avec du porc et de l'anguille ;
- La viande séchée du Valais est produite en Valais à partir de cuisses de bœuf certifiées d'origine suisse. Après la phase de désossage, les pièces de viande sont assaisonnées dans un mélange d'épices, puis mises à étuver et sécher durant quatre à six semaines. Enfin, l'opération du pressage, répétée à plusieurs reprises, permet de donner à la viande séchée une forme adaptée à son tranchage.

### Sucrage
Dans son Traité de chimie, Jöns Jacob Berzelius écrit que « dans ces derniers temps, on a commencé à employer le sucre plus généralement qu'auparavant à la conservation des viandes, attendu qu'il faut beaucoup moins de sucre que de sel marin pour prévenir la putréfaction, et que le premier ne rend la viande ni moins savoureuse ni moins nutritive ». On trouve effectivement d'autres sources avant cette publication de 1831. Exemple : L'Esprit des journaux indique en 1817 dans sa rubrique Économie domestique que de la viande fraiche a été conservée plusieurs mois dans un pot de faïence rempli de sirop de sucre froid assez épais, et que pour la manger il convient de la laver à l'eau chaude et de la laisser mortifier deux ou trois jours avant de l'employer ; que les Indiens conservent les viandes fraiches dans du miel et d'autres dans une espèce « de saumure avec du sel marin, du salpêtre et du sucre, en doses égales ».
Il est aussi rapporté que les indigènes de Ceylan enrobent de miel la viande crue coupée en morceaux avant de la placer dans le trou d'un gros arbre qu'ils referment et qu'« un an après, cette viande est de fort bon goût, confite et parfumée ».
En 1856, un brevet est accordé à Paris pour un moyen de conserver la viande crue dans un sirop de sucre cuit à 37 degrés, auquel on a ajouté un dixième de son volume d'alcool du midi à 33 % vol. L'auteur précise qu'il conserve depuis 15 ans la viande dans le sirop de sucre pur mais que celui-ci modifie le goût et donne une couleur jaune au produit ; additionné d'alcool, il permet de conserver couleur naturelle et saveur : « la viande reste rouge, pulpeuse et peut être employée à tous les usages culinaires (…) Elle fait ensuite des rôts, des biftecks, des ragoûts, des bouillons (…). » L'auteur a réalisé ainsi une conserve vieille de neuf ans.
Dans La Feuille du cultivateur du 26 décembre 1861, Robiou de la Tréhonnais cite un mélange de sel, salpêtre, sel gris, et sucre brut pour la salaison à sec ou en saumure de viande de porc. Le 9 janvier suivant, il précise que « le sucre et la mélasse sont employés pour la préparation du lard et surtout du jambon ; ces substances rendent la viande plus tendre, plus riche, et probablement d'une digestion plus facile » ; et il émet une supposition quant à l'effet du sucre et de l'acide lactique : « On sait que le principe actif dans le jus de la viande aussi bien que dans le jus gastrique, c'est l'acide lactique. Or, cet acide peut se former par le contact du sucre avec la matière animale. Ne peut-il pas se faire que le sucre que l'on emploie remplisse une pareille fonction, et que, mis en contact avec la viande, il ne s'ensuive une décomposition à laquelle il participe, rendant la viande plus digestive en ajoutant à la quantité de l'acide lactique déjà présent, ou bien remplaçant le déficit causé par la déperdition du jus qui aura pu avoir lieu ? ».
La mélasse, telle qu'elle sort des fabriques ou des raffineries, est utilisée pour imprégner la viande qu'on lave ensuite à grande eau avant de la sécher dans un courant d'air et de la ranger ensuite dans des caisses.

### Autres procédés

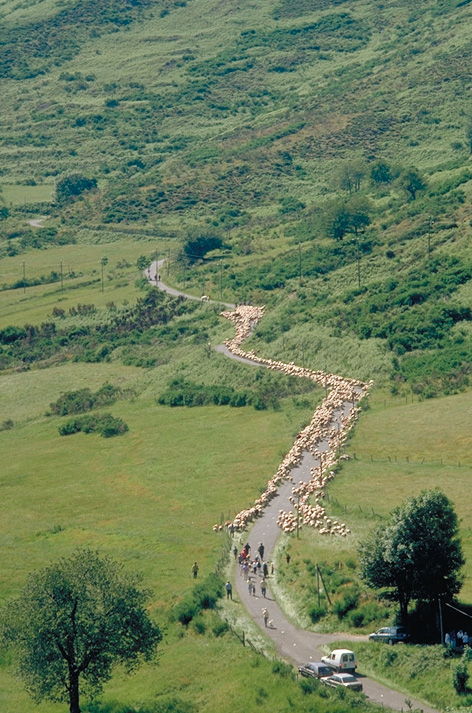
Transhumance dans le massif de l'Aigoual.

La combinaison de plusieurs procédés cités ci-dessus n'est pas rare. La fabrication de la « moutounesse », à partir de mouton comme le laisse suggérer le terme, en est un exemple parmi d'autres ; elle permettait de conserver la viande de bêtes blessées par chutes, par attaque de loups, ou encore atteintes de tournis dans les alpages ou durant la transhumance : le mouton abattu est écorché et désossé ; sa chair est découpée, mise à plat sur la peau, généreusement salée, puis la peau est repliée et le tout fortement comprimé pendant un mois au bout duquel la viande, déballée, est mise à sécher au soleil avant d'être fumée.
Mais d'autres moyens, bien différents, ont été proposés ou utilisés (les facteurs qui ont favorisé la pérennité de ces techniques ou qui ont causé leur disparition sont liés au taux de dangerosité du conservateur, au degré de difficulté de la technique à appliquer, à la qualité gastronomique du produit obtenu et au coût de la pratique) :
- acide sulfureux : les viandes sont suspendues dans un local où l'on fait entrer les vapeurs de la combustion du soufre. On y ajoute parfois un centième d'acide chlorhydrique pour former une solution liquide de ces acides où les viandes restent immergées pendant vingt-quatre heures. Autre possibilité : faire respirer de l'oxyde de carbone à l'animal et le saigner dès qu'il est devenu insensible ; la carcasse, dépouillée, est suspendue pendant une journée dans une chambre close qu'on remplit d'un mélange d'oxyde de carbone et d'acide sulfureux, puis exposée à de l'air sec[59] ;
- alcool : immergée dans de l'alcool à 13 % vol., la viande se conserve plusieurs mois et fournit toujours un bon bouillon[60] ;
- amande : la pâte d'amande amère prolonge la conservation d'un jour ou deux du morceau de viande qu'elle recouvre[61] ;
- beurre : la viande salée et poivrée, au quart cuite dans du beurre et refroidie, est placée dans des jarres de terre et recouverte de beurre fondu. C'est le système utilisé par les marins musulmans qui font des voyages au long cours[Chevallier 2] et par les Africains pour conserver la viande de chameau[60] ;
- bière : l'immersion de viande chargée de larves de mouches dans la bière ôte l'odeur putride et rend la viande propre à la consommation[Chevallier 3] ;
- caoutchouc : on plonge la viande enveloppée dans une baudruche dans de l'eau bouillante, puis dans une « dissolution de caoutchouc liquide »[Chevallier 4] ;

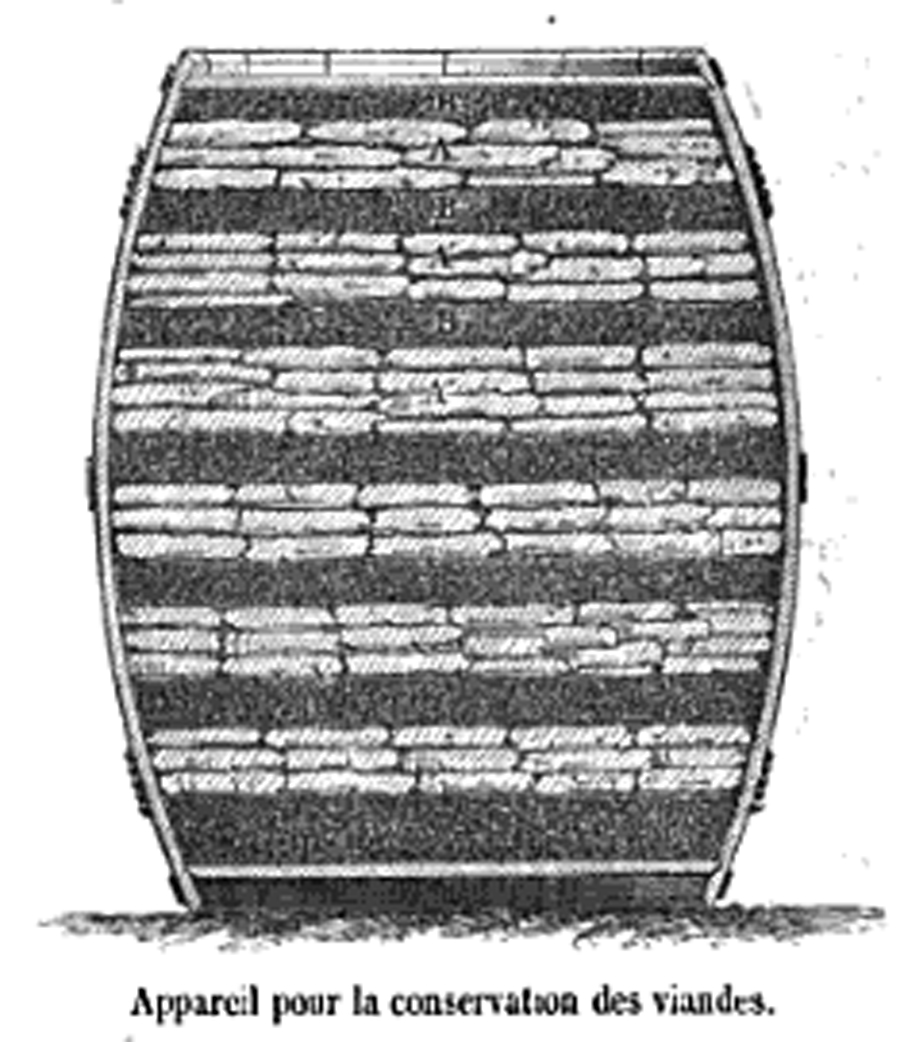
Coupe d'un tonneau avec alternance des couches de charbon et de viande.

- charbon : la viande est placée dans de la poudre de charbon qu'on renouvelle tant qu'elle se charge d'humidité[62]. Il est aussi conseillé de la placer, emballée dans une toile, dans un tonneau, en couches alternées avec du charbon concassé imbibé d'une solution d'acide phénique au millième[63]. La volaille et le petit gibier ailé, plumés, vidés et nettoyés se conservent farcis de poussière de charbon[64]. La volaille dont la chair est altérée peut être récupérée si on remplit tout son corps avec du charbon concassé et lavé, et qu'on la fasse bouillir durant un quart d'heure[65] ;
- chloroforme : la viande, placée dans un récipient où l'on introduit quelques gouttes de chloroforme et que l'on bouche, ne se putréfie pas en été mais change de couleur, de goût et d'odeur[66] ;
- cire : la viande, emballée dans une toile, est plongée dans de la cire fondue (brevet de 1855)[Chevallier 5] ;
- colle : la viande est immergée dans une solution chaude de colle forte, d'eau distillée, de mélasse et de rhum, puis mise à sécher[Chevallier 6] ;
- conservatine : cette sorte de gelée dont on badigeonne les morceaux de viande est obtenue par la préparation d'un bouillon très concentré d'os, de moelle, de déchets de découpage, de tendons, etc. dans lequel, après filtrage on ajoute 4 centigrammes d'alcool par kilogramme de ce qui est devenu une sorte de sirop[67]. Le Journal de Pharmacie et de Chimie, qui la décrit comme une gélatine associée à du sucre et de la gomme, signale qu'elle est apparue lors de l'Exposition universelle de 1855[68] ;
- créosote : on frotte la viande avec une solution de créosote de goudron de bois dans du vinaigre (la créosote de goudron de houille donne un mauvais goût)[59] ;
- eau gazeuse : la conservation de la viande peut atteindre huit à dix jours si on la lave deux à trois fois par jour avec de l'eau saturée d'acide carbonique[60] ;
- essences : des viandes ont été conservées pendant huit mois dans des récipients clos au sein desquels on avait placé des éponges imbibées d'essence de caoutchouc, de pomme de terre ou d'amandes amères[Chevallier 7] ;
- étain : on emballe la viande bien serrée dans une feuille d'étain, puis on plonge le paquet dans une solution de colle de pâte et de mélasse ; après séchage, le tout est recouvert d'un enduit hydrofuge[Chevallier 8] ;
- farine : le reste concentré de la viande cuite en bouillon, mélangé à de la farine et cuit au four, donne un biscuit qui se conserve dix-huit mois malgré les variations de température[69]. Il est connu sous le nom de meat-biscuit ;
- foin : le lard, salé pendant 17 jours, est rangé dans une caisse remplie de foin, chaque pièce étant séparée des autres par une couche de foin ; lorsque la caisse est stockée au sec, le lard ne rancit jamais et conserve un excellent goût[65] ;
- formol : la viande est soumise dans un espace clos aux vapeurs de formol qui stérilisent la surface là où il n'y a pas de graisse de couverture ; pour la consommer ensuite, il faut la parer, c'est-à-dire en enlever la couche externe devenue indigeste. Ce procédé a été expérimenté par l'Administration française de la Guerre lors des manœuvres de 1901 pendant lesquelles 80 000 soldats ont mangé des viandes formolées[70] ;
- gaz : un brevet de 1835 affirme la possibilité de conserver la viande et de la garder propre à la consommation : « les procédés de MM. Debassyns de Richemond et Burès consistent à imprégner par insufflation les objets que l'on veut conserver dans une atmosphère : 1° de gaz hydrogène plus ou moins carboné, 2° d'oxyde de carbone, 3° dans du protoxyde d'azote, 4° dans de l'acide carbonique, 5° dans de l'azote ou dans du deutoxyde d'azote ou encore dans un mélange de ces deux gaz, 6° dans de l'eau saturée de ces différents gaz. Tous ces gaz sont obtenus par les procédés usités, et introduits dans des vases ou gazomètres contenant les matières à conserver, et dont on chasse l'air, soit en les remplissant d'eau, soit par un courant suffisamment prolongé du gaz à employer. » Les viandes injectées peuvent être conservées dans de l'eau salée, dans de l'eau contenant des sulfites de soude, de chaux ou de potasse, ou dans de l'eau contenant de l'acide azotique ou de l'acide sulfurique[Chevallier 9] ;
- glace de viande : la glace de viande suffit pour les conserves fines. Le jury international de l'Exposition universelle de 1867 remarque particulièrement la conservation de perdreaux à l'aide de glace de vieilles perdrix qui permet d'en manger « pendant le temps où la chasse est interdite »[71] ;

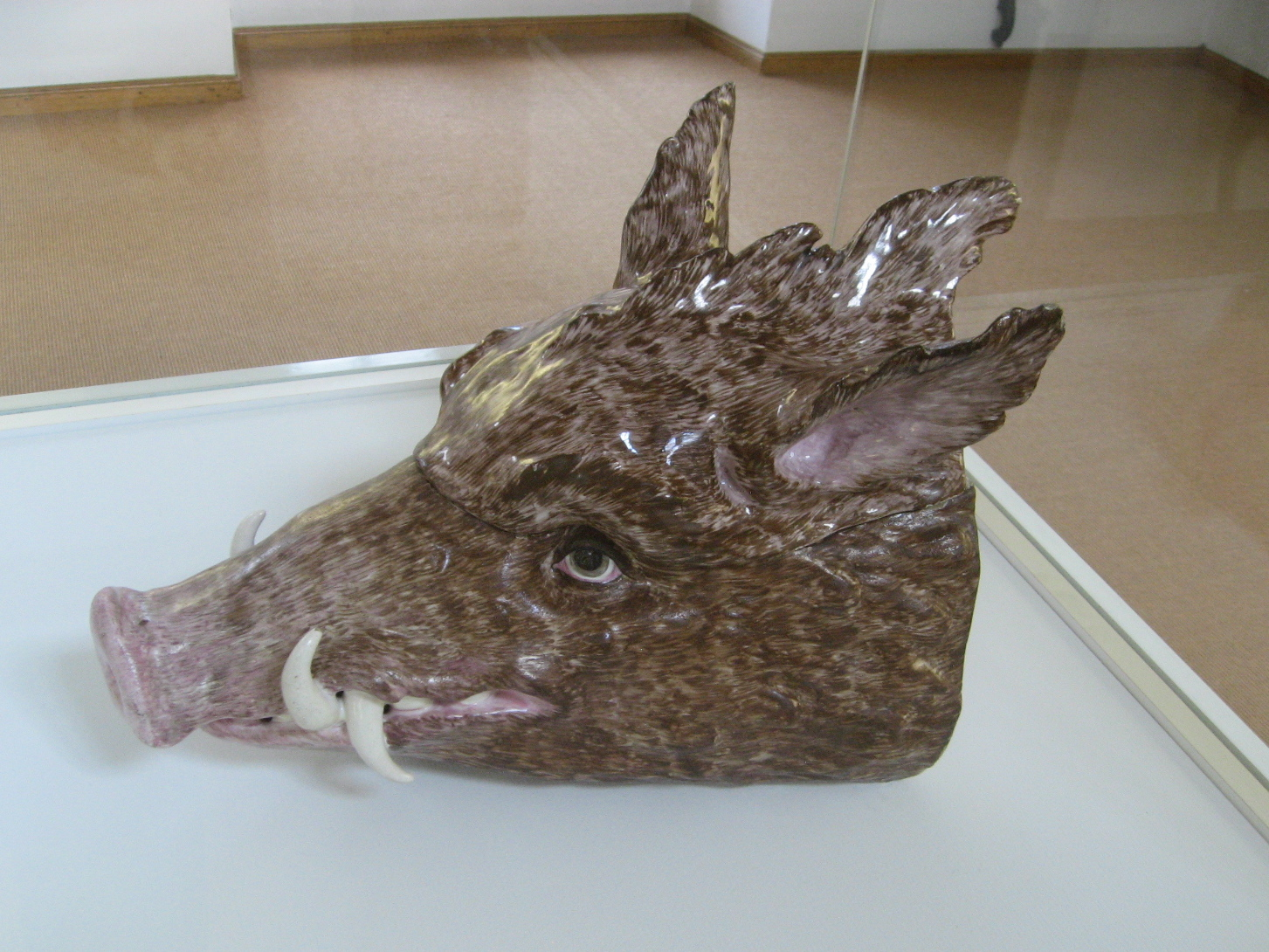
Terrine en forme de hure de sanglier.

- graisse : la volaille, tout particulièrement, est placée, cuite, dans une terrine que l'on remplit de graisse fondue comme le saindoux. On chauffe le tout pendant une heure environ puis on pose le couvercle sur la terrine et on bouche, après refroidissement, les interstices du couvercle par des bandelettes de papier. Les volailles se conservent un an de cette façon[63] ; les Hollandais utilisaient cette méthode pour l'envoi de volailles au cap de Bonne-Espérance[Burnet 3]. C'est le principe du confit. Une méthode semblable avec de la viande de porc coupée en menus morceaux donne les rillettes[70]. La viande de bœuf conservée dans sa graisse, 平遥牛肉 (pinyin pingyao niurou), aujourd'hui conditionnée en sachets sous vide et offerte dans des cartons-cadeaux traditionnels, est une spécialité de Pingyao, ville chinoise inscrite en 1997 au Patrimoine Mondial de l'Humanité de l'UNESCO. En Belgique, on conservait le rôti de viande crue dans le « pot à friture »[72] ;
- huile : dans les pays producteurs d'huile, on conserve la viande comme d'autres ingrédients dans l'huile, en jarres ou bocaux dont les bouchons de liège sont lutés[N 16] d'une pâte de craie et d'huile ; la viande doit être « lavée, pressée et battue dans l'eau » pour être débarrassée de l'huile avant toute cuisson[60] ; elle se conserve ainsi plusieurs années[Burnet 4] ;
- laitage : la viande est plongée dans du lait écrémé, caillé ou non, et chargée de pierres propres pour éviter qu'elle ne flotte. Cette méthode, utilisée dans les fermes du Haut-Rhin, du Bas-Rhin, de la Haute-Saône et du Jura, permet de la conserver huit jours, même quand il fait très chaud, et permet d'attendre la prochaine vente de chair fraiche par le boucher ; elle améliore aussi la qualité de la viande : « Ainsi le veau devient plus blanc et plus savoureux. » Le lait n'est pas perdu : additionné de son ou de pommes de terre écrasées, il sert de nourriture aux porcs ou à la volaille[63]. On peut aussi utiliser de la crème qui conserve quinze jours à condition de la renouveler chaque jour lorsqu'il fait chaud, et tous les trois ou quatre jours lorsqu'il fait frais ; ce procédé est plus coûteux[Burnet 3] ;
- lie : la viande couverte d'une épaisse couche de lie se conserve très bien à la cave et acquiert un très bon goût[Burnet 3] ;
- limaille de fer : le procédé Sweeny[N 17] consistait à faire bouillir de l'eau, à y mettre de la limaille de fer et, après le refroidissement, y plonger la viande, puis à recouvrir le liquide d'une couche d'huile fraiche ; la viande se conservait 7 semaines[73] ; la limaille de fer est remplacée avantageusement par un manganèse métallique, affirme Burnet, qui préconise plutôt l'usage d'eau bouillie additionnée de soufre et de limaille de fer, puis recouverte d'huile et qui concède que cela donne un goût particulier à la viande[Burnet 4] ;
- marbre : le gibier pelé ou plumé, vidé voire lardé, étant placé dans une jarre en verre ou en terre vernissée munie d'un couvercle parfaitement ajusté auquel on adapte un système de tubes, on introduit du marbre réduit en petits fragments dans le récipient et on verse dessus de l'acide muriatique étendu de dix fois son poids d'eau pour créer du gaz carbonique qui va chasser l'air et saturer le récipient. L'auteur reconnait toutefois que « ce moyen ingénieux ne pourrait convenir qu'à des personnes riches et un peu habituées aux opérations de chimie »[74] ;
- paraffine : la viande est immergée dans un bain de paraffine à ± 116 °C et maintenue le temps nécessaire à la vaporisation de son humidité superficielle avant d'être placée dans des bains de paraffine moins chaude pour être couverte de deux à trois couches successives, puis d'être badigeonnée d'un mélange de gélatine, de glycérine et de mélasse, qui forment à la surface une couche flexible. Ce revêtement s'enlève en plongeant la viande dans de l'eau bouillante ; la paraffine fondue, flottant en surface, est récupérée pour un nouvel usage[59]. Certains se contentent de plonger une seule fois les morceaux dans la paraffine[63] ;
- plâtre : la viande, emballée dans une toile, est plongée dans du plâtre fin délayé (brevet de 1855)[Chevallier 5] ;
- sable : conservée dans du sable additionné de poudre de plantes aromatiques, voire humecté d'un peu d'esprit-de-vin, la viande « se faisande », mais ne se gâte pas[Burnet 3] ;
- suie : la viande est plongée d'une saumure composée d'une partie de suie recueillie près du foyer pour six parties d'eau froide[62] ; un jambon de 8 livres ainsi traité pendant huit heures s'est conservé onze mois, mais la viande acquiert amertume et âcreté[70] ;
- vinaigre : la viande préalablement bouillie et égouttée, est plongée dans du vinaigre bouillant puis séchée à l'air[62]. La viande crue peut être immergée dans un mélange de vinaigre ordinaire et d'acide acétique ; séchée, elle est placée dans des récipients et recouverte d'une couche de corps gras[Chevallier 8]. Le procédé proposé par Emmerich en 1901 (badigeonnage des viandes avec de l'« acide acétique glacial ») a été expérimenté par l'armée allemande[70].

## Procédés de conservation modernes

### Par la chaleur

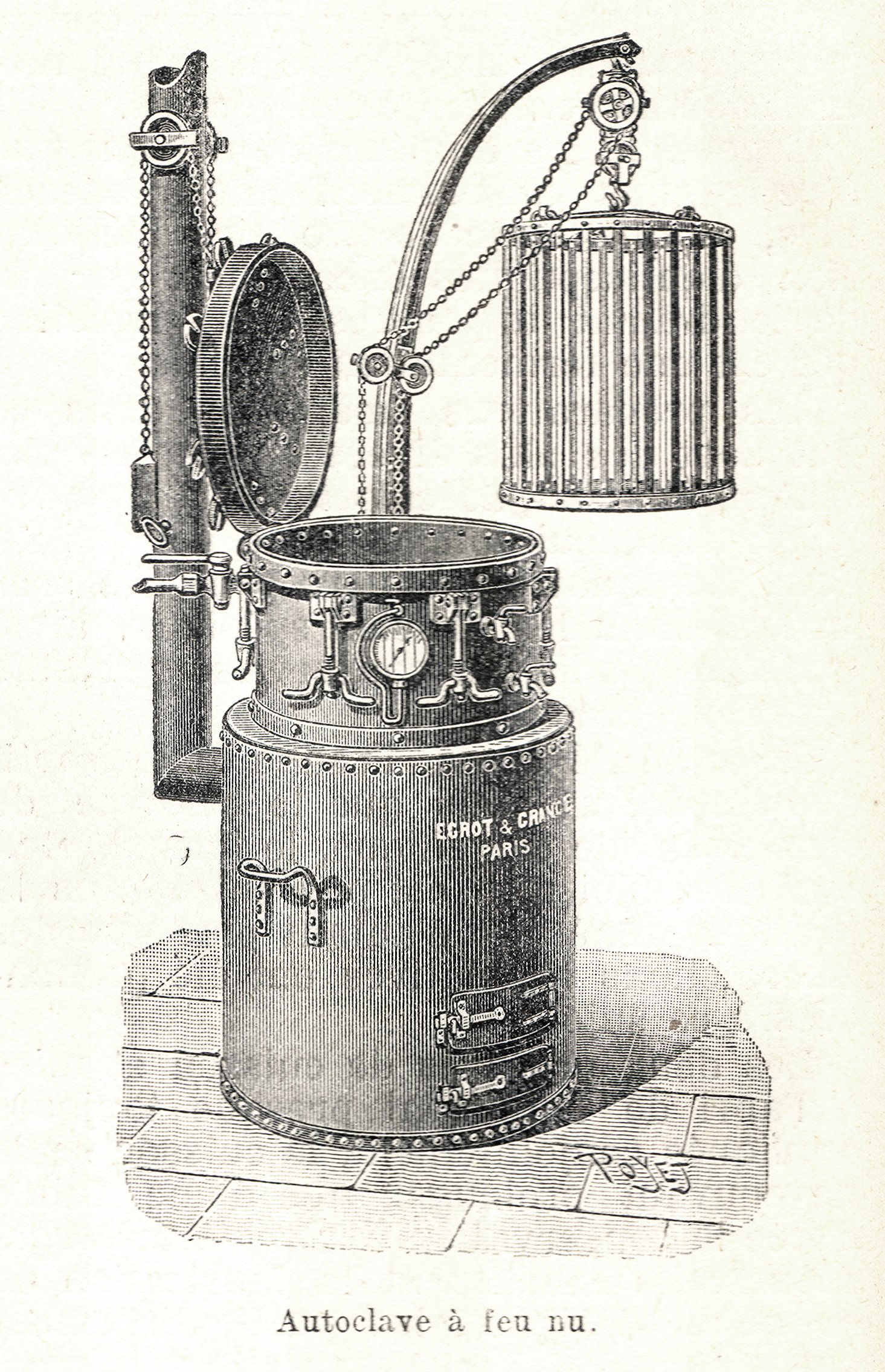
Autoclave pour la fabrication des conserves, 1904.

Le traitement moderne de conservation des aliments par la chaleur ne commence qu'à la toute fin du XVIIIe siècle avec l'invention Nicolas Appert qui crée la conserve, c'est-à-dire la mise des denrées en bocaux (puis en boites métalliques) hermétiquement fermés puis chauffés pendant un certain temps et à une certaine température, les récipients étant placés dans de l'eau chaude ou dans de la vapeur, ou dans un mélange des deux, dans des cuves de cuisson ou dans des autoclaves.
En fonction du niveau de la température, la dénomination et le résultat sont différents :
- jusqu'à 100 °C, il s'agit de pasteurisation ou de tyndallisation ; comme un certain nombre de microorganismes seulement ne résistent pas à cette température, le produit doit être ensuite stocké au frais sous température contrôlée ;
- au-delà de 100 °C, il y a appertisation ou stérilisation ; on considère que tous les microorganismes sont détruits et le produit peut être conservé sans réfrigération.

Fondamentalement, toutes les viandes peuvent être conservées par la chaleur ; certaines préparations cependant, de par leur spécificité, ne subissent jamais de traitement thermique (ex. : les viandes séchées, le jambon cru, etc.). Dans les produits couramment proposés « en conserve », on trouve notamment le jambon cuit, le foie gras, les volailles confites (confit de canard, d'oie, etc.), les saucisses en saumure de type Francfort, les préparations de viandes salées comme le corned-beef, les mets « prêts-à-manger » à base de viande comme le bœuf en sauce, le poulet avec riz, etc., les soupes à base de viande telles que la soupe au poulet, la soupe de queue de bœuf, etc.

#### Type de récipients

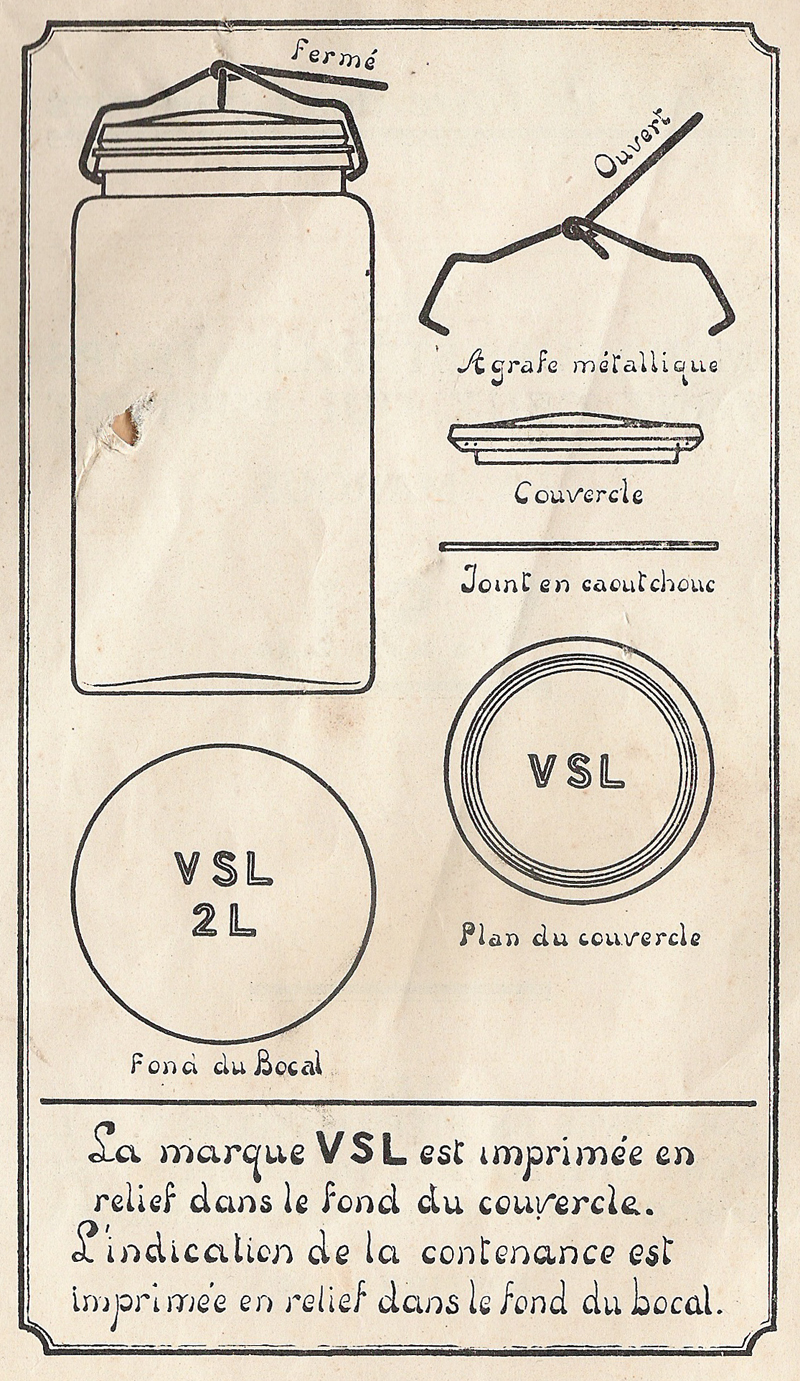
Description des bocaux de la fabrique du Val Saint-Lambert, généralement utilisés en Belgique.

La popularisation du traitement thermique a pour conséquence le développement de l'industrie des stérilisateurs, de la verrerie et des boites métalliques, ainsi que la publication de nombreux livres et plaquettes traitant de la conservation des denrées par les particuliers. Dans les années 1930, l'ingénieur Paul Mougin indique dans la préface d'un ouvrage annoncé comme le premier « livre complet traitant de la fabrication des conserves familiales » que 9 millions de Français sur les 12 recensés se livrent à la fabrication et de conserves et que les trois quarts d'entre eux le font « par les moyens les plus primitifs, sans savoir exactement ce qu'ils font ». Il affirme que chaque année des milliers de Français meurent par l'ingestion de denrées alimentaires préparées de cette façon.
À la maison, les particuliers vont peu à peu prendre l'habitude d'utiliser les bocaux spécialement conçus pour la conservation et généralement des bocaux en verre avec des couvercles de la même matière, articulés entre eux par une agrafe en métal zingué, l'étanchéité étant assurée par un anneau en caoutchouc sur la languette duquel il faut tirer, tout en appuyant sur le couvercle, lorsqu'on veut ouvrir ce bocal appelé également « stérilisateur ». Le chauffage des bocaux, qui vont d'un quart de litre à cinq litres, se fait soit en simple casserole d'acier inoxydable, d'aluminium ou de tôle émaillée, soit en autocuiseur, soit au four à gaz, soit au four électrique ; on peut aussi utiliser un « Stérivite » raccordé à une bouilloire ou à une cafetière pour injecter de la vapeur dans le bocal,.

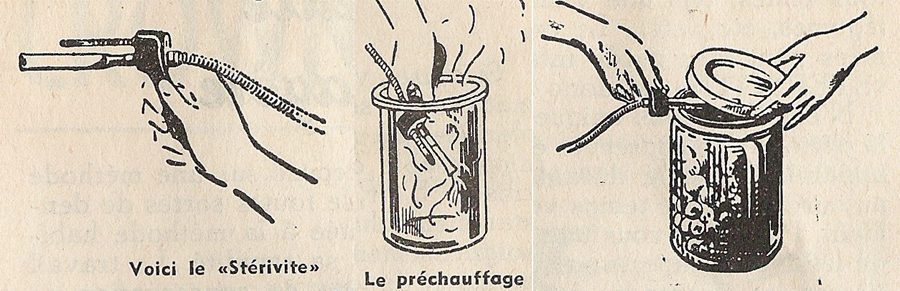
Mode d'utilisation du Stérivite.

La viande ainsi conservée peut être, au départ, crue, rôtie ou étuvée, mais les réceptaires proposent aussi de conserver de cette manière des mets cuisinés comme la blanquette de veau, le veau Marengo, la viande de mouton aux haricots verts, le pâté de foie, la gelée de viande, le canard à l'orange, les quenelles de volaille, les tripes à la mode de Caen, le cassoulet, etc. et même le boudin noir.
Dans l'industrie, les bocaux en verre avec couvercle de métal sont de moins en moins utilisés à la fin du XXe siècle pour les conserves de viande en raison de leur fragilité. On leur préfère des contenants, souples ou rigides, en matière synthétique ou en métal. Les matières synthétiques sont le polyester (utilisé pour les saucisses de Francfort en saumure ou les mets « prêts-à-manger ») ou des films laminés de polyester et polyéthylène ou de polyamide et polyéthylène dont on forme des récipients relativement rigides, généralement par emboutissage.
Les boites métalliques, généralement cylindriques ou parallélépipédiques, sont habituellement en fer blanc ou en aluminium et le sertissage des différentes parties doit être parfaitement réalisé pour assurer l'étanchéité sous peine de voir l'aliment connaitre une nouvelle contamination par la microflore de l'environnement. Une épidémie de fièvre typhoïde, qui a touché 400 personnes en 1964 en Écosse, a été attribuée, par exemple, à un défaut de scellement de boites de corned-beef stérilisé, produites en Amérique du Sud. L'eau qui avait servi au refroidissement des récipients n'était pas chlorée et le vide créé lors du refroidissement a aspiré des bacilles d'Eberth présents dans cette eau. Il est essentiel aussi que n'existe aucune trace de substances indésirables, comme des métaux lourds, qui pourraient migrer vers le produit.

#### Influence du traitement thermique
L'intensité du traitement thermique inactive les microorganismes, mais modifie aussi la qualité organoleptique des produits ; certains ne connaissent pas de pertes significatives de qualité, d'autres voient leur goût et leur consistance détériorés par la stérilisation. Il est donc nécessaire de calculer pour chaque produit une température idéale tenant compte de la qualité désirée et de la résistance des microorganismes à la chaleur. Dans l'industrie, on utilise comme valeur de référence (la valeur F à 121 °C est : F = 1) pour le calcul de l'intensité du traitement thermique, le temps mis à mourir de différents microorganismes soumis à 121 °C, exprimé en minutes. Ainsi les spores de Clostridium botulinum à 121 °C mourant en 2,45 minutes, une valeur « F » de 2,45 est nécessaire pour inactiver tous ces spores dans le produit porté à 121 °C.
L'effet létal peut être démontré dans la réduction (en pourcentage) du nombre total des microorganismes présents dans le produit. Le résultat obtenu dépend de l'état originel de la viande : si elle était fortement contaminée au départ du traitement thermique, elle conservera un certain taux de microorganismes en fin de traitement :
| Quantité initiale de microorganismes/g | Quantité restante après destruction à 90 % | Quantité restante après destruction à 99 % | Quantité restante après destruction à 99,9 % |
| 10 millions                            | 1 million                                  | 100 000                                    | 10 000                                       |
| 1 million                              | 100 000                                    | 10 000                                     | 1 000                                        |
| 100 000                                | 10 000                                     | 1 000                                      | 100                                          |
| 10 000                                 | 1 000                                      | 100                                        | 10                                           |
| 1 000                                  | 100                                        | 10                                         | 1                                            |

Étant donné que les traitements thermiques, dans de nombreux cas, ne peuvent pas être suffisamment intenses pour détruire toutes les spores, les boites de conserves doivent être réfrigérées aussi rapidement que possible après leur passage en autoclave et stockées à maximum 20 à 25 °C. Il a été démontré qu'une valeur F de 4 garantit la stérilité des produits vendus dans le commerce. Des valeurs inférieures nécessitent des mesures de sécurité supplémentaires (abaissement du pH ou de l'aw, ou stockage réfrigéré).
Les conserves ménagères sont plus dangereuses car non soumises à la série de mesures nécessaires pour garantir la sécurité microbiologique.

### Par le froid

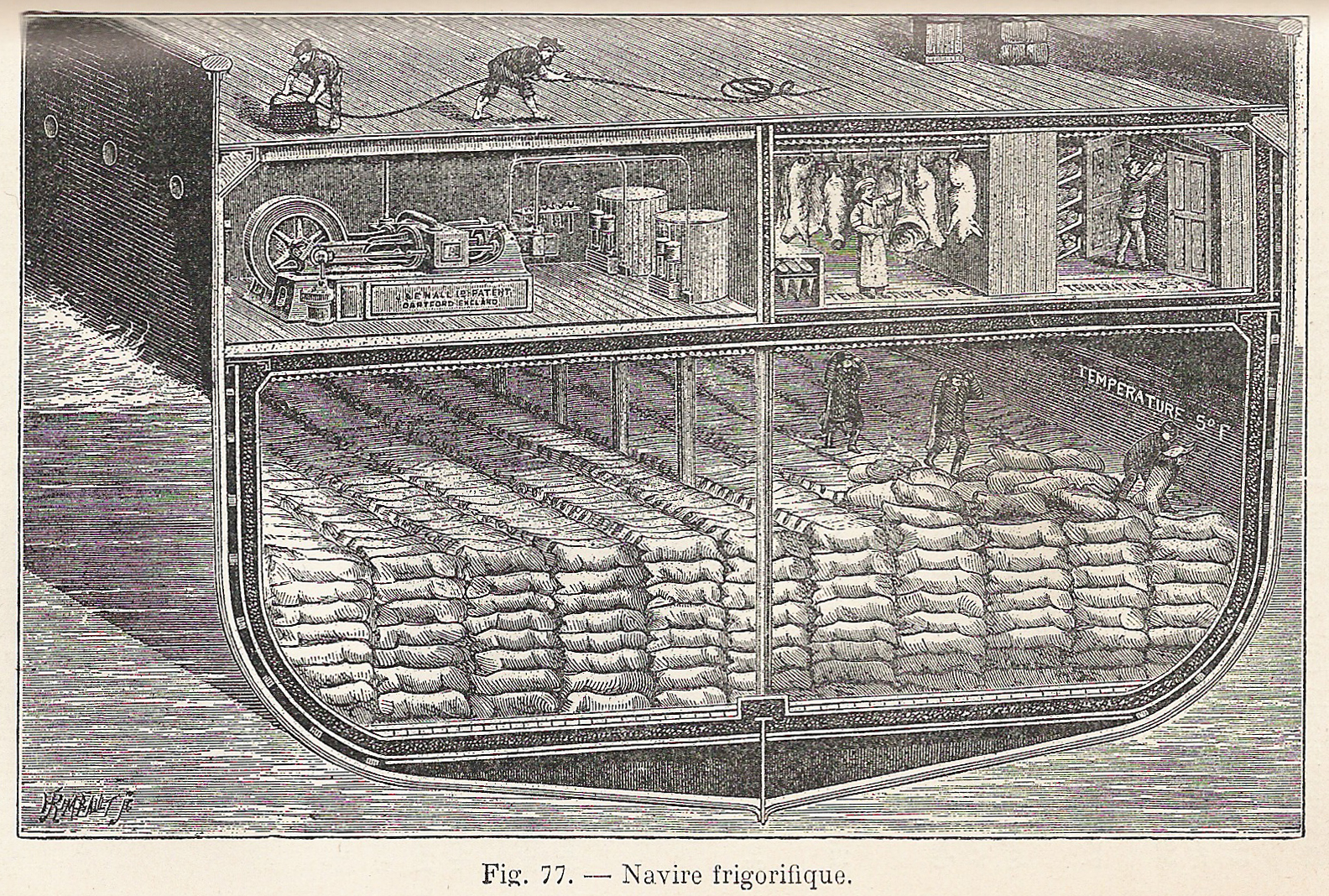
Coupe d'un navire frigorifique, début du XXe siècle.

Dès le milieu du XVIIIe siècle, William Cullen fait la démonstration d'une production de glace artificielle en utilisant une pompe pour créer un vide partiel dans un récipient contenant de l'éther éthylique, qui bout ensuite, absorbant la chaleur de l'environnement ; son procédé crée une petite quantité de glace mais ne trouve aucune application commerciale. On note, au début du XIXe siècle, les travaux de John Leslie, Jacob Perkins qui applique une idée de Oliver Evans et obtient la première patente pour un appareil produisant de la glace dans un réfrigérateur à compression de vapeur, Jean-Charles Peltier, John Gorrie, Ferdinand Carré, etc.
En 1869, Charles Tellier ouvre la première usine frigorifique au monde pour la conservation des viandes et des denrées alimentaires. Sept ans plus tard, le navire Frigorifique rapporte de la viande en bon état de conservation après 105 jours de mer. La Première Guerre mondiale, pendant laquelle l'Europe doit recourir à l'Amérique pour son ravitaillement en viande, accélère l'équipement des navires en chambres frigorifiques.

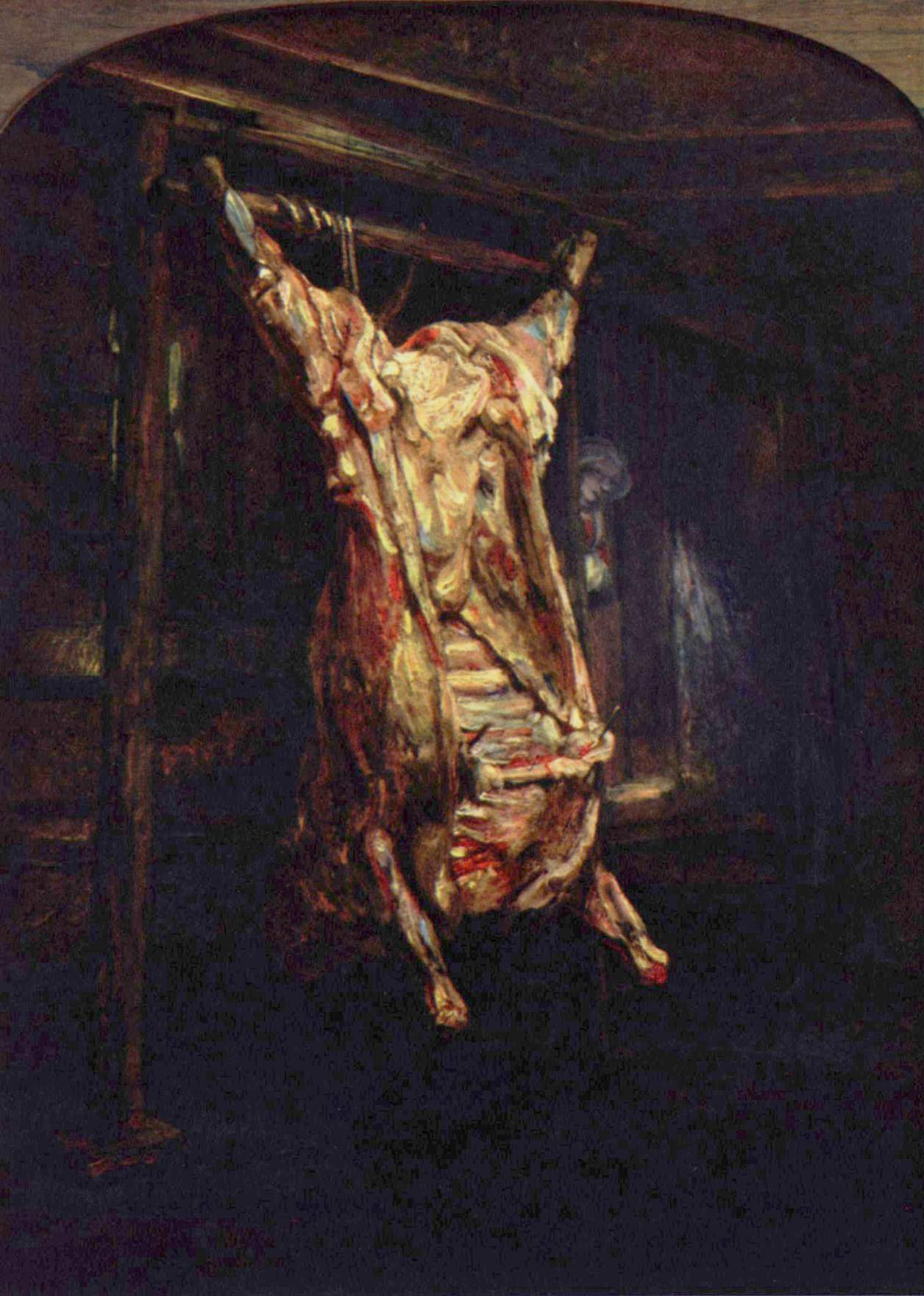
Carcasse de bœuf avant la réfrigération moderne. Bœuf écorché par Rembrandt, 1655.

Les trois stades de la conservation par le froid sont la réfrigération, la congélation et la surgélation.
La réfrigération stabilise la viande pour quelques jours car le froid positif (supérieur au point cryoscopique) ralentit les réactions des enzymes et des microorganismes. Elle peut cependant provoquer le rancissement des graisses de la viande
La réfrigération entre 0 et 2 °C permet une conservation de la viande en carcasse de 15 à 20 jours ; les carcasses doivent être suspendues sans toucher le sol et la température est mesurée à l'aide d'un thermomètre à sonde. On compte 28 à 36 heures pour qu'une carcasse de bœuf descende à 6 ou 7 °C pour les muscles profonds, 12 à 16 heures pour celles de porc, 24 à 30 heures pour celles de mouton. L'humidité relative de l'air ambiant doit être d'environ 90 % et la vitesse d'air de 0,5 m/s pour obtenir un refroidissement rapide sans trop de perte de poids et un minimum de condensation à la surface des pièces qui pourrait favoriser la croissance bactérienne.
Selon Steve Hathaway, il est préférable de ne pas découper les carcasses et gros morceaux en portions plus petites pour éviter d'offrir aux bactéries une surface plus grande. Selon Henri Dupin, il est cependant plus intéressant de découper la viande une heure après l'abattage et de refroidir les morceaux emballés sous vide ce qui permet une conservation à 0 °C pendant 4 à 8 semaines.
Pour les viandes pré-emballées vendues dans les grandes surfaces, on utilise un conditionnement sous gaz carbonique et un emballage de cellophane recouverte extérieurement d'un vernis nitrocellulosique (durée de conservation est de 1 à 2 jours) ou de cellophane recouverte extérieurement de polyéthylène.

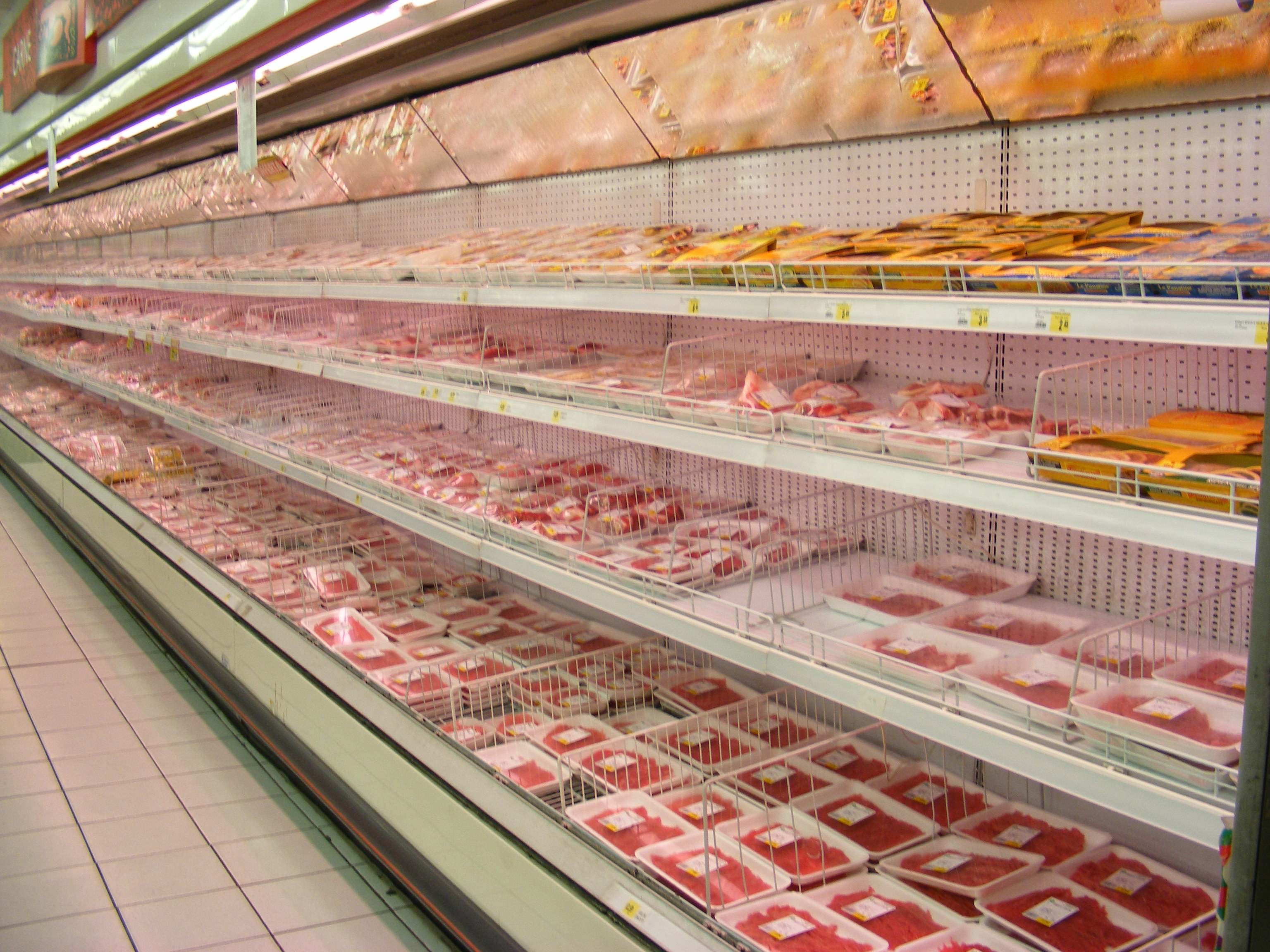
Rayon des viandes préemballées dans un supermarché.

La congélation abaisse la température de la viande sous son point cryoscopique et entraine la formation de gros cristaux en forme d'aiguille à partir de l'eau des tissus. En baissant la masse volumique, elle augmente le volume qui peut provoquer une exsudation à la décongélation ; elle peut également provoquer le rancissement et, par sublimation de la glace, une déshydratation.
La congélation permet la conservation de plus longue durée et sert aussi à stabiliser le cours de la viande sur les marchés boursiers. Congelée rapidement à −25 °C après l'abattage et la découpe, la viande est maintenue à une température de -18 à −15 °C jusqu'à l'utilisation. Le conditionnement sous vide est rendu possible par le saran-polyéthylène. Efficace sur le plan de la protection microbiologique, la congélation se pratique en usine et à la maison ; avec le temps, elle modifie les propriétés organoleptiques : le pigment dû à la myoglobine brunit et les graisses rancissent. La durée de conservation maximale à −18 °C est de 5 mois pour le porc, 8 mois pour le mouton, 10 mois pour le bœuf.
La surgélation est une congélation industrielle ultra-rapide qui fait descendre la température à −18 °C au cœur même de la viande, créant de petits cristaux de glace arrondis, ce qui évite l'exsudation lors de la décongélation.
La viande doit être maintenue au minimum à −18 °C jusqu'au moment de la vente, ce qui impose l'utilisation de la chaine du froid. En 1992 et en France, plus de 700 produits de viande différents étaient commercialisés sous cette forme.

#### Lyophilisation
La congélation lente provoque la formation de gros cristaux de glace qui pulvérisent nombre de cellules. Par l'immersion de l'aliment dans un médium à une température inférieure à −150 °C, on provoque la formation très rapide de petits cristaux de glace qui ne détériorent pas les cellules. La viande ainsi congelée est placée dans un récipient soumis à une pression interne de moins de 5,2 mbar ; les cristaux de glace passent directement de l'état solide à l'état gazeux et le gaz est recueilli dans un condensateur. La lyophilisation est donc le moyen de dessécher l'aliment par le froid.

### Par irradiation

Logo indiquant l'irradiation d'un aliment au Canada.

La technique de l'irradiation des aliments, généralement appelée ionisation ou encore « radappertisation » (du nom de Nicolas Appert), est mise au point en 1930 et autorisée en 1976 par le comité OMS (Organisation mondiale de la santé) - FAO (Organisation des Nations unies pour l'alimentation et l'agriculture) - IAEA (Agence internationale de l'énergie atomique), ce qui lui permet d'être pratiquée industriellement. Elle est soumise à des réglementations quant aux sources de rayonnement, à ses conditions d'utilisation, et à des contrôles.
En Europe, elle est appliquée à la viande de volailles dans certains pays,. Les produits irradiés doivent être étiquetés avec mention « traité par rayonnements ionisants » ou « traité par ionisation ». Cependant, des ingrédients irradiés étant mélangés à d'autres non irradiés dans les mets « prêts-à-manger », l'étiquetage ad hoc est rare. Au Canada, les produits doivent porter le logo RADURA sur leur emballage.
En altérant l'ADN des microorganismes, l'irradiation provoque leur destruction et n'altère en rien les qualités organoleptiques des produits. Appliquée sur des aliments humides, elles produisent des peroxydes à partir de l'eau des cellules des microorganismes et ces peroxydes oxydent les constituants cellulaires sensibles. Pour les viandes, l'objectif du traitement vise soit l'allongement de la durée de la conservation (dosage : 0,80 à 3,50 kGy), soit l'élimination de tous les germes pathogènes non sporulés comme la Listeria monocytogenes (doses de 2 à 4 kGy). En ce qui concerne la charcuterie, l'irradiation permet de diminuer la quantité de nitrates ajoutés pour la conservation.
Le Codex Alimentarius ne précise pas les doses limites ; la NASA a cependant autorisé la stérilisation des viandes congelées destinées aux astronautes à la dose de 44 kGy.
Étant donné son cout, cette pratique reste limitée. Le tonnage des viandes de volaille séparées mécaniquement et traitées par ionisation est passé de 6 978 tonnes en 1992 à 3 248 tonnes en 1993.

### Par conservateur alimentaire
Les conservateurs alimentaires permettent également de prolonger la durée de vie de l'aliment. Leur usage est également réglementé.
Pour les viandes, on utilise des nitrites et des nitrates. En 1891, le chimiste allemand Eduard Polenske découvre que le nitrate utilisé dans les salaisons n'intervient pas directement dans le traitement de la viande mais est réduit en nitrite par l'action des bactéries qui y sont naturellement présentes,. Les nitrites servent de sels de salaison à raison de 99,5 % de NaCl et 0,5 % de nitrite de sodium pour empêcher la croissance des bactéries, aromatiser et donner la coloration rouge (maximum de 150 mg de sel/kg de viande).
Le nitrite de sodium intervient pour la conservation des jambons, saucisses, lard, etc. car il empêche la croissance du Clostridium botulinum et de ses spores ; se décomposant en acide nitrique, il interagit d'autre part avec les pigments et maintient la couleur rouge de l'aliment. Il est ajouté en petites quantités et on peut espérer qu'on arrivera à s'en passer car il peut aussi réagir avec des amines et former des nitrosamines cancérigènes. La concentration maximale est d'environ 120 ppm. Selon Reichl, la teneur en nitrosamines, qui allait jusqu'à 12 mg/kg pour les salaisons, a fortement diminué en Europe, au XXIe siècle, à la suite du changement du traitement des viandes et n'est plus détectable dans celles-ci.
D'autres substances peuvent être utilisées comme le démontre l'illustration ci-jointe : E339 orthophosphates de sodium, E326 lactate de potassium, E316 érythorbate de sodium, E262ii diacétate de sodium, E250 étant le nitrite de sodium et E160c de l'extrait de paprika. Ce produit ne comporte pourtant pas de E620 acide glutamique qui sert d'exhausteur de saveur ; dans les préparations à base de viande, son addition peut être de maximum 1 g/kg.

### Par le vide
Dès le XIXe siècle, il est possible de conserver la viande, crue ou cuisinée, en ôtant l'air du récipient qui la contient. La viande emballée sous vide évolue en aérobiose car il reste toujours un peu d'oxygène. D'autre part, le type de film utilisé pour le conditionnement est plus ou moins perméable à l'oxygène. La viande peut donc consommer plus, autant ou moins d'oxygène qu'elle n'en reçoit. Par manque de O2, la viande peut voir sa couleur altérée mais elle redevient normale dès qu'elle est à nouveau exposée à l'air.
Cette technique se développe industriellement au XXe siècle. Différents procédés sont utilisés :
- vide sous cloche ou sous enceinte : la viande ensachée est mise dans une enceinte appelée cloche de laquelle on extrait l'air ; le sachet étant fermé par soudure thermique entre les deux côtés du sachet, l'enceinte est ouverte par remise à la pression atmosphérique ;
- vide en double chambre : la viande ensachée est placée dans la grande chambre où un léger vide permet de décoller le sachet de la surface de la viande ; un autre vide exercé dans la petite chambre met le sachet en contact étroit avec la viande ; enfin, la pression atmosphérique est rétablie.

L'utilisation de sachets thermorétractables (souvent dans un bain d'eau chaude) permet d'augmenter la résistance du sac et, par la suppression des plis, d'améliorer la présentation.
En 2010, l'industrie agroalimentaire utilise rarement le sachet individuel mais plutôt le thermoformage et le thermosoudage. Un film inférieur est thermoformé en forme d'alvéole, le produit est installé à l'intérieur puis un second vient se placer dessus. Le tout est mis sous vide et thermosoudé. Cela permet de gagner en productivité et d'intégrer cette étape de conditionnement en ligne.
La conservation de la viande emballée sous vide se poursuit par la cuisine sous vide.

### Par atmosphère contrôlée

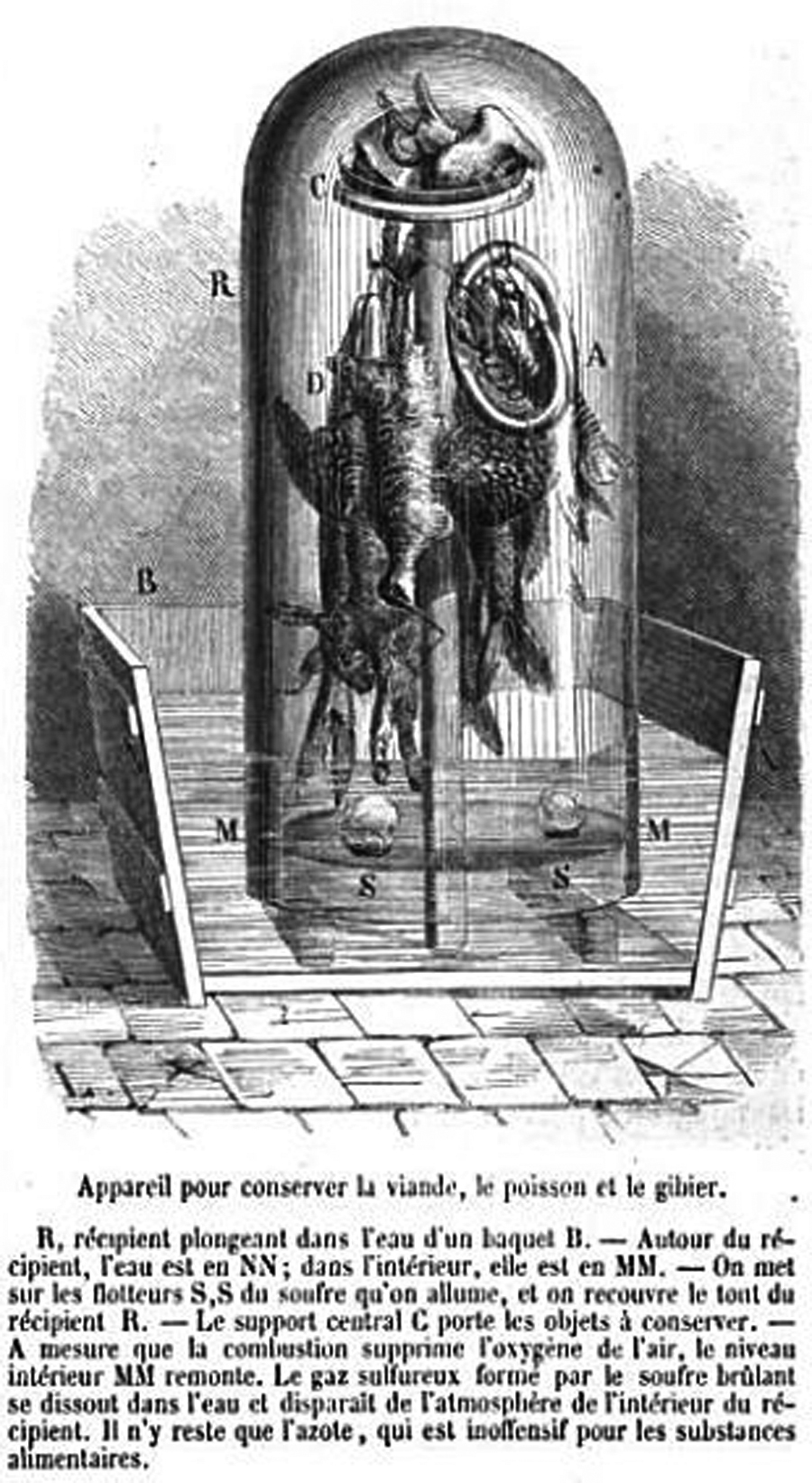

Dès le XIXe siècle aussi, des appareils permettent le remplacement de l'air par du gaz dans les récipients de conservation. Dans l'appareil reproduit dans Le Magasin pittoresque de 1855 (voir ci-contre), l'air est remplacé par le gaz provenant de la combustion du soufre. L'absence d'oxygène ne permet plus le développement des germes aérobies.
L'industrie agroalimentaire utilise à partir du XXe siècle, en fonction du produit, du conditionnement et de la durée voulue de conservation :
- du gaz pur (ex. : dioxygène O2, dioxyde de carbone CO2 ou diazote N2) ;
- un mélange de deux gaz (ex. : 80 % O2 + 20 % CO2 pour les viandes rouges, ou 20 % CO2 + 80 % N2 pour les autres produits carnés) ;
- un mélange de trois gaz (ex. : 45 % O2 + 20 % CO2 + 35 % N2 pour les abats).

L'argon, l'hélium, l'hydrogène et le protoxyde d'azote peuvent également être utilisés.
On sait au XXIe siècle que l'inhibition des microorganismes par le CO2 augmente avec le froid mais tous ne réagissent pas de la même façon au CO2 : si les salmonella sont partiellement inhibées, les clostridium y sont indifférents tandis que les Yersinia enterocolitica et les campylobacter jejuni prolifèrent. On sait que le CO2 abaisse le pH de la viande par sa solubilisation et perturbe l'activité de certains enzymes, mais on ne connait pas encore son mode d'action exact.
Le remplacement de l'air se fait lors du conditionnement soit en sachets formés à partir d'une gaine tubulaire, soit en barquettes fermées par un filtre.
Le conditionnement sous atmosphère contrôlée, dite commercialement atmosphère protectrice, utilisant de l'oxygène conserve à la viande sa couleur naturelle mais peut modifier saveur et odeur.
En effet, la couleur rouge caractéristique de la viande est due à la myoglobine. En présence d'oxygène, la myoglobine de couleur pourpre peut être oxygénée et se transformer en oxymyoglobine, donnant cette pigmentation rouge vif. En l'absence d'oxygène comme pour le conditionnement sous vide, la myoglobine s'oxyde pour se transformer en metmyoglobine, et produit une couleur brune indésirable.
À l'inverse, le contact de l'oxygène et des acides gras insaturés de la viande est responsable du rancissement donnant à l'aliment une flaveur caractéristique des aliments rassis ou rances.

### Par bactériocines
Les bactériocines sont des protéines, codées par des plasmides, létales pour des espèces voisines. L'utilisation de la nisine est la seule autorisée en ce début du XXIe siècle ; on l'emploie pour inactiver le Clostridium lors de la mise en boite de conserve. Les recherches en cours laissent penser que d'autres bactériocines pourraient être utilisées pour la conservation des aliments.

## Impact de la conservation

### Sur la santé
Au XXIe siècle et dans le cadre des relations entre graisses alimentaires et pathologies humaines (comme les maladies cardiovasculaires), des études sont en cours quant à l'évolution de l'activité lipolytique dans la viande emballée sous vide ou congelée.

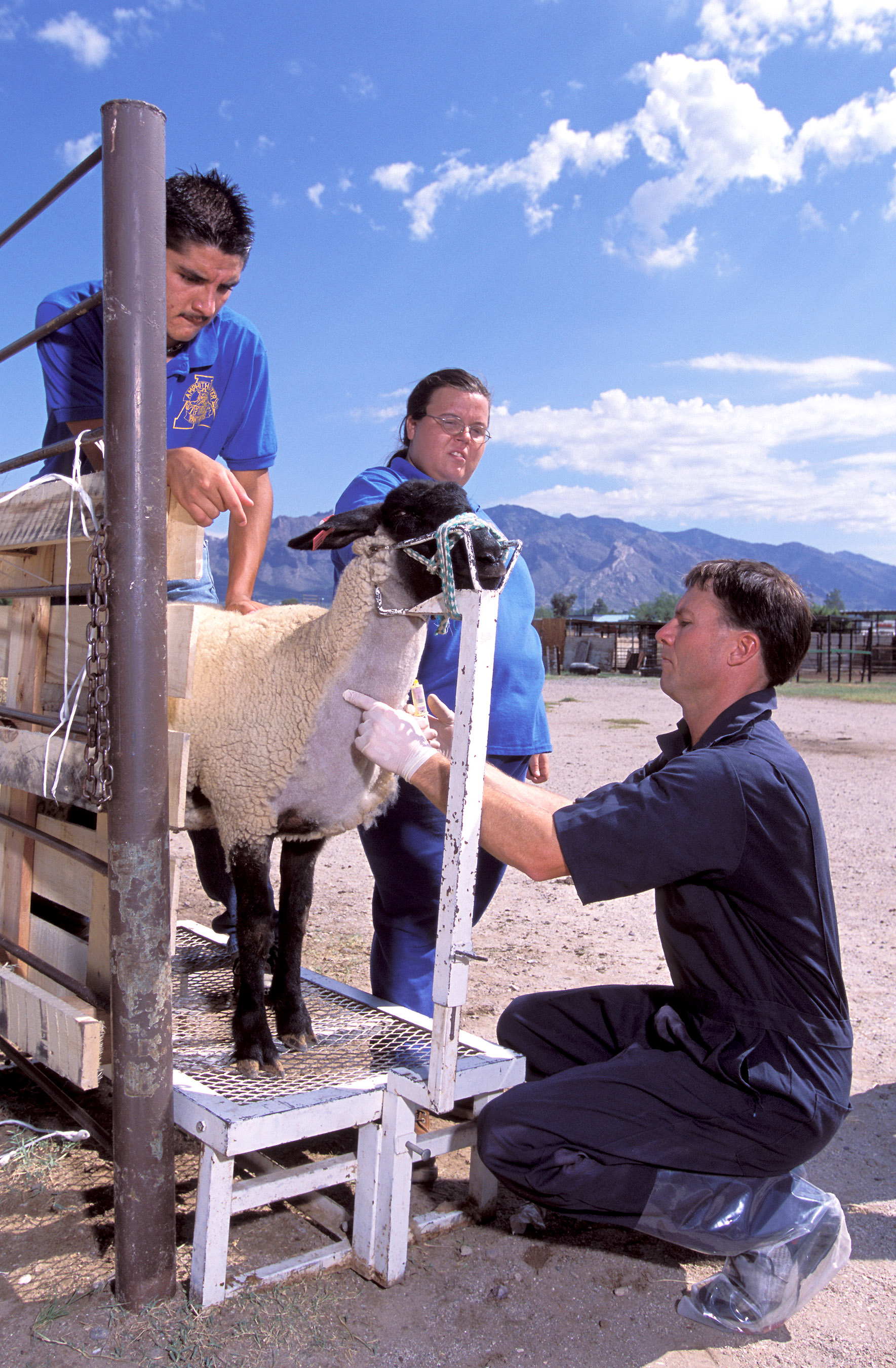
Examen d'un animal.

On a constaté notamment, par l'analyse d'entrecôtes bovines congelées pendant 270 jours à −20 °C, une importante phospholipolyse accompagnée d'une perte de certains acides gras polyinsaturés n-3 et n-6 (déjà peu présents dans la viande de ruminants).

### Sur les circuits économiques
L'amélioration des méthodes de conservation de la viande, et des moyens de transporter ce produit, a permis notamment de bien séparer zones de production et zones de consommation, qui peuvent désormais être distantes sans que cela pose de problèmes. Cela permet donc les exportations.
Par exemple, l'apparition dans les années 1980 des techniques de conservation sous atmosphère contrôlée a provoqué une petite révolution dans le marché mondial de la viande ovine : la viande d'agneau de Nouvelle-Zélande, un des plus gros exportateurs mondiaux, peut désormais être vendue comme viande fraiche, puisqu'elle peut être conservée ainsi 12 à 16 semaines, soit une durée suffisante pour qu'elle atteigne par bateau l'Europe. Auparavant, la viande qui venait de Nouvelle-Zélande était congelée et avait donc une valeur bien moindre sur les étals européens. Avec l'arrivée des viandes dites « chilled », elle concurrence encore plus fortement la production locale de viande fraiche. L'utilisation de l'atmosphère contrôlée pour éviter la dépréciation qui touche les viandes congelées est également intervenue dans les autres productions, comme la production de viande de porc qui fait elle aussi l'objet de nombreux échanges internationaux.

## Échec de la protection sanitaire dans la conservation
Au XXIe siècle, l'application correcte et stricte des règles d'hygiènes et des différents procédés de conservation de la viande ne peut encore éliminer tous les risques sanitaires. Un agent pathogène de nature protéique, cause d'une maladie décrite chez l'animal dès 1732, peut infecter la viande et provoquer, chez ceux qui l'ingèrent, une dégénérescence du système nerveux central qui est toujours fatale : le prion, responsable de la maladie de Creutzfeldt-Jakob.
Cette protéine, de forme anormale, résiste à la plupart des traitements thermiques et chimiques et on ne connait encore aucun moyen de reconditionnement des aliments contaminés.
La seule protection possible reste l'utilisation d'une viande bovine et de sous-produits de viande provenant d'animaux non infectés par l'ESB en veillant particulièrement à ne pas consommer des tissus à risque élevé, comme le cerveau et la moelle épinière.